# الفتح الإسلامي للأندلس
الفَتْحُ الإسْلَامِيُّ لِلأَندَلُسِ أو الغَزْوُ الإسْلَامِيُّ لِلأَندَلُسِ وفي بعض المصادر ذات الصبغة القوميَّة خُصُوصًا يُعرفُ هذا الحدث باسم الفَتْحُ العَرَبِيُّ لِلأندَلُسِ، كما يُعرف في بعض المصادر العربيَّة باسم الفتح الإسلامي لإسپانيا، وفي بعض المصادر الأجنبيَّة بِالفتح الإسلامي لِهسپانيا، هو حَملةٌ عسكريَّة بدأت سنة 92 هـ المُوافقة لِسنة 711 م قادها المُسلِمُونْ تحت راية الدولة الأُمويَّة ضدَّ مملكة القوط الغربيين المَسيحيَّة في هسپانيا، التي حَكمت شبه جزيرة أيبيريا والتي عَرفها المُسلِمُونْ باسم «الأندلُس»، بجيشٍ مُعظمه مِن العرب والبربر وكان كثير من فاتحي الأندلس العرب من هذيل وثقيف. توجه الجيش بقيادة طارق بن زياد ونَزل عام 711 م في المنطقة التي تُعرف الآن بِجبل طارق، ثُمَّ توجَّه شمالًا حيثُ هزم ملك القوط لُذريق (رودريك) هزيمةٌ ساحقة في معركة وادي لكة. واستمرت حتى سنة 107هـ المُوافقة لِسنة 726م واستولتْ على مناطق واسعة من إسپانيا والپُرتُغال وجنوب فرنسا المُعاصرة.
كان من أسباب فتح الأندلُس إقبال البربر على اعتناق الإسلام بعد تمام فتح المغرب وتوقهم لِلغزو والجهاد في سبيل الله، وفي نفس الوقت شجَّع والي طنجة الرومي يُليان المُسلمين على مُهاجمة الأندلُس بِسبب خِلافٍ كبيرٍ وقع بينه وبين الملك لُذريق بِسبب اعتداء الأخير على ابنته واغتصابها عندما كانت تُقيم في بلاطه، وفق ما تتفق عليه المصادر العربيَّة والإسلاميَّة، وكذلك لأنَّ المُسلمين رأوا توجيه جُهود الفتح والغزو نحو بلادٍ حضريَّةٍ غنيَّة تُفيد الدولة الأُمويَّة وعُموم المُسلمين، بدل تحويله نحو الواحات والبلاد الصحراويَّة، ولِرغبتهم في الاستمرار بِنشر الإسلام في البُلدان المُجاورة. فُتِّحَت الأندلُس خِلال فترةٍ قياسيَّة نسبيًّا، واعترف المُسلمون بعد خُضوع شبه الجزيرة الإيبيرية لهم بِحُقوق النصارى واليهود في إقامة شعائرهم الدينيَّة نظير جزيةٍ سنويَّة، كما هو الحال مع سائر أهالي البلاد المفتوحة من المسيحيين واليهود، وأقبل مُعظم القوط على اعتناق الإسلام وامتزجوا مع الفاتحين الجُدد، وانسحب قسمٌ آخر منهم نحو الشمال الأيبيري الذي لم يخضع طويلًا لِلمُسلمين. عاد قائدا الفتح موسى بن نُصير وطارق بن زياد إلى عاصمة الخِلافة دمشق بِأمرٍ من الخليفة الوليد بن عبد الملك سنة 96هـ المُوافقة لِسنة 714م حيثُ لم يُمارسا أي عملٍ سياسيٍّ أو عسكريٍّ بعد ذلك لِأسبابٍ اختلف فيها المُؤرخون، ولفَّ الغُموض نهاية طارق بن زياد خُصوصًا حيثُ لم يُعرف ما حلَّ به بُعيد وُصوله إلى دمشق.
كَان هَذا الفَتْحُ بِداَيةٍ لِلتواجد الإسْلَامِيُّ في الأندلُس الذي امتد لِنحو 800 عام تقريبًا، قَضاها المُسلِمُونْ في صِراعٌ مَع الإمارات والممالِك المسيحيَّة التي تكوَّنت في الشمال في المناطق التي لم يغزوها المسلمون حتى سقوط مملكة غرناطة عام 897هـ المُوافق فيه 1492م. وخِلال تلك الفترة أسَّس المُسلمون حضارةً عظيمة في البلاد الأندلُسيَّة حتَّى اعتُبرت «منارةُ أوروپَّا» خِلال العُصُور الوسطى، وحصلت حراكات اجتماعيَّة بارزة نتيجة هذا الفتح وتعدُد العرقيَّات البشريَّة التي سكنت البلاد الأندلُسيَّة، فتعرَّبت بعض قبائل البربر وبعض القوط، وتبربرت بعض قبائل العرب، واختلط العرب والبربر والقوط وشكَّلوا مزيجًا سُكانيًّا فريدًا من نوعه في العالم الإسلامي، وأقبل القوط الذين بقوا على المسيحيَّة على تعلُّم اللُغة العربيَّة والتثقُّف بِالثقافة الإسلاميَّة مع حفاظهم على خُصوصيَّتهم الدينيَّة، فعُرفوا بِالمُستعربين، وكتبوا لُغتهم بِالأحرف العربيَّة التي عُرفت باسم «اللُغة المُستعربيَّة».

## أوضاع الأندلُس قُبيل الفُتُوحات الإسلاميَّة

### الوضع الجُغرافي

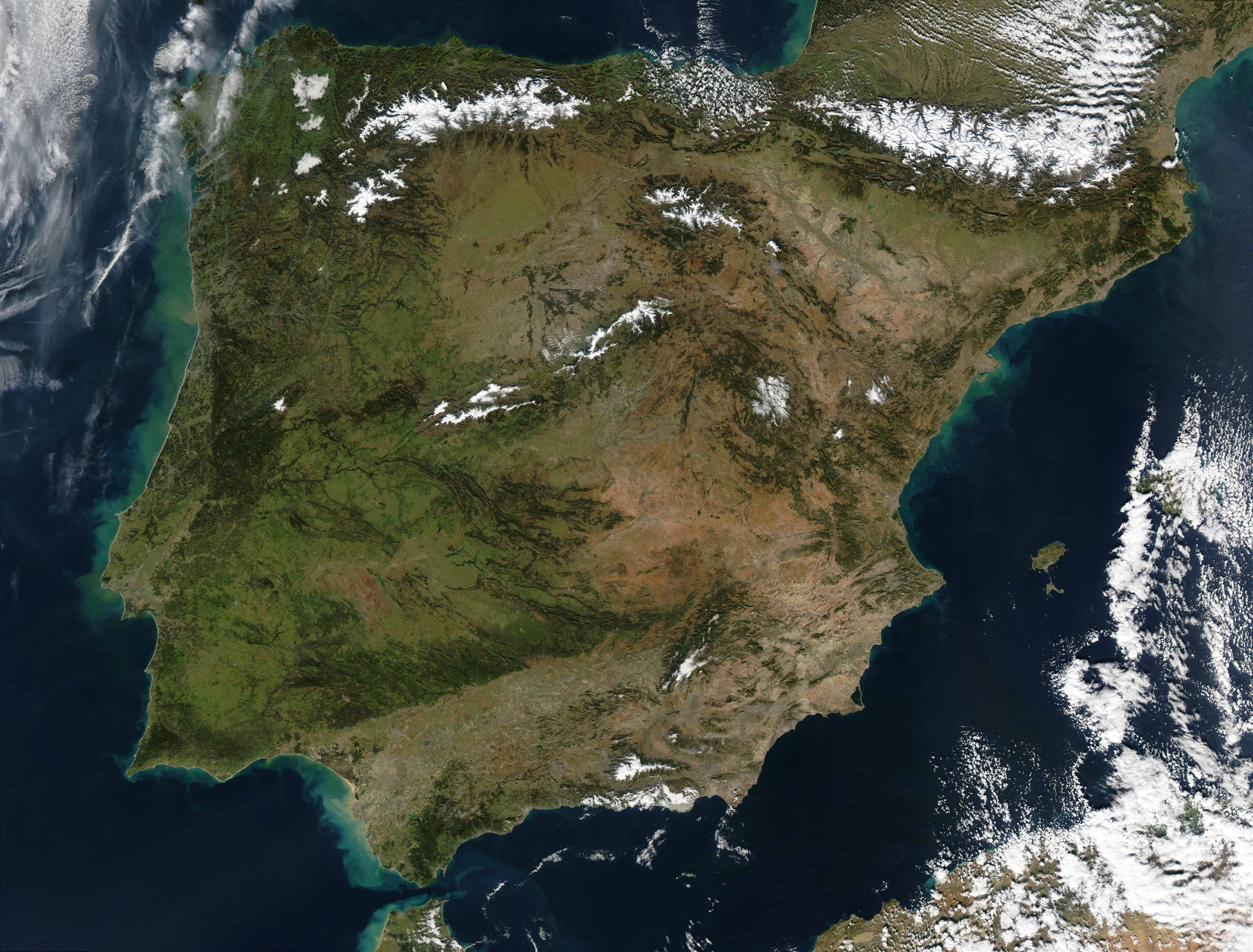
صُورةٌ ساتليَّة لِشبه الجزيرة الأيبيريَّة تُظهر تضاريسها الطبيعيَّة وتبايُن أقاليمها المُناخيَّة.

تقع شبه الجزيرة الأيبيريَّة في الجنوب الغربي من أوروپَّا على مُثلَّثٍ من الأرض يضيق مع التوجُّه نحو الشرق، ويتسع غربًا، مُقابل السواحل الشماليَّة لِلمغرب الأقصى، حيثُ يفصل بينهما بحر الزقاق، وتتصل في الشمال بِفرنسا بِواسطة سلسلةٍ جبليَّةٍ تُعرف بِجبال «البرتات» أو «البرانس» أو «الپيرنيه»، وهي جبالٌ شاهقة تمتد من منطقة برشلونة في الشرق حتَّى مدينة بيونة في الغرب، وتتخلَّلها شعابٌ ضيِّقة وممرَّاتٌ وعرة أشهرها باب الشزري المعروف أيضًا بِممر الرونسڤال. وباستثناء تلك الناحية فإنَّ المياه تُحيطُ بِشبه الجزيرة من كُل جانب، ممَّا حدا بِالجُغرافيين المُسلمين إلى وصفها بِالجزيرة تجوزًا، إذ يمتد البحرُ المُتوسِّط على طول ساحليها الشرقي والجنوبي من السُطوح الشرقيَّة لِجبال البرتات حتَّى مضيق جبل طارق، الذي يفصل شبه الجزيرة عن شمالي أفريقيا بما لا يزيد عن اثني عشر ميلًا، ويلتقي عنده البحر المُتوسِّط بِالمُحيط الأطلسي الذي يُطوِّق شبه الجزيرة من ناحيتيّ الغرب والشمال، حتَّى الحد الغربي لِجبال البرتات حيثُ يُعرف في هذه الناحية الشماليَّة بِالبحر الكانتبري أو بِخليج بسكاي، وبِذلك تنعزل شبه الجزيرة عن جيرانها.

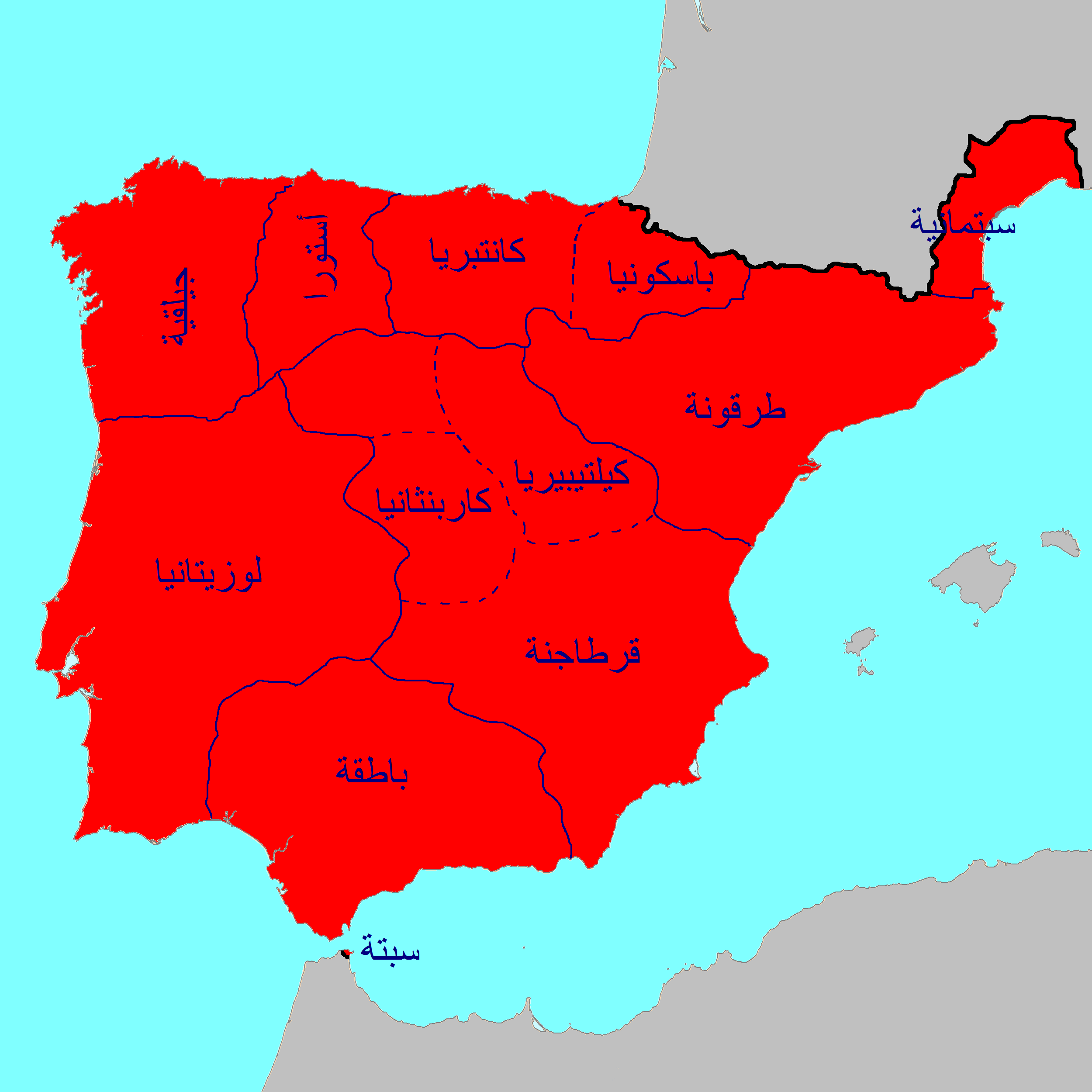
أبرز المناطق والبلاد في شبيه الجزيرة الأيبيريَّة عُمومًا والأندلُس خُصوصًا.

والواقع أنَّ جبال البرتات تُشكِّلُ سدًا يحولُ دون اتصال أيبيريا وفرنسا، وأنَّ منطقة جبل طارق تجعل الاتصال مع المغرب أكثر سُهُولةً ويُسرًا، لِذلك أضحت شبه جزيرة أيبيريا تُقبل بِوجهها على شمالي أفريقيا وتُولي ظهرها لِأوروپَّا، وهذا ما أجمع عليه الجُغرافيُّون المُسلمون الذين عدُّوها امتدادًا لِأفريقيا، وليست رقعة من القارَّة الأوروپيَّة. والمعروف أنَّ شبه الجزيرة الأيبيريَّة تتشابه مع المغرب في كثيرٍ من المعالم النباتيَّة والحيوانيَّة وبِخاصَّةً منطقتيّ طنجة وسبتة. وعلى الرُغم من أنَّ أيبيريا تتكوَّن، في مُعظمها، من هضبةٍ كبيرةٍ تُعرف بـ«المسيتا» وهو ما يجعلها تبدو وكأنَّها وحدة جُغرافيَّة، إلَّا أنَّ كثرة الجبال التي تمتد في مُعظمها في اتجاهٍ أُفقيٍّ من الشرق إلى الغرب، فضلًا عن الأودية العميقة فيما بينها، قد فتَّتت هذه الوحدة، وأعاقت الاتصال بين الأجزاء المُختلفة لِشبه الجزيرة، فنشأت وحدات محليَّة تنفصل كُلٌ منها عن الأُخرى بِحواجز طبيعيَّة، ممَّا أثَّر على الأوضاع السياسيَّة.
ويُلاحظ تنوُّع الخصائص الجُغرافيَّة لِأيبيريا من تبايُن سطح الأرض، وتعدُّد الأقاليم المُناخيَّة، والغطاء النباتي، حيثُ تسود البلاد ثلاثة أنماط مُناخيَّة. ففي الشمال الغربي مُناخٌ مُحيطيٌّ حيثُ ينهمرُ المطر بغزارة على مدار السنة وينتج عنه نُشوء مزارع غنيَّة. ويسود في الوسط مناخٌ قاريٌّ شبه جاف تُغطيه أعشابٌ قليلة. ويعتدل المُناخ في الجنوب الشرقي صيفًا، وهو أدنى إلى الجفاف في الشرق. وبِوجهٍ عام تعيشُ مُعظم البلاد في ظل المطر. أدَّت هذه الأنماط المُناخيَّة إلى تنوُّع الحياة الزراعيَّة، من أقاليم تعتمد كُليًّا على مياه الأمطار، إلى تفاوت من مكانٍ لآخر، إلى مناطق تعتمد على مياه الأنهار التي تفيضُ أحيانًا وتجفُّ أحيانًا مع ما تُسبِّبهُ من أخطار في كلتا الحالتين.

### الوضع السياسي

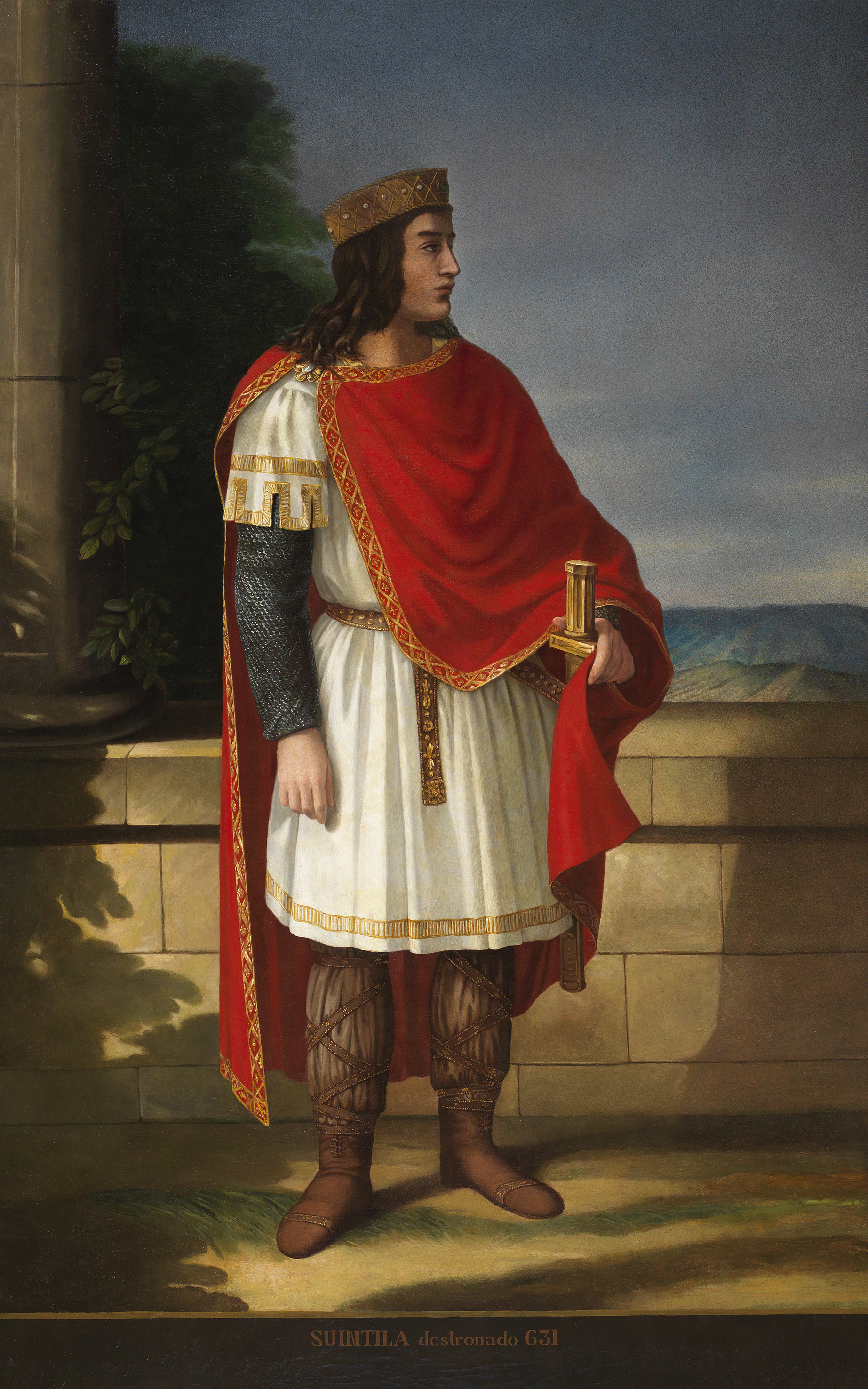
غيطشة ملك القوط، شهد عهده عدَّة اضطرابات وقلاقل سياسيَّة في البلاد الأيبيريَّة.

كانت مملكة القوط الغربيين قائمة في شبه الجزيرة الإيبيرية مُنذ سنة 418م، عندما خلع الملك «واليا» ما بقي من الطاعة لِلرومان، وضرب النُقود باسمه وفرض الضرائب على رعاياه من القوط والغاليين. وفي الوقت الذي فتح فيه المُسلمون بلاد المغرب، كانت المملكة القوطيَّة في أيبيريا المُقابلة تشهد تطوُّرات سلبيَّة مُتلاحقة أدَّت إلى انحلالها وضعفها. وتجلَّت مظاهر الانحلال السياسي بين أفراد الطبقة الحاكمة، ذلك أنَّ نظام الحُكم القوطي كان ملكيًّا قائمًا على مبدأ الانتخاب، حيثُ يجتمع النُبلاء ورجال الدين، بعد وفاة الملك، لاختيار خلفٍ له من بينهم. وتأكَّد هذا المبدأ في مجمع طُليطلة الرَّابع الذي انعقد في سنة 633 م، وفي مجامع تالية، أهمها المجمع الثامن في سنة 653م. ونظرًا لِطبيعة التنظيم القبلي لِمُجتمع المملكة القوطيَّة، حاول بعض المُلوك الخُروج على هذا المبدأ وجعل نظام الحُكم وراثيًّا، ممَّا أدَّى إلى إثارة التنافُس بين الطامعين في العرش، حتَّى أضحى تاريخ الملكيَّة القوطيَّة، في أواخر عهد المملكة، سلسلة من المُؤامرات والاغتيالات والحُروب الداخليَّة. ولم يلبث هذا الصراع الداخلي أن دخل مرحلته الأخيرة في عهد الملك إخيكا، واستمرَّ في عهد خُلفائه، وأدَّى إلى ضعف المملكة وسُقوطها بيُسر في أيدي المُسلمين. فقد خرج إخيكا على قرارات المجامع المُتعددة حين أشرك معهُ ابنه غيطشة في الحُكم تمهيدًا لِتعيينه خلفًا له، وأقدم في الوقت نفسه، على سمل عينيّ الدوق تيودوفريدو، مُرشَّح المُعارضة، فانسحب هذا من الحياة السياسيَّة مع ابنه لُذريق (رودريك). تُوفي إخيكا في سنة 83هـ المُوافقة لِسنة 702م، فخلفه ابنه غيطشة مُتجاهلًا مبدأ الانتخاب المُتفق عليه، ممَّا أثار حفيظة النُبلاء ورجال الدين. بدأ هذا الملك حياته السياسيَّة بِإصلاح أوضاع الدولة التي بلغت مرحلة خطيرة من الانهيار، فتقرَّب من المُعارضة، وعيَّن تيودوفريدو حاكمًا على مُقاطعة «بيتيكا»، ومع ذلك لم يستطع أن يُزيل الحقد من نُفُوس خُصومه، كما ألَّب عليه النُبلاء ورجال الدين عندما حاول أن يحد من نُفوذهم ويُقلِّص امتيازاتهم، ويُخفف الضغط الاقتصادي عن اليهود؛ ممَّا دفعهم إلى إعلان الثورة على حُكمه، وحاكوا المُؤامرات لِلتخلُّص منه، فاضطرَّ إلى مُحاربتهم، حتَّى تقدمت به السن وعجز عن مُتابعة أعماله العسكريَّة. وممَّا زاد أوضاع البلاد تفاقُمًا تدخُّل زوجة غيطشة في سياسة الدولة، إذ أقنعت زوجها بِتعيين ابنه الصبي أخيلا خلفًا له، مُكررًا ظُروف اعتلائه السُلطة، كما عيَّنهُ حاكمًا على مُقاطعتيّ طرَّكونة وناربونة في الشمال. وبِفعل صغر سنِّه، عيَّن عمِّه «خشندس» وصيًّا عليه.

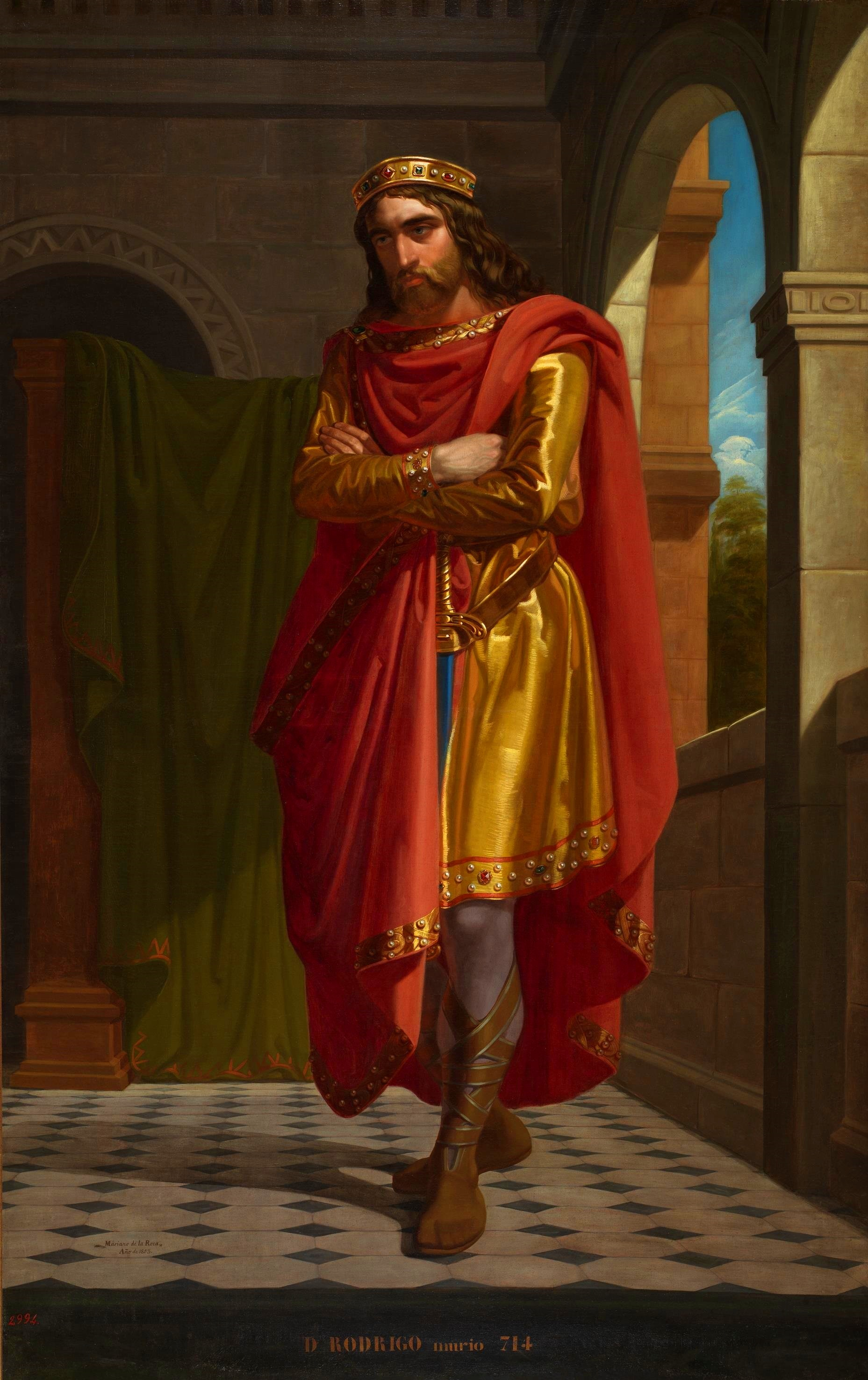
لُذريق، آخر مُلوك القوط في أيبيريا.

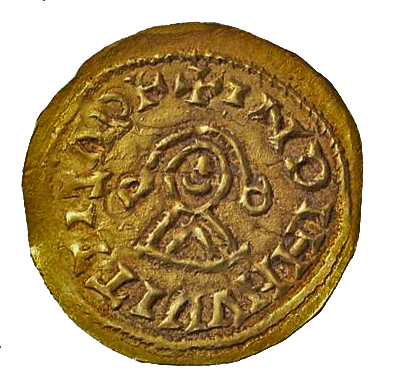
قطعة نقديَّة قوطيَّة ضُربت في عهد الملك غيطشة.

وبِهذا الشكل، تأزَّمت الأُمور من جديد بعد وفاة غيطشة في سنة 91هـ المُوافقة لِسنة 710م، ذلك أنَّ ابنه وخليفته أخيلا امتنع عن الذهاب إلى طُليطلة لاستلام الحُكم، وظلَّ قابعًا في مقر حُكمه في الشمال، فاضطرَّت والدته إلى ملء الفراغ فأدارت الشُؤون العامَّة بِمُساعدة أخي زوجها المُطران أرطباس (أوپاس)، لكنَّ النُبلاء ورجال الدين رفضوا تقديم الولاء لِهذه الأُسرة الحاكمة، وأعلنوا عدم الخُضُوع لِلصبي أخيلا، كما خشوا من استبداد الوصي بِالحُكم؛ فامتنعوا عن طاعته، واستقلَّ بعضُهم في الأطراف والنواحي، وسادت الفوضى وعمَّ الارتباك في البلاد. واشتدَّت حركة التمرُّد في طُليطلة، الأمر الذي دفع الأُسرة الحاكمة إلى مُغادرتها خوفًا من بطش المُعارضة، وفرُّوا إلى مُقاطعة جُليقة في الشمال الغربي من البلاد، فخلت السُلطة السياسيَّة مُجددًا. عندئذٍ اجتمع كِبار النُبلاء ورجال الدين واختاروا لُذريق (تحريف رودريك) خليفةً لِغيطشة. واجه لُذريق، خلال حياته السياسيَّة، عدَّة صعاب لم يتمكَّن من تجاوزها وأدَّت إلى نهاية المملكة القوطيَّة، فقد كان بِحاجةٍ إلى المال لِلإنفاق على الحملات العسكريَّة وإخضاع الثورات التي اندلعت ضدَّ حُكمه في جهاتٍ عديدة، وعندما حاول الاستيلاء على خزائن أسلافه الموجودة في كنيستيّ القديس بدروس والقديس بولس في طُليطلة، واجه مُعارضة من جانب رجال الدين، عندئذٍ لجأ إلى فرض مزيدٍ من الضرائب ومُصادرة بعض ثروات الكنيسة. كما واجه الملك القوطي انقساماتٍ سياسيَّةٍ حادَّة، وبِخاصَّة في الشمال، نتج عنها فتن وحركات عصيان، فقضى مُعظم أيَّام حُكمه قصيرة الأمد ينتقل من جبهة إلى جبهةٍ أُخرى لِإخمادها، لِذلك لم يشعر بِالخطر القادم من الجنوب إلَّا بعد فوات الأوان. وممَّا زاد الأُمور تعقيدًا هُروب العبيد من الخدمة العسكريَّة، ويدُل هذا على ضعف القوط المُتجذِر وإلى الحد الذي وصل إليه تدهوُر قُوِّتهم. والمعروف أنَّ غالبيَّة أفراد الجيش القوطي كانت، مُنذ أواخر القرن السابع الميلادي، تتألَّف من العبيد المُجنَّدين، وذلك بِفعل أنَّ القوط ركنوا إلى حياة الدعة والترف، فهجروا مهنة الحرب التي فُطروا عليها، وفقدوا صفاتهم العسكريَّة، ولم يعودوا أولئك الغُزاة الأشدَّاء. تعرَّض لُذريق أيضًا لِضغطٍ عسكريٍّ من جانب خصمه أخيلا الذي عدَّهُ مُغتصبًا لِلسُلطة، فأعدَّ جيشًا كبيرًا، بِقيادة مُستشاره ريكيسندو، ودفعهُ نحو الجنوب إلى طُليطلة لِخلعه واستعادة العرش، وعلى الرُغم من انتصار لُذريق فإنَّ هذا النصر كان قصير الأمد، فضلًا عمَّا تلاه من ازدياد الفوضى في البلاد. كما ظهر حزبان كبيران مُتعارضان في توجُّهاتهما وأهدافهما انقسم بينهما أهالي البلاد، الأمر الذي وضع المملكة في جوٍ مشحونٍ قابلٍ لِلانفجار في أي وقت.

### الوضع الاقتصادي

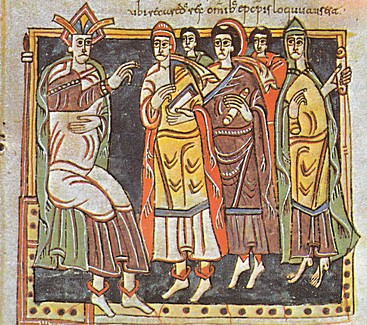
مُنمنمة قوطيَّة تُظهر بعض الأساقفة مع الملك ريكَّاريد الأوَّل (580–601م) في مجمع طُليطلة الثالث سنة 589م.

كان الوضعُ الاقتصادي في الأندلُس قُبيل الفتح الإسلامي شبيهًا إلى حدٍ كبير بِالوضع الذي كان سائدًا خِلال العهد الروماني؛ فالأرستقراطيَّة الرومانيَّة ظلَّت على أشكالها من الغنى وإفشاء التمييز والطبقيَّة واستغلال التُجَّار والمُزارعين البُسطاء، فأْتَلَف الأعيان مع الحُكَّام القوط، وساء أمر العامَّة نتيجة تراكم الضرائب والأتاوات، ونقص الأمن بمُختلف أوجُهه. ووُصفت الهيكليَّة الاقتصاديَّة لِلمملكة القوطيَّة بأنها رُبما كانت الأقرب إلى المنظومة الرُومانيَّة من غيرها من هيكليَّات الممالك الأوروپيَّة الغربيَّة التي كانت قائمة آنذاك. ولمَّا تولَّى لُذريق العرش القوطي تابع سياسة أسلافه التقليديَّة في جمع المال، فأرهق البلاد والعِباد بِالضرائب الفادحة حتَّى عمَّ الفقر على الرُغم من غنى البلاد بِالموارد الاقتصاديَّة.

### الوضع الاجتماعي
وُجدت في المُجتمع الأيبيري قُبيل الفتح الإسلامي عدَّة طبقات اجتماعيَّة كان أهمُّها:
- طبقة النُبلاء: وهُم أشراف القوط وعلى رأسهم الملك، والطبقة التي تليه هم بقايا العساكر والقواد الرومانيين تحالفوا معهم لتثبيت ملكهم وتوطيد سلطانهم. كان أفراد هذه الطبقة قليلي العدد، وشكَّلوا فئة أرُستُقراطيَّة حاكمة ومُتميزة، نعموا بامتلاك الإقطاعات الكبيرة والضياع الواسعة، وفُقد الانسجام الحضاري بينهم وبين بقيَّة السُكَّان بِفعل عدم اختلاطهم بهم. والواضح أنَّ هذا الاختلال أوجد نوعًا من التنافُر بين الطرفين، وفشلت هذه الطبقة في خلق مُجتمع مُتجانس وطني الانتماء. كانت البلاد، حتَّى مُنتصف القرن السابع الميلادي، تُحكم وتُدار من جانب إدارة مُشتركة من هذه الطبقة. فالنُبلاء القوط مسؤولون عن السُكَّان القوط، والنُبلاء الرومان يُمارسون سُلطانهم على السُكَّان الرومان، في حين كان الملك القوطي ومُوظفوه الكبار يُقررون السياسة العامَّة لِلدولة. كان مُلَّاك الأراضي الكبار يُشرفون على إقطاعاتهم ومزارعهم بِواسطة وُكلاء ومُديري أعمال في مُقاطعاتهم. والواقع أنَّ أفراد هذه الطبقة كانوا أغنياء جدًا، بنوا ثروتهم على حساب الطبقات الفقيرة المُعدمة، وقد نجح بعضهم في الاحتفاظ بِثروته حتَّى الفتح الإسلامي.[17]
- طبقة رجال الدين: استغلَّ رجال الدين مركزهم الديني المُتميِّز فاستمتعوا بِقسطٍ وافرٍ من النُفوذ والسُلطان. فامتلكوا الأراضي الواسعة والضياع والقُصُور الحافلة بِالعبيد، وأصبحوا على درجةٍ عاليةٍ من الثراء، فتناسوا المُثُل العُليا التي نادوا بها حين كانوا فُقراء، وساعدهم على بُلوغ تلك الدرجة تديُّن الأيبيرييين بِعامَّة وسيطرة الدين في العُصُور الوُسطى على مُجمل الحياة. وتمتَّع رجالُ الدين بِمركزٍ مرموقٍ لدى الحُكَّام ممَّا جعل لهم تأثيرًا مكَّنهم من توجيه القوانين والنُظم بما يكفل لهم كسب مزيدٍ من النُفوذ والامتيازات، والقُدرة على التدخُّل في الشؤون السياسيَّة والعسكريَّة، وصياغة الحياة العقليَّة والاجتماعيَّة وفقًا لِتوجُّه الكنيسة وغاياتها، فكانوا يحضرون المجالس الوطنيَّة التي كانت تنظر في الشُؤون العامَّة لِلدولة، ويُصادقون على انتخاب الملك، وادَّعت هذه الفئة لِنفسها الحق في عزله إذا أبى الإذعان لِقراراتها.[18]
- الطبقة الوُسطى: تألَّفت هذه الطبقة من فئة التُجَّار وصغار المُلَّاك والمُزارعين الأحرار الذين ينتمون لِأُصولٍ قوطيَّة ورومانيَّة. عاشوا في المناطق الريفيَّة والحضريَّة، ومنهم العُمَّال في المُدن الذين كانوا ينتظمون ضمن النقابات، ولا يحق لهم التحوُّل عنها أو الانتقال إلى مدينةٍ أُخرى، وحُرموا من دُخول السلك الكهنوتي والقضائي.[19] واضطرَّ العديد من سُكَّان الأرياف والمُزارعين الأحرار، بِفعل ظُروفهم الاقتصاديَّة الصعبة، أن يتنازلوا عن أراضيهم لِلنُبلاء، وارتضوا بِالعمل والبقاء كمُستأجرين مُقابل تمتُعهم بِحمايتهم، فعُرفوا بـ«المحميين».[ْ 5] والمعروف أنَّ القوط لمَّا نزلوا في أيبيريا، ألزموا كُل مُزارع أن يتنازل عن ثُلث أراضيه لِصالح القوطي الذي يُريد احتراف هذه المهنة، وفي حال رفض القوطي أن يعمل بالزراعة، يقوم المُزارع باستغلال الأرض، ويُقدِّم ثُلث إنتاجها لِلنبيل القوطي، واتسعت هذه القسمة في الأرض وإنتاجها حتَّى شملت المنازل والماشية ومُختلف أنواع الزراعة. ومع مُرور الزمن، اغتصب النُبلاء الأرض كُلَّها وعدُّوها ملكًا لِلدولة، وأجبروا المُزارعين الأحرار على العمل فيها كأنهم أقنان أو عبيد، وأضحى هؤلاء، بِمُرور الزمن، مُرتبطين بِالأرض وبِأصحاب الأملاك من النُبلاء، مدى الحياة. وكان على أصحاب هذه الطبقة تقديم عُشر محاصيلهم إيجارًا، إضافةً إلى تأدية بعض الخدمات الشخصيَّة لِلنبيل، وضريبة الرؤوس أو الجزية، وقد وقع عليهم عبء الإنفاق على الدولة، الأمر الذي أدَّى إلى ضعفهم وإفلاسهم فأُصيبوا بِالبُؤس والشقاء.[20]
- طبقة الشعب الدُنيا: تكوَّنت هذه الطبقة من المُزارعين البُسطاء والعبيد الأرقَّاء، وارتبطوا بِالأرض وأُلحقوا بِالضياع، ولِلسيِّد عليهم حق الحياة أو الموت. وكان هؤلاء جميعًا مُسخرين لِرفاهيَّة الفئات الرفيعة من النُبلاء والأُسرة الحاكمة وكبار رجال الدين، وكانوا يُستخدمون في الأغراض الزراعيَّة والأعمال المنزليَّة على حدٍ سواء، فرزحوا تحت شقاء الحياة وبؤسها، وسُلبت منهم كُل الحُقوق المدنيَّة، وهُم أكثر عددًا من أفراد الطبقات الأُخرى، وأقل حُقوقًا.[21]

### الوضع الديني

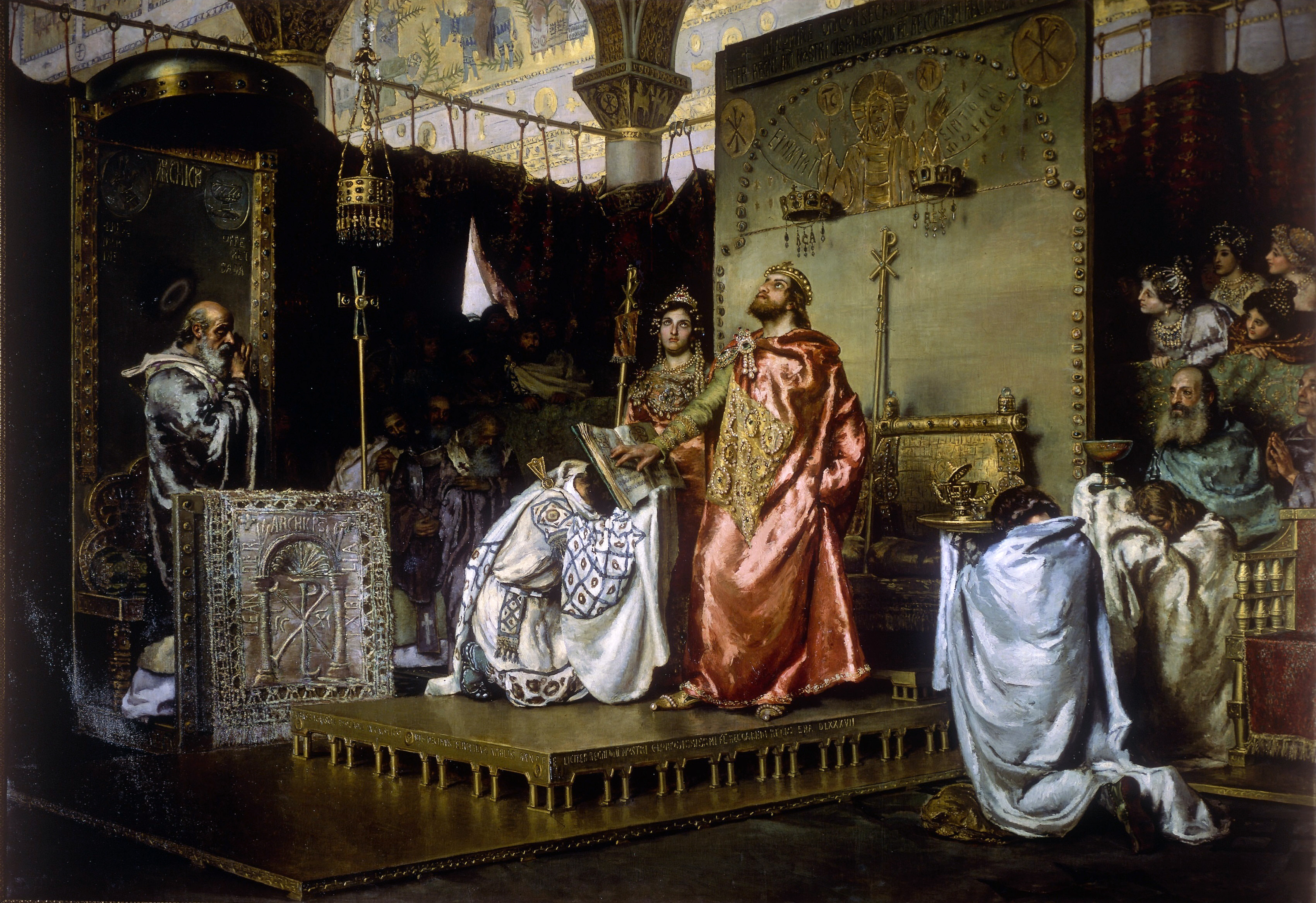
الملك ريكَّاريد الأوَّل وهو يعتنق المذهب الخلقيدوني.

انتشرت المسيحيَّة في رُبُوع شبه الجزيرة الأيبيريَّة مُنذُ العهد الروماني، وكان القوط بدايةً على المذهب الآريوسي الذي يقول بِالطبيعة الواحدة لِلمسيح، على أنَّ المذهب الخلقيدوني الذي كان يُدين بِطبيعتين لِلمسيح كان مُنتشرًا في أواسط العامَّة من غير القوط. ولم يفرض القوط مذهبهم، فكان أفراد كُل مذهب يُمارسون شعائرهم الدينيَّة في كنائسهم الخاصَّة بِحُريَّة، بِمُساعدة رجال الدين التابعين لهم. وأدرك أحد مُلوك القوط، وهو ريكَّاريد الأوَّل (586–601م)، عندما حاول إصلاح أوضاع الدولة، وقد اعترضته هذه الظاهرة الدينيَّة الانقساميَّة التي أدَّت إلى حُدوث مُشكلات بين السُلطة والكنيسة؛ أنَّ الإصلاح الحقيقي يبدأ بِتوحيد المذهب الديني، فاتخذ الخلقيدونيَّة مذهبًا رسميًّا وحيدًا لِلبلاد. وهكذا أعلن مجمع طُليطلة الديني الذي انعقد في سنة 587م تخلِّي ريكَّارد عن المذهب الآريوسي واعتناقه المذهب الخلقيدوني، وتبعهُ في هذا التحوُّل سائر القوط، فتوحَّدت الكنيسة الهسپانيَّة تحت ظل الملكيَّة القوطيَّة. أعقب هذا التحوُّل المذهبي تبنِّي اللُغة اللاتينيَّة كلُغة رسميَّة في هسپانيا، وتوثَّقت نتيجة ذلك العلاقات مع البابويَّة التي أضحى تأثيرها كبيرًا في شؤون البلاد، كما أصبح لِأُسقُف طُليطلة مركزٌ هام لا يقل عن مركز الملك نفسه.
بِالإضافة إلى الديانة المسيحيَّة، كان ما يزال في أيبيريا عددٌ من السُكَّان الوثنيين، ولكنَّهم تعرَّضوا لِلاضطهاد لِحملهم على اعتناق المسيحيَّة. فقد فرض مجمع طُليطلة الثالث في سنة 589م على كُل أُسقف أن يتعاون مع القاضي المحلِّي في مُكافحة الوثنيَّة في منطقته، وكان البشكنش (الباسك) من جُملة الجماعات الوثنيَّة التي تعيش في منطقة الشمال الشرقي المُتاخمة لِجبال البرتات، وفشل رجالُ الدين في حملهم على اعتناق المسيحيَّة طيلة العهد القوطي. وعاشت في هسپانيا جماعة يهوديَّة كبيرة شكَّلت أحد عناصر السُكَّان في المُجتمع القوطي، ويبدو أنَّهم استوطنوا أيبيريا في وقتٍ مُبكرٍ قادمين من المشرق على أثر الاضطهادات المُتعدِّدة التي تعرَّضوا لها في فلسطين على أيدي الرومان، فانتشروا في البُلدان الواقعة على سواحل البحر المُتوسِّط، ولقَّبوا أنفُسهم بـ«السفرديم»، وأرجعوا أُصولهم إلى قبيلة يهوذا الملكيَّة. انتشر اليهود في مناطق عديدة من أيبيريا، لكنَّهُم تركَّزوا في الأماكن الحضريَّة المُتقدمة مثل العاصمة طُليطلة، وفي المناطق الجنوبيَّة، وعلى طول ساحل البحر المُتوسِّط في الشرق. امتلكوا الضياع الواسعة، وعملوا في الزراعة والتجارة والصيرفة، فحقَّقوا قدرًا وافرًا من الثراء أتاح لهم التحكُّم في الحياة الاقتصاديَّة، ومن خِلالها بِالشُؤون السياسيَّة. ويبدو من التشريعات العديدة التي صدرت بِحقهم في عُهودٍ مُختلفةٍ أنَّ فعاليَّتهم التجاريَّة كانت مُهمَّة بِقدر أهميَّة نشاطهم الزراعي. لم يتعرَّض اليهود في مُستهل الحُكم القوطي لِلمُضايقات، وسُمح لهم بِحُريَّة العقيدة ومُمارسة شعائرهم الدينيَّة، ومع الامتداد الزمني لِلحُكم القوطي، شعر القوط بِوطأة اليهود من واقع تصرُّفاتهم التي عُدَّت شاذَّة ومُعادية، مثل: استغلال الغير، وتعاطي الربا الفاحش، والسيطرة على الحياة الاقتصاديَّة، والتآمُر السياسي لِلمُحافظة على المُكتسبات المُنجزة، والاستعلاء على النصارى، بِالإضافة إلى اتجاه المُجتمع الهسپاني نحو الوحدة الدينيَّة. نتيجةً لِذلك ظهر في أيبيريا اتجاهٌ مُعادٍ لِليهود، وبدأ هؤلاء يتعرَّضون لِشتَّى أنواع المُضايقات والاضطهاد، ولعلَّ الملك ألاريك الثاني (484–507م) هو الذي افتتح هذه السياسة، وتقرَّر في مجمع طُليطلة الثالث حرمان اليهود من الوظائف العامَّة، واقتناء العبيد من النصارى، كما فُرض التعميد على أطفالهم من الزواج المُختلط. وخطا الملك «سيسبوت» (612–621م) خُطوة أُخرى حين أمر في سنة 613م، بِتعميد اليهود خِلال عامٍ واحد، أو نفيهم ومُصادرة أملاكهم في حال الرفض، فاعتنق كثيرٌ منهم الديانة المسيحيَّة رياءً، وهرب الرافضون إلى الغال وإفريقية.

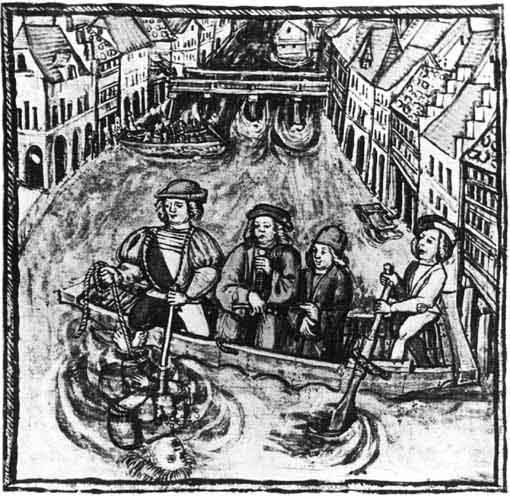
مُنمنمة أوروپيَّة تُظهر طريقة المُحاكمة بِالإغراق.

لم تُحقق هذه التشريعات هدفها الخاص بِتنصير اليهود، لكن مجمع طُليطلة الرابع، الذي انعقد في سنة 633م، أصرَّ على أنَّ اليهود الذين عُمِّدُوا لا يحق لهم أن يعودوا إلى دينهم الأصلي، على أن يُفصل من عاد منهم إلى دينه عن أبنائهم، وأن يُباعوا أرقَّاءً، كما أصرَّ على تعميد اليهودي الذي يتزوَّج من مسيحيَّة وإلَّا فُصلت عنه زوجته. وتصاعدت الحملة ضدَّ اليهود في المجمع الثاني عشر، الذي انعقد في سنة 61هـ المُوافقة لِسنة 681م في عهد الملك «إيرڤيگ» (60 - 67هـ \ 680 - 687م)، فحُرموا من امتلاك مزارع النصارى، ووصلت ذُروة التضييق عليهم في عهد الملك إخيكا، الذي اتهمهم بِالتآمُر ضدَّهُ مع يهودٍ من خارج البلاد، فأصدر عدَّة قرارات تشريعيَّة تهدف إلى شل القُدرة الاقتصاديَّة لهم، والحد من قابليتهم في الحُصُول على المعيشة اللائقة، ما حملهم على بيع عبيدهم ومُمتلكاتهم إلى الدولة، كما مُنعوا من مُزاولة العمل التجاري على مُختلف أنواعه سواء أكان داخلي أم خارجي، وتعرَّضوا لِلأذى الجسدي، من السُخرية بهم وامتهان كرامتهم إلى ذبحهم فرادى وجماعات في عمليَّاتٍ مُدبَّرة. وكان من أبرز تشريعات إخيكا مُحاكمة اليهود واللُصوص بِالإغراق بِالمياه بحال ثُبت أنَّ معهم بضائع تفوق قيمتها 300 صرد. واستطاع اليهود، في كثيرٍ من الأوقات، تخفيف القُيُود المفروضة عليهم عن طريق رشوة النُبلاء ورجال الدين، لكنَّهم مع ذلك تأثَّروا، إلى حدٍ كبير، الأمر الذي دفع العديد منهم إلى الفرار من البلاد، كما اشترك بعضهم في العديد من الحركات المُناوئة لِلسُلطة، ومن هذه ثورةٌ كُبرى كانت الإمبراطوريَّة البيزنطيَّة قد خطَّطت لِإشعال فتيلها في أيبيريا بِالتعاون مع الرومان واليهود المُقيمين في رُبوعها. أدَّت هذه الاضطهادات التي طالت اليهود قُبيل الفتح الإسلامي إلى تطلُّع هؤلاء إلى أي طرفٍ خارجيٍّ مُنقذٍ لهم من الوضع المُتردي الذي كانوا يتواجدون فيه، الأمر الذي جعلهم يتخذون موقفًا إيجابيًّا من الفاتحين المُسلمين لاحقًا.

## دوافع فتح الأندلُس والتمهيدات
يتَّصلُ فتحُ الأندلُس، في كثيرٍ من جوانبه، بِسياسة الفُتُوح في المغرب، وأنَّ الأسباب التي دفعت المُسلمين إلى عُبور المضيق لها علاقة بِالأوضاع التي عاش في ظلِّها السُكَّان قبل الفتح، وهي دينيَّة وجُغرافيَّة وسياسيَّة وشخصيَّة. يعتبرُ الكثير من المؤرخين أنَّ المصادر التاريخيَّة التي تتناول فتح الأندلُس ينبغي التعامل معها بحذرٍ ودقَّة: فالمصادر العربيَّة والإسلاميَّة الأولى كُتبت بعد تمام فتح الأندلس بفترةٍ طويلة، ممَّا يعني احتماليَّة تأثُّر الكُتَّاب والمُؤرخين المُسلمين آنذاك بِالأفكار والتوجُّهات والأجواء العامَّة التي كانت سائدة في البلاد، فعلى سبيل الِمثال يعود كتاب أحمد بن مُحمَّد المُقري حامل عنوان «نفح الطيب من غصن الأندلس الرطيب» إلى القرن السابع عشر الميلادي عندما كانت الإمبراطوريَّة الإسپانيَّة ألد عدوٍ لِلمُسلمين. أمَّا بِالنسبة لِلمصادر المسيحيَّة الأوروپيَّة، فإنَّ المصدر الوحيد المُعاصر لِلحدث هو «تأريخ عام 754» (باللاتينية: Continuatio Hispana)، ويعتبرهُ المؤرخون الغربيُّون من المصادر الموثوقة ولكن غامضة في نفس الوقت.

### الرغبة في الجهاد ونشر الإسلام

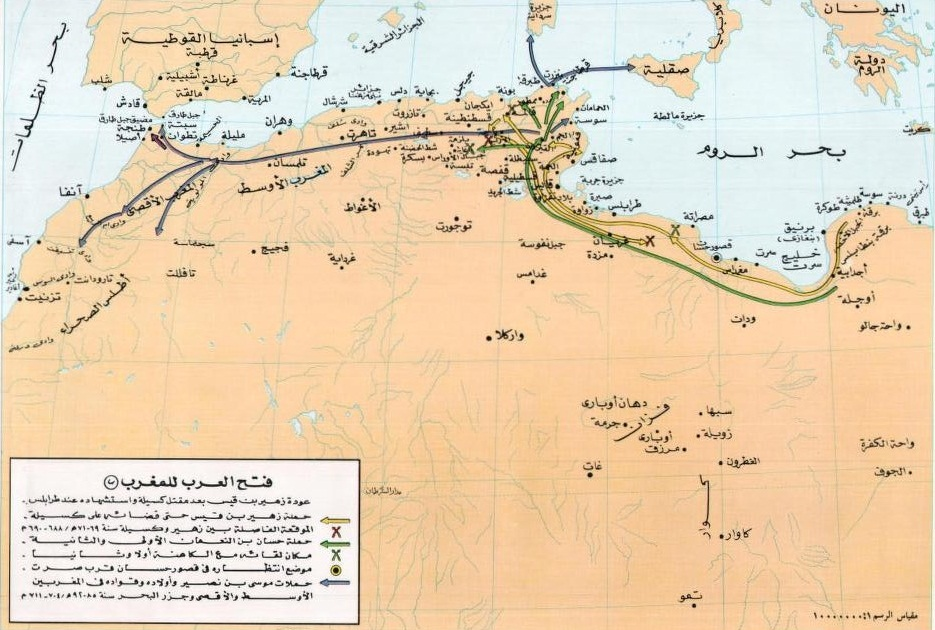
خريطة تُبيِّنُ المراحل الأخيرة من فتح المغرب في ولاية مُوسى بن نُصير.

وصل المُسلمون إلى أوج قُوَّتهم بعد أن سيطروا على المغرب واستتبَّ الأمن في الدولة الأُمويَّة بعد أن استقرَّ الأمر لِبني أُميَّة وانتهت الفتن والثورات التي قامت في الدولة، وابتدأ العصر الأُموي الثاني. وأدَّى هذا الاستقرار إلى تركيز الحُكومة المركزيَّة في دمشق على استئناف نشاط الفُتوح والغزوات وتوسيع رقعة ديار الإسلام ونشر الدين الجديد بين سُكَّانٍ جُدد. وكان البربر الذين اعتنقوا الإسلام بعد تمام فتح المغرب ودخلوا في الجُيُوش الإسلاميَّة كجُنُودٍ مُحاربين يتوقون لِلغزو والجهاد، وقُدِّر لِبعضهم أن يُصبح أكثر حماسةً لِلإسلام من العرب أنفُسهم. وقد أدرك والي إفريقية موسى بن نُصير هذه النزعة فاستغلَّها بِتوجيههم إلى الفُتوحات الخارجيَّة. وكان من الطبيعي أن يكون المُسلمين قد فكَّروا بعد وُصولهم إلى بحر الزقاق أن يجتازوه وينساحوا في البلاد الواقعة خلفه لِنشر الإسلام فيها. والمعروف أنَّ موسى بن نُصير قد وضع الخطط لِنشر الإسلام في أوسع بُقعة مُمكنة، والرَّاجح أنَّهُ تطلَّع إلى الأندلُس بعد تثبيت أقدام المُسلمين في المغرب الأقصى، فراح يُتابع أخبارها ويستقصي أوضاع أهلها. وأضحت مدينة طنجة مركز عمليَّات المُسلمين في تلك المرحلة الاستطلاعيَّة بِسبب قُربها منها، وبِفعل موقعها على بحر الزقاق المُؤدي إلى تلك البلاد. وكان مولى مُوسى بن نُصير القائد طارق بن زياد الذي فتح ما تبقَّى من مُدن في المغرب الأقصى قد أثبت حُسن ولائه لِلإسلام من واقع تعبئة شُعُور مُواطنيه من البربر المُسلمين لِلقيام بِالعمل الجهادي المُقبل، وهو فتحُ الأندلُس، وإرسال ما يصل إليه من أخبارها إلى القيادة العُليا في القيروان.

### أسباب اقتصاديَّة
كان أمام مُوسى بن نُصير خياران: توجيه الفُتوحات نحو الصحاري المغربيَّة الجنوبيَّة المُؤدية إلى البلاد السودانيَّة (السنغال والنيجر وغانا المُعاصرة)، أو عُبُور المضيق نحو أيبيريا. ولمَّا كانت الأقاليم السودانيَّة تُشبه تمامًا الطبيعة العربيَّة الصحراويَّة من ناحية القحط وصُعوبة المسالك، وكان المُسلمين قد عرفوا وفتحوا بلادًا غنيَّة في الشَّام ومصر والعراق وفارس والمغرب، واستفادوا من مواردها الاقتصاديَّة والبشريَّة، فضَّلوا توجيه أنظارهم نحو الأندلُس خاصَّةً بعد أن علموا ما كانت عليه هذه البلاد من الغنى.

### الأوضاع المُضطربة في بلاد الأندلُس
علم موسى بن نُصير، عن طريق واليه على طنجة طارق بن زياد، بِأوضاع الأندلُس المُتردية بِفعل الصراع على السُلطة بين لُذريق وأولاد غيطشة، بِالإضافة إلى تطلُّع السُكَّان إلى المُسلمين في شمالي أفريقيا لِإنقاذهم من متاعبهم، وبخاصَّةً اليهود الذين كانوا يتعرَّضون لِلاضطهاد. وكتب أولاد غيطشة إلى يُليان عامل الروم السابق على طنجة وسبتة يلتمسون مُساعدته لِلإطاحة بِنظام لُذريق بعد أن سلبهم مُلكهم، ورُبَّما أوحوا إليه بِفكرة الاستعانة بِالمُسلمين بعد أن علموا بِأنَّ هؤلاء قد أشرفوا على البحر عند طنجة، ورُبما اشتركوا في الوفد الذي ذهب إلى إفريقية لِمُقابلة موسى بن نُصير وطلب المُساعدة منه، مُعتقدين بِأنَّ المُسلمين سيكتفون بِالغنائم ويعودون إلى المغرب، ويستعيدون هُم الحُكم وأملاك والدهم الخاصَّة التي تُقدَّر بِثلاثة آلاف ضيعة سُميت بعد ذلك بـ«صفايا المُلوك».

### طلب يُليان الطنجي الاستعانة بِالمُسلمين
تجري الرواية التي توردها كُل المصادر العربيَّة والإسلاميَّة القديمة، أنَّ يُليان صاحب طنجة وسبتة السَّابق كان حاقدًا على لُذريق بِسبب اعتداء الأخير على شرف ابنته فلوريندا لا كافا. والمعروف أنَّهُ كان من عادة أشراف القُوط ونُبلائهم أن يُرسلوا بنيُهم وبناتُهم إلى القصر الملكي في طُليطلة لِيكونوا في خدمة مُلوكها، ولِيتأدبوا بِآداب المُلوك، فيقضون مُدَّةً من الزمن حتَّى يبلغوا سن الزواج، حتَّى إذا ما قُرِّر عقد قران بعضهم على البعض الآخر، تولَّى الملك تجهيزهم، وكان الرجال يُندبون أحيانًا في مُهمَّاتٍ سياسيَّةٍ وعسكريَّة، أمَّا البنات فكُنَّ يُلازمن القصر. وكان يُليان قد أرسل ابنتهُ «لاكافا» أو «فلورندة»، إلى قصر طُليطلة، جريًا على العادة لِتتربَّى في البلاط الملكي تربية الأميرات، فأُعجب بها لُذريق، فلمَّا تمنَّعت عن الزواج به اغتصبها، فاشتكت لِأبيها الذي ثارت ثائرته لمَّا عرف، فذهب إلى طُليطلة وأحضر ابنته وقال: «لَا أَرَى لَهُ عُقُوبَة وَلَا مُكِافَأة إلَّا أن أُدخِلَ عَلَيهِ العَرَب»، وحلف وقال: «وَدِينُ المَسِيح لَأُزيلَنَّ مُلكَهُ وَلَأَحفِرَنَّ تَحتَ قَدَميه». لِذلك أخذ يُليان يسعى لِلاستعانة بِالمُسلمين وإدخالهم إلى الأندلُس لِلقضاء على حُكم لُذريق. وأدَّى يُليان دور الوسيط بين المُسلمين وآل غيطشة، فاتصل بِطارق بن زياد في طنجة وعرض عليه غزو الأندلُس، وبيَّن له حُسنها وفضلها وما تويه من الخيرات، وهوَّن عليه حال رجالها ووصفهم بِالضُعف. وتجري رواياتٌ أُخرى أنَّ يُليان لم يكن يتوقَّع، حين طلب المُساعدة من المُسلمين، أن يستقر هؤلاء في الأندلُس، ويبدو أنَّهُ خطَّط فقط من واقع الاستعانة بهم إلى خلع لُذريق وإعادة أولاد غيطشة إلى الحُكم. يُستنتج من هذه القصَّة أنَّ يُليان كانت تُنازعه دوافع شخصيَّة حين قرَّر الاستعانة بِالمُسلمين، وسواء كانت تلك الدوافع معنويَّة أخلاقيَّة أو سياسيَّة نابعة من عدم اتفاقه مع لُذريق وانحيازه لِأبناء غيطشة الذين كانوا يُفكرون في كُل وسيلة للانتقام، فإنَّ النتيجة واحدة.

### حملة طريف بن مالك الاستكشافيَّة

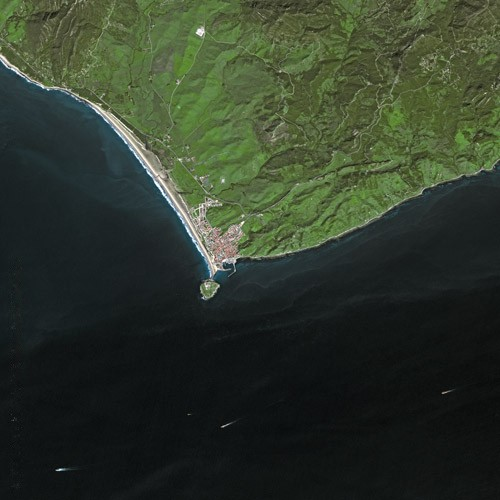
لقطة جويَّة لِجزيرة طريف، التي سُميت تيمُنًا بِالقائد المُسلم طريف بن مالك، أوَّل من عبر إلى الأندلُس من القادة المُسلمين.

بادر طارق بن زياد بالاتصال بِمُوسى بن نُصير في القيروان، وأبلغهُ بما عرضهُ عليه يُليان لاتخاذ القرار بِشأن ذلك. والواقع أنَّهُ لم يكن لدى موسى بن نُصير ما يدعوه إلى رفض هذه الفكرة في الوقت الذي لم يكن واردًا امتداد حركة التوسُّع نحو الجنوب والانتشار في مجاهل الصحراء الكُبرى في حركةٍ مُكلفةٍ بلا طائل، فاتجهت أنظاره إلى الأندلُس لِلأسباب سالِفة الذِكر وفي مُقدمتها السبب الاقتصادي الذي من شأنه أن يعود بِالنفع على الإسلام والمُسلمين، بِالإضافة إلى أنَّ هذا الأمر قد يتطوَّر إلى واقع فتح إسلامي شامل لِهذه البلاد يُدخلها في دائرة الدولة الإسلاميَّة، إلَّا أنَّ عملًا ضخمًا من هذا النوع، لا بُدَّ من دراسته بِصُورةٍ مُتأنية والوُقوف على كافَّة تفاصيله. وفعلًا جرت اتصالات بين مُوسى بن نُصير ويُليان، وعُقد اجتماعٌ بينهما وقف خلاله مُوسى بن نُصير على أوضاع الأندلُس والخدمات التي يُمكن أن يُقدمها يُليان، كما كان لا بُدَّ من أن ينال هذا العمل مُوافقة الخليفة في دمشق. لِذا اقترح مُوسى على يُليان أن يذهب هو أولًا إلى استكشاف ساحل الأندلُس وأن يُحاول النُزول في مكانٍ أمينٍ منه، خشيةً من أن يكون يُليان قد دبَّر لِلجيش الإسلامي مهلكًا، فأبحر يُليان في خريف سنة 90هـ المُوافقة لِسنة 709م في عصبةٍ من أتباعه من سبتة ونزل على ساحل الجزيرة الخضراء، فقتل وسبى وغنم وأقام بها أيَّامًا يشُنُّ الغارات، وشاع الخبر عند المُسلمين فأنسوا بِيُليان واطمئنَّ لهُ مُوسى بن نُصير. عند هذه النُقطة، كتب مُوسى بن نُصير إلى الخليفة الوليد بن عبد الملك يُبلغه بما عرضه يُليان وما آلت إليه حملته ويستأذنه في العُبور. تردَّد الوليد بن عبد الملك في بادئ الأمر، خشيةً على المُسلمين من أن يُغرَّر بهم، وأمر مُوسى بن نُصير بِأن يتروَّى في الأمر، وأن يختبر البلاد بِالسرايا. والحقيقة أنَّ فتح الأندلُس كان نتيجة خطَّة موضوعة نوقشت بين الخليفة وواليه على إفريقية، وأقرَّها الأوَّل ضمن سياسة التوسُّع بعد فتح طنجة المُشرفة على الأندلُس. ويبدو أنَّهُ كان لِسياسة الدولة الإسلاميَّة العامَّة وعلاقتها بِالروم البيزنطيين، وتأثير الحملة على هذه العلاقات، وبِخاصَّة في المجال البحري والسيطرة على الجُزُر في الحوض الغربي لِلبحر المُتوسِّط؛ تأثيرٌ على قرار الخليفة. وبعد نُضوج الظُروف التي هيَّأت لِلمُسلمين انتصارًا آخر، وتنفيذًا لِأوامر الخليفة، اختار موسى بن نُصير أحد القادة المُسلمين، وهو أبو زرعة طريف بن مالك المعافري، وسيَّره على رأس أربعمائة راجل ومائة فارس، في أربع سُفن أعدَّها يُليان، لِلإغارة على الشواطئ الأندلُسيَّة المُقابلة، وذلك في شهر رمضان سنة 91هـ المُوافق فيه شهر تمُّوز (يوليو) سنة 710م. نزل المُسلمون في جزيرةٍ صغيرةٍ اسمها «پالوماس» سُمِّيت مُنذ ذلك الحين بِجزيرة طريف، والرَّاجح أنَّ طريفًا اجتمع فيها بِجماعةٍ من مُؤيدي الملك السابق غيطشة ومعهم أحد أحبار اليهود ويُدعى يعقوب، كان يتخفَّى بِزي الخُدَّام ويعمل في قُصُور آل غيطشة، حيثُ تقرَّر أن تقوم قُوَّة قوطيَّة مُعارضة لِلملك لُذريق بِمُساعدة المُسلمين وحراسة المضيق. وشنَّ طريف، من مركزه بِتلك الجزيرة، عدَّة حملات استطلاعيَّة ناجحة على سواحل الأندلُس الجنوبيَّة وبِالأخص الجزيرة الخضراء، درس خلالها تحصيناتها وتحرَّى أوضاع سُكَّانها ومدى علاقتهم بِالحُكَّام القوط، ثُمَّ عاد إلى طنجة مُحمَّلًا بِالغنائم. أكَّدت حملة طريف بن مالك صدق يُليان حين عرض المُساعدة على المُسلمين، وكشفت عن ضعف المُقاومة في الأندلُس، وأقنعت مُوسى بن نُصير بِسُهُولة العُبُور والنُزول على الشاطئ دونما أخطار بحريَّة جديَّة. ونتيجةً لِذلك قرَّر البدء بِتنفيذ عمليَّة الغزو.

## مسير العمليَّات العسكريَّة

### عُبُور طارق بن زياد والانتصارات الأولى

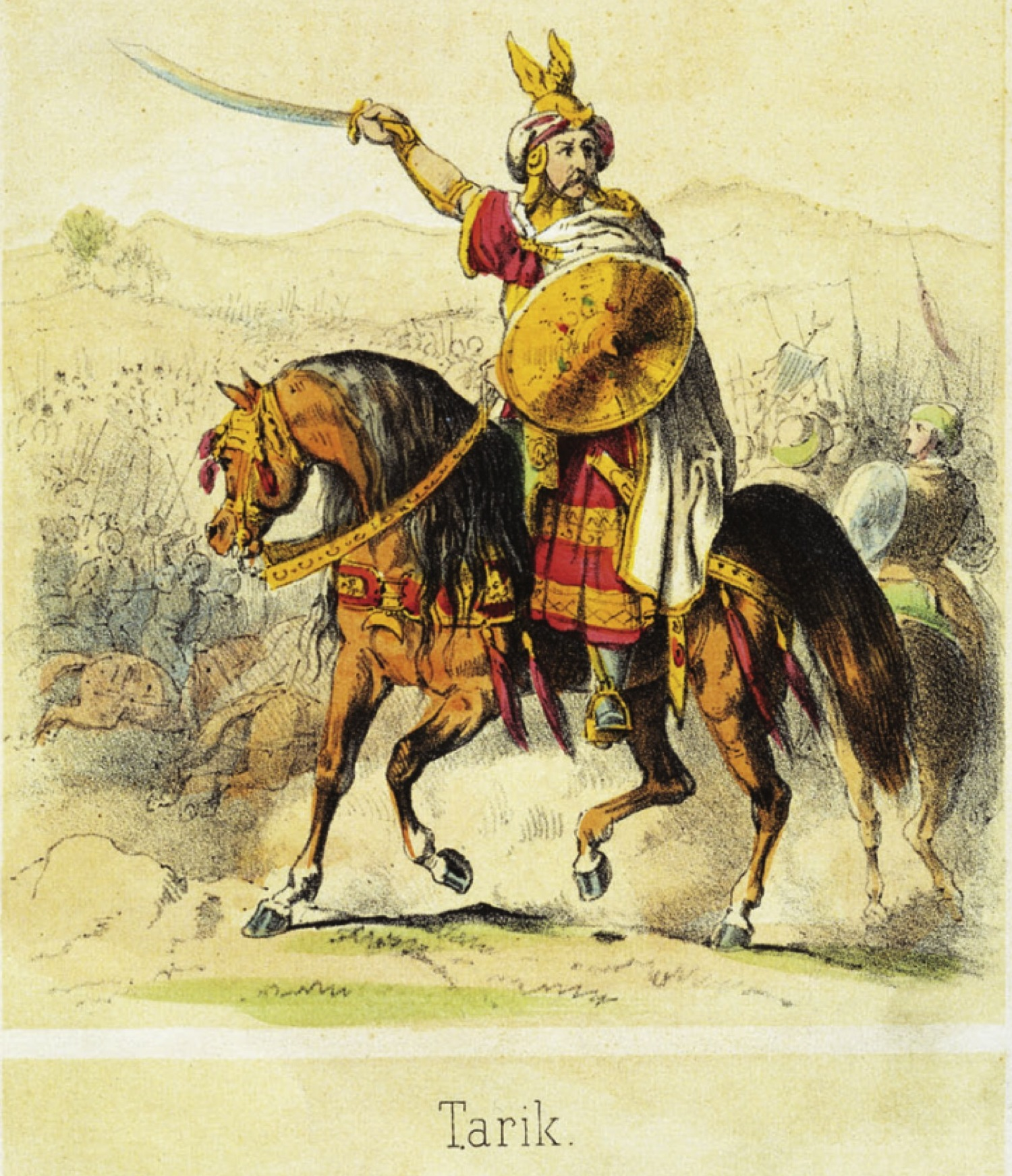
رسم تخيلي لِطارق بن زياد على رأس جيشه. بريشة ثيودور هوزمن (1807-1875م).

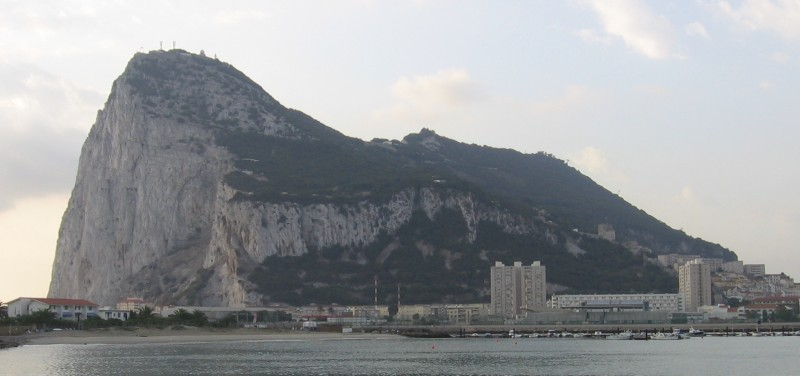
جبل طارق الذي سُمي نسبةً لِطارق بن زياد.

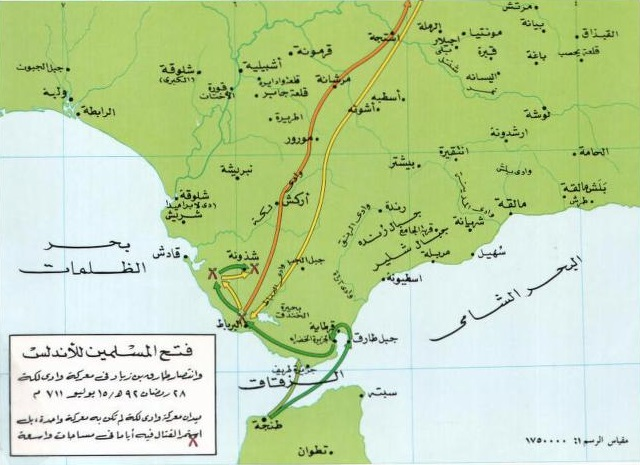
خريطة تُظهر عُبُور المُسلمين إلى الأندلُس ومسير أولى الحملات العسكريَّة بِقيادة طارق بن زياد.

شجَّع نجاح طريف مُوسى بن نُصير على المضي في خطَّته بِفتح الأندلُس بِتكتُّمٍ شديدٍ حتَّى لا يتسرَّب خبرها إلى القوط. وبعد انتهاء الاستعدادات وإتمام التجهيزات، أعدَّ قُوَّةً عسكريَّةً مُؤلَّفة من سبعة آلاف مُقاتل مُعظمهم من البربر والموالي، في حين تُقدِّرُ بعض المراجع الغربيَّة عدد جيش المُسلمين بين 1,700 و12,000 مُقاتل، ولم يتعدَّى عدد المُقاتلين العرب الثلاثمائة، وقيل كان فيهم ستَّة عشر رجلًا من العرب فقط، واختار لها أحسن قادة المُسلمين آنذاك، وأشدُّهم ثقة به، وهو طارق بن زياد. والواقع أنَّ حملة مُعظم أفرادها من البربر تُعدُّ سابقة تحدث لِأوَّل مرَّة في الفُتُوح الإسلاميَّة، وهو اختيارٌ مقصود من والي إفريقية بِفعل أنَّ سياسته المرنة مع البربر قد أثمرت ودفعت هؤلاء إلى مُشاركة العرب في الجهاد. وكان لِهذه السياسة ردُّ فعلٍ إيجابيٍّ على الطرفين. فقد رأى مُوسى بن نُصير أن يستفيد من طاقات البربر العسكريَّة ويكسب مودَّتهم، ولم يكن البربر أقل تجاوُبًا. يُضافُ إلى ذلك، فقد كان طارق بن زياد على معرفةٍ وثيقةٍ بِأوضاع الأندلُس بِفعل مُجاورة البربر لِلقوط وتعامُلهم التجاري معهم، كما تولَّى بِنفسه جمع المعلومات عنها، وأجرى المُفاوضات الأوليَّة من يُليان. وبِشكلٍ عام، أضحى هذا القائد خبيرًا بِالميدان الجديد من سائر نواحيه السياسيَّة والعسكريَّة، ويُعد اختياره خُطوة صائبة، إذ أثبتت مدى ما يتمتَّع به مُوسى بن نُصير من تفكيرٍ مُستنير، وخبرة في الشؤون العسكريَّة.

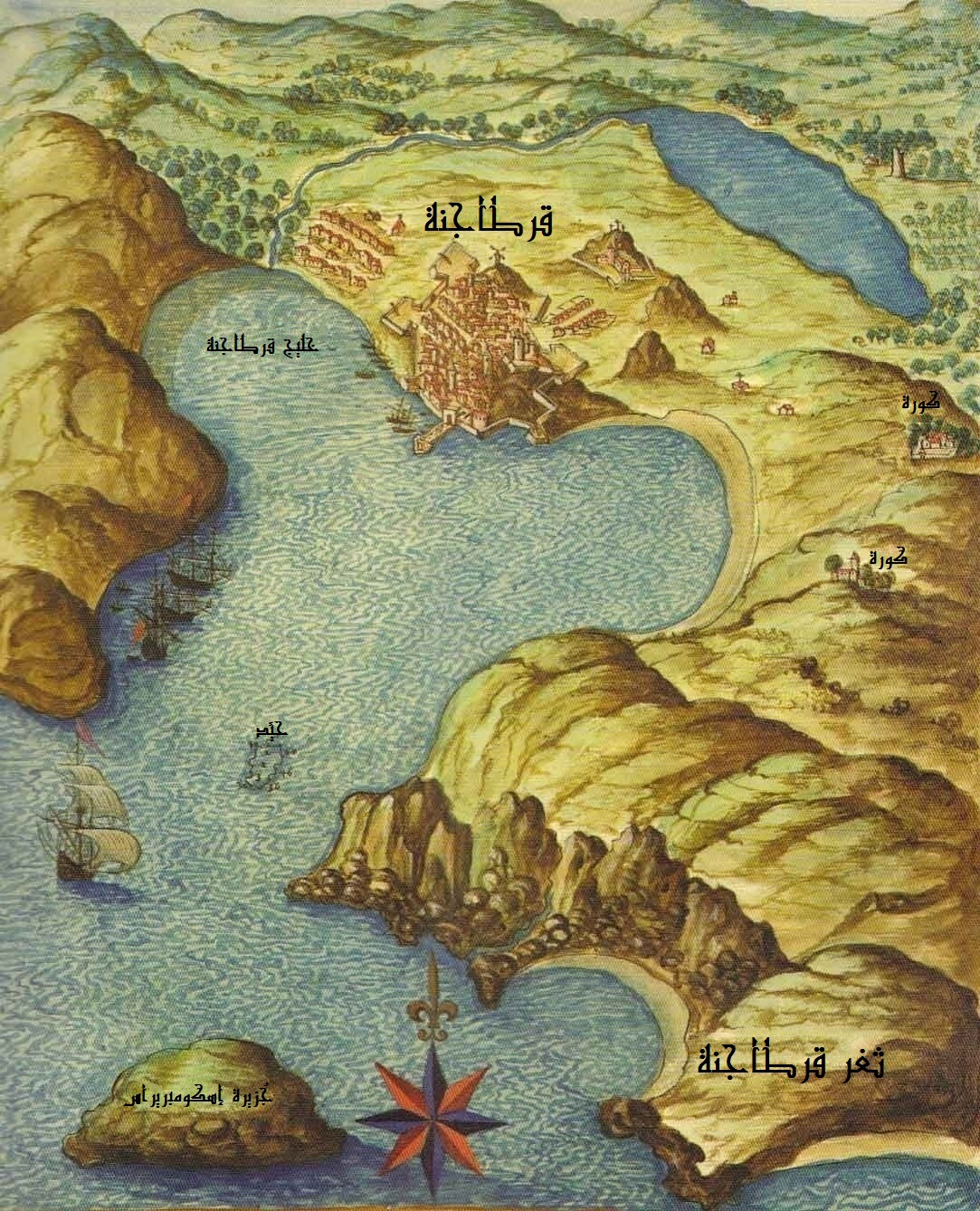
نسخة مُعرَّبة عن مُخطط إسپاني قديم لِمدينة قرطاجنة وكُورها وثغرها، وهي أولى المناطق التي فتحها المُسلمون في الأندلُس. وضع المُخطط العالم بدروس تيخييرا ألبيرناث.

والواقع أنَّ مُوسى بن نُصير سلك نهج أقرانه من القادة العسكريين الذين فتحوا الشَّام والعراق وفارس ومصر وإفريقية، وهو إرسال حملة قليلة العدد ثُمَّ تُعزَّز بِإمدادات لا تتوقَّف حتَّى يتم تحقيق الأهداف، كما أنَّ ذلك كان مقصودًا لِعدم إثارة ريبة يُليان. غير أنَّ هذا القائد لم يشأ أن تكون لِلحملة سمة بربريَّة مُطلقة، فأنشأ مجلسًا استشاريًّا لِمُساعدة طارق بن زياد في إدارة العمليَّات العسكريَّة، مُعظم أعضائه من العرب، واشترك القائد البربري «منوسة» في الحملة. عبر طارق المضيق يوم الإثنين في 5 رجب 92هـ المُوافق فيه 28 نيسان (أبريل) 711م، على متن أربع سُفن تجاريَّة قدَّمها يُليان. والواقع أنَّ طابع الحملة السرِّي دفع مُوسى بن نُصير إلى الاعتماد على سُفن يُليان التجاريَّة، ونزل طارق مع جُنُوده أمام جبل كالبي المنيع الذي حمل اسمه مُنذ ذلك الحين وصار يُعرف بـ«جبل طارق»، واتخذه مركزًا لِتجمُّع قُوَّاته وقاعدة لِلانطلاق إلى الداخل الأندلُسي. وحتَّى يُؤمِّن على جُنُوده ضدَّ أي هُجومٍ مُفاجئ من جانب القوط، سوَّر تلك القاعدة وحصَّنها.
تعدَّدت الروايات في المصادر الإسلاميَّة التي تحدثت عن شخصيَّة طارق بن زياد وفضله في فتح الأندلُس، ومن أبرز تلك الروايات ما نقلهُ ابن الأثير من أنَّ طارقًا لمَّا ركب البحر من المغرب إلى الأندلُس غلبته عيناه، فنام ورأى الرسول مُحمَّد في منامه ومعهُ المُهاجرين والأنصار قد تقلَّدوا السُيُوف وتنكَّبوا القسيّ، فقال لهُ النبيّ: «يَا طَارِق، تَقَدَّم لِشَأنِك»، فنظر طارق فرأى وأصحابه قد دخلوا الأندلُس أمامه، فاستيقظ من نومه مُستبشرًا وبشَّر أصحابه، وقويت نفسه ولم يشُك بِالظفر. فإذا صحَّت الرواية في هذه الرؤيا فإنَّها تدُل على رغبة طارق في تحقيق فتح الأندلُس وعلى اعتلاج هذه الرغبة في عقله الباطن. ويبدو أنَّ مُوسى كان قد أمر طارقًا، من باب الاحتياط، أن يعود إلى إفريقية إذا ظفر في قتال القوط في الأندلُس، أو أن يلبث مكانه ينتظر منه أمرًا جديدًا. وكذلك كان مُوسى قد بعث يُليان مع طارق لِيدُلَّهُ على عورات البلاد ولِيتحسس لهُ الأخبار. والواقع أنَّ خدمات يُليان لم تقتصر على تسهيل العُبُور إلى الأندلُس، بل أدَّى هذا الرجل دورًا بارزًا في عمليَّة الفتح، إذ كانت معلوماته القيِّمة عن أوضاع مملكة القوط والاتفاقيَّات التي عقدها مع المُعارضة القوطيَّة واليهود، السَّاخطين على حُكم لُذريق؛ كان لها أثرها الإيجابي في نجاح المُسلمين. والرَّاجح أنَّ اندلاع ثورة البشكنش (الباسك) في الشمال، في الوقت الذي عبر فيه المُسلمون بحر الزقاق، لم يكن صدفة، بل كان بالتنسيق مع المُعارضة لِإلهاء لُذريق في مناطق بعيدة عن الخطر الإسلامي. ولم يكد طارق بن زياد يستقر مع جُنُوده في قاعدته عند الجبل، حتَّى بادر باستكشاف المنطقة تمهيدًا لِلسيطرة على المناطق المُجاورة المُحيطة بِبحر الزقاق، بهدف تأمين مؤخرة جيشه والمُحافظة على خُطوط مُواصلاته مع قواعده في شمالي أفريقيا. وتنص بعض المصادر العربيَّة والإسلاميَّة أن طارق بن زياد أقدم على إحراق السُفن التي عبر عليها بحر الزقاق، حتَّى يقطع على جُنُوده كُل أمل بِالعودة إلى المغرب، ويُحفِّزهم على الاستبسال في القتال.
أرسل طارق بن زياد قُوَّةً عسكريَّةً بِقيادة عبد الملك بن أبي عامر، سارت بِمُحاذاة الساحل الشمالي الغربي، وفتحت مدينة قرطاجنة، ثُمَّ توجَّهت جنوبًا وفتحت مدينة الجزيرة الخضراء الواقعة قِبالة جبل طارق. فوجئ لُذريق، الذي كان في مدينة بنبلونة في الشمال، بِنُزول المُسلمين في بلاده، بيد أنَّهُ لم يتهيَّب الموقف لِلوهلة الأولى، لاعتقاده بِأنَّ المسألة لا تعدو أن تكون غزوة من غزوات النهب، لن تلبث أن تتلاشى، ولكنَّهُ مع ذلك قوَّم الموقف حين وصلت إلى مسامعه معلومات تُفيد عن تقدُّم هؤلاء باتجاه قُرطُبة، فأسرع إلى طُليطلة لِحشد طاقات المملكة، وأرسل قُوَّةً عسكريَّةً على وجه السُرعة بِقيادة ابن أُخته «بنشيو»، لِلتصدّي لهم، فاشتبك معهم في قتالٍ خفيفٍ انتهى بِمقتله وانتصار المُسلمين. وجرت المعركة بِالقُرب من الجزيرة الخضراء، وفرَّ من نجا من جُنُوده باتجاه الشمال لِيُخبروا لُذريق بما جرى، وبِفداحة الخطر القادم من الجنوب.

### معركة وادي لكة

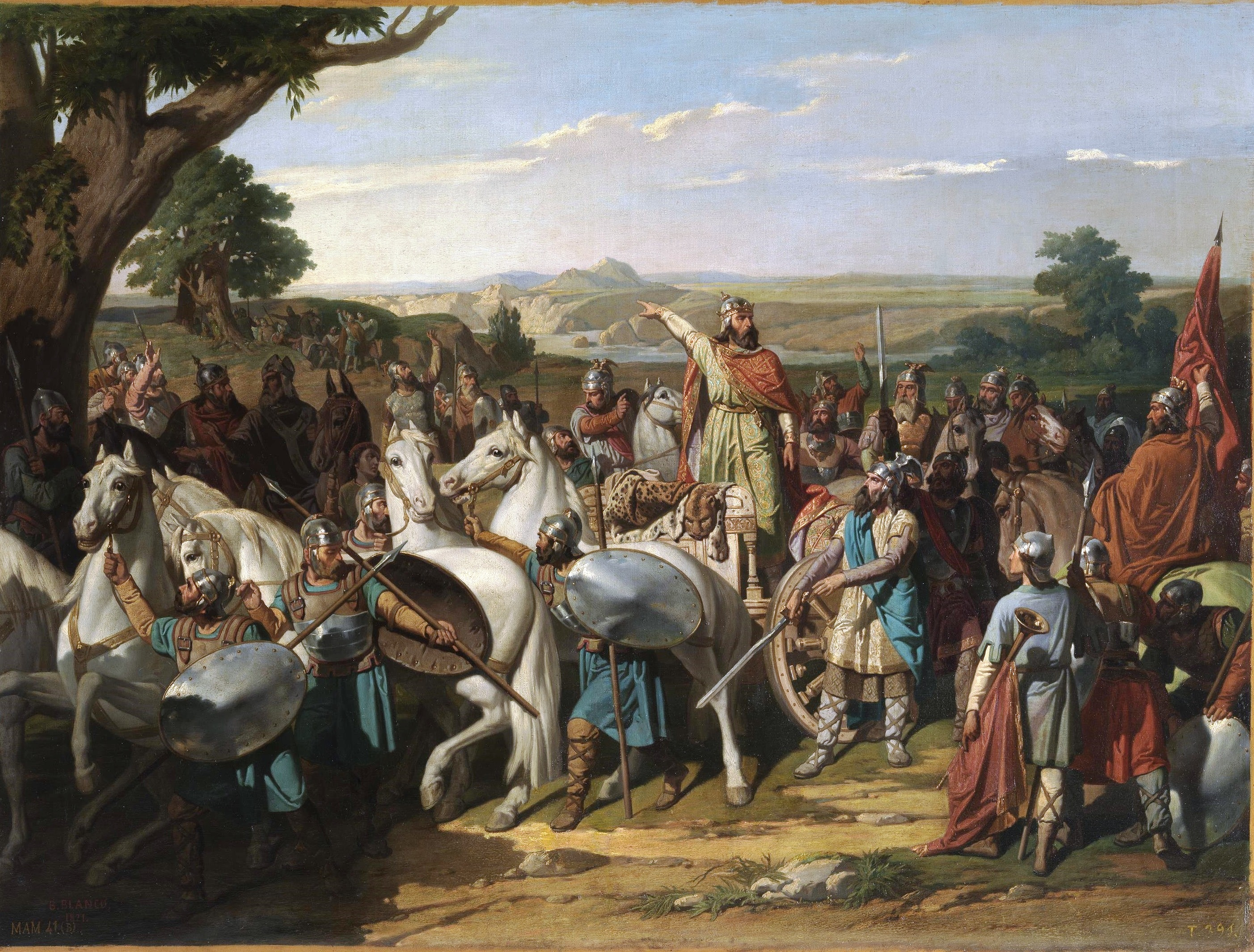
الملك لُذريق يخطب في جيشه القوطيّ في مُعسكره قبل نُشوب معركة وادي لكة الحاسمة مع المُسلمين.

طلب لُذريق من جميع الأشراف والنُبلاء والإقطاعيين أن يحشدوا المُقاتلين، وأخذت الإمدادات ترد عليه من كُل المناطق، حتَّى اجتمع لديه في وقتٍ قصير ما بين أربعين إلى مائة ألف مُقاتل، كما طلب المُساعدة من أولاد غيطشة نظرًا لِعُموميَّة المحنة، ولكن هؤلاء ظلّوا على ولائهم، سرًا، لِلخطَّة التي وضعوها مع يُليان من أجل الإطاحة به، ومع ذلك فقد استجاب له اثنان منهم هُما «ششبرت» و«أبَّة»، لكن ظاهريًّا فقط، وهُما ينويان الغدر به، فرحَّب بهما، وعيَّن الأوَّل على ميمنته والثاني على ميسرته. كانت وجهة لُذريق مدينة قُرطُبة لِلمُحافظة عليها نظرًا لِأهميَّة موقعها الوسطي بين العاصمة طُليطلة والجزيرة الخضراء، وهي مفتاح الطريق الذي يُسيطرُ على الأندلُس الجنوبيَّة الشرقيَّة، فوصل إلى ضواحيها ثُمَّ تابع زحفه باتجاه الجنوب. وأخذت أخبار لُذريق تصل إلى مسامع طارق بن زياد، فتهيَّب الموقف، وأدرك أنَّهُ لا طاقة لهُ على مواجهته بِهذا العدد الضئيل نسبيًّا الذي معه، فأرسل إلى مُوسى بن نُصير يشرح لهُ الموقف ويطلب منهُ الإمدادات. لم يتردَّد مُوسى، لدى استلامه كتاب طارق، وأمدَّهُ بِخمسة آلاف مُقاتل بِقيادة طريف بن مالك. استأنف طارق بن زياد زحفهُ باتجاه الشمال، على أثر وُصول الإمدادات، عبر أرضٍ سهليَّةٍ تتخلَّلُها المُستنقعات، واستقرَّ به المقام أخيرًا حول بُحيرة لاخندا من كورة شذونة، والتي يخترقها نهر برباط الصغيرن وعسكر على ضفَّته اليُسرى، ثُمَّ وصل لُذريق وعسكر على الضفَّة اليُمنى لِلنهر. وكان في ذلك المكان قرية صغيرة سمَّاها المُسلمون «لكة» أو «بكة»، ومنها جاء اسم المعركة. تنصُّ بعض المصادر العربيَّة والإسلاميَّة أنَّ طارق بن زياد خطب بالمُسلمين خطبةً قويَّةً يُشجعهم فيها ويحُثُّهم على القتال والجهاد، جاء فيها:
| الفتح الإسلامي للأندلس | أيُّهَا النَّاس إلى أينَ المَفَر؟ البَحرُ وَرَائَكُم وَالعَدُوُّ أَمامَكُم، فَلَيْسَ وَالله إلَّا الصِّدقُ والصَّبرُ فِإنَّهُما لا يُغلَبَان، وَهُمَا جُندَانِ مَنصُورَان لا تُضَرُّ مَعُهُما قِلَّة وَلا يَنفَعُ مَعَهُمَا الخَورُ وَالكَسَل وَالإِختِلَافُ وَالفَشَل، وَالعَجَبُ كِثرَة. أيُّهَا النَّاس، مَا فَعَلتُ مِن شَيءٍ فافعَلُوا مِثلُه، وإن حَمَلتُ فَاحمِلُوا وإن وَقَفتُ فَقِفُوا، وَكُونُوا كَهَيبةِ رجُلٍ وَاحدٍ في القِتَالِ، وَإِنِّي صَامِدٌ إلى طَاغِيَتِهِم لا أَتَهَيَّبُه حتَّى أُخَالِطُه، أو أُقتَلُ دُونُه، فَلَا تَنَازَعُوا إن قُتِلت فَتَفشَلُوا وَتذهَبَ رِيحُكُم، وَتُولُوا الأَدبَار لِعَدُوِّكُم فَتَتَبَدَّدوا بَينَ قَتيلٍ وَمَأسُورٍ. وإيَّاكُم أن تَرضَوا بِالدُنيَا ولا تُعطُوا بِأيدِيَكُم مَا قد عُجِّلَ لِكُم مِنَ الكَرَامَةِ وَالرَّاحَةِ من المَهَانةِ والذِّلَّةِ، وما قد أُجِّل لكُم من ثوابُ الشَّهادةِ فَإنَّكُم إن تَفعَلُوا، واللهُ يعِظُكم تَتَبَوَّؤا بِالخُسرَانِ المُبِين وَسُوءِ الحَديث، غدًا بَينَ مَن عَرَفَكُم مِنَ المُسلِمين، ومَا أنَا ذا حتَّى أَغشَاه فَاحمِلُوا بِحَملَتِي، وَأَنَا غَيرُ مَقصُودٍ دُونِهِ. | الفتح الإسلامي للأندلس |

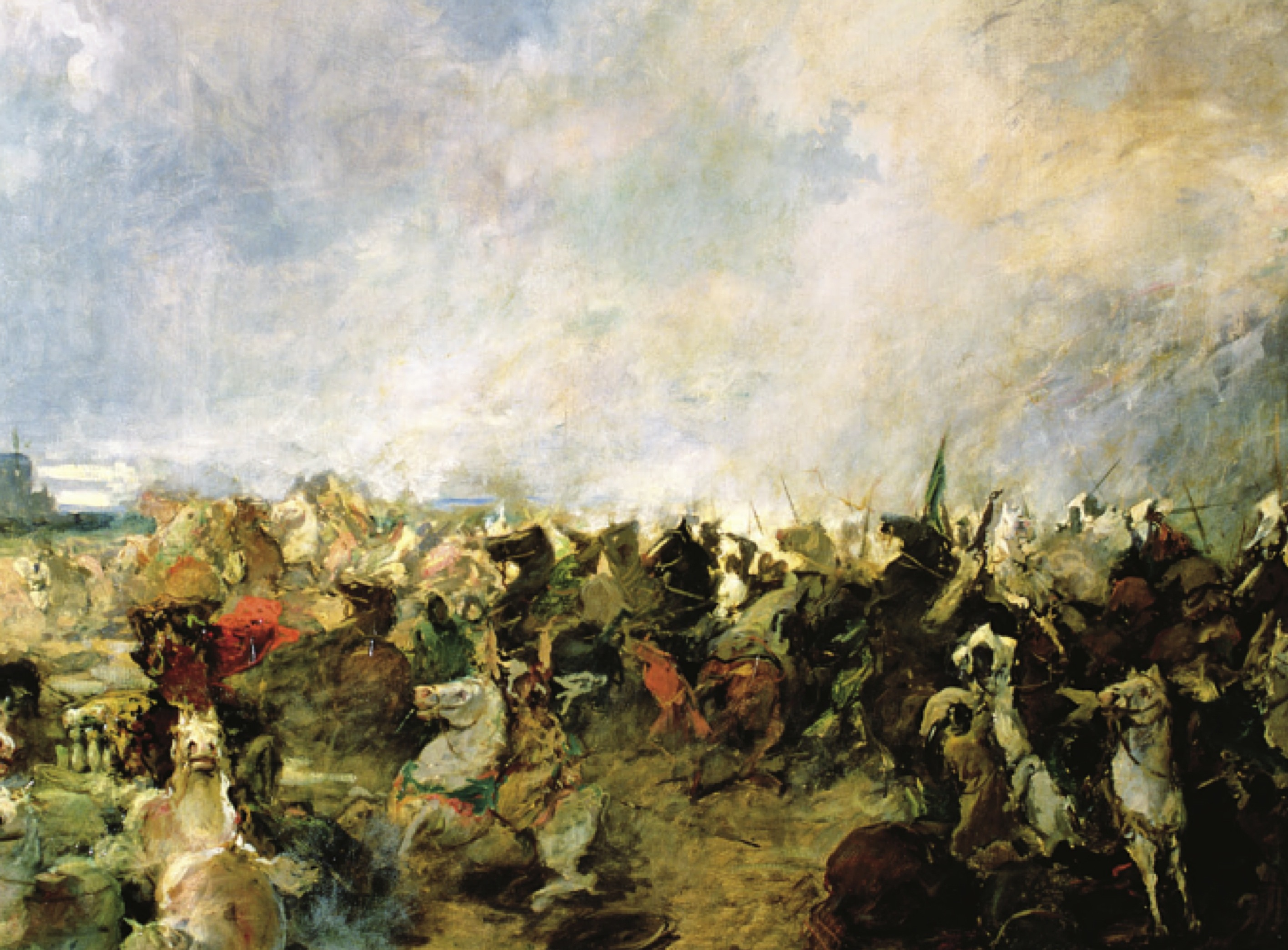
اشتباك المُسلمين والقوط في معركة وادي لكة.

تقابل الجمعان يوم الأحد 28 رمضان 92هـ المُوافق فيه 19 تمُّوز (يوليو) 711م، واشتبكا في قتالٍ عنيفٍ استمرَّ سبعة أيَّام. ولمَّا تراءى الجيشان ثبت طارق في مكانه وأطمع لُذريق في أن يقطع المُستنقعات إليه، على غرار الخطَّة التي كان خالد بن الوليد قد رتَّبها على نهر اليرموك. تكبَّد لُذريق الكثير من القتلى والجرحى خِلال المعركة، وحدث في اليوم الرابع من القتال أن انسحب ابنا غيطشة ششبرت وأبَّة مع فُرسانهما من الجناحين وانضمَّا إلى صُفُوف المُسلمين، وفق الخطَّة الموضوعة، ممَّا أدَّى إلى تضعضع صُفوف الجيش القوطي، وبدأ أفراده بِالترنُّح والهرب طلبًا لِلنجاة. والمعروف أنَّ هذا الجيش ضمَّ كثيرًا من العبيد الساخطين على حُكم القوط ويتمنون زواله، فوجدوا في تلك المعركة فُرصتهم لِلخلاص، لِذلك تراخى هؤلاء في القتال قبل أن يفُرُّوا بعد انسحاب الفُرسان من الجناحين، وأضحى لُذريق لا يملك القُوَّة الكافية لِلاستمرار في القتال، ومع ذلك فقد صمد حتَّى اليوم الثامن، وعندما تحقَّق من هزيمته، هرب من ميدان المعركة من دون أن يُعرف مصيره بِالضبط، وقد وُجد فرسه بِالقُرب من إحدى المُستنقعات، كما وُجد أحد خُفَّيه وهو طافٍ فوق الطين الأسود، ممَّا يدُل على أنَّهُ وقع عن حصانه لدى وُصوله إلى المُستنقع وغاص فيه من دون أن يتمكَّن من الخُروج فغرق، وفرَّ من نجا من جُنوده إلى الداخل نحو المعاقل والحُصُون. ويذكر عدد من المُؤرِّخين المُحدثين أنَّ لُذريق لم يُقتل في تلك المعركة، بل انسحب نحو الشمال، إلى ماردة، ثُمَّ إلى سلسلة جبال سلمنقة لِيُعيد تنظيم صُفُوف قُوَّاته، وأنَّهُ قُتل في المعركة الثانية مع المُسلمين، التي واجه فيها جيش مُوسى بن نُصير وطارق بن زياد، في السواقي، على يد مروان بن مُوسى بن نُصير. على أنَّ المصادر الإسلاميَّة لا تُكرر ذكر لُذريق بعد معركة وادي لكة، أضف إلى ذلك، ظهرت في الأندلُس الملاحم التي ظلَّ الناس يتناقلونها على مدى أجيال، وفحواها أنَّ لُذريق سيعود لِتخليص البلاد من أيدي المُسلمين. كانت معركة وادي لكة كاليرموك في الشَّام والقادسيَّة في العراق ونهاوند في فارس، إذ دمَّرت القُوَّة الميدانيَّة لِلجيش القوطي ممَّا أفقده القدرة على الدفاع عن المُدن الكُبرى، وأضحت المُقاومة بعدها قصيرة الأمد، ممَّا هيَّأ لِلمُسلمين أن ينسابوا إلى جوف الأندلُس ويفتحوا المُدن ويستقرّوا فيها. تكبَّد المُسلمون ثلاثة آلاف قتيل، أمَّا قتلى القوط فكانوا أضعاف ذلك لِأنَّ عدد الذين نجوا من المعركة وفرّوا، بعد ذلك، كان قليلًا. وحاز المُسلمون على جميع ما كان في مُعسكر القوط من العدَّة والمتاع والمُؤن والأموال، وقُسِّم الفيء بين الآلاف التسعة الذين نجوا، فأصاب كُلًا منهم مائتان وخمسون دينارًا.

### فتح إستجَّة

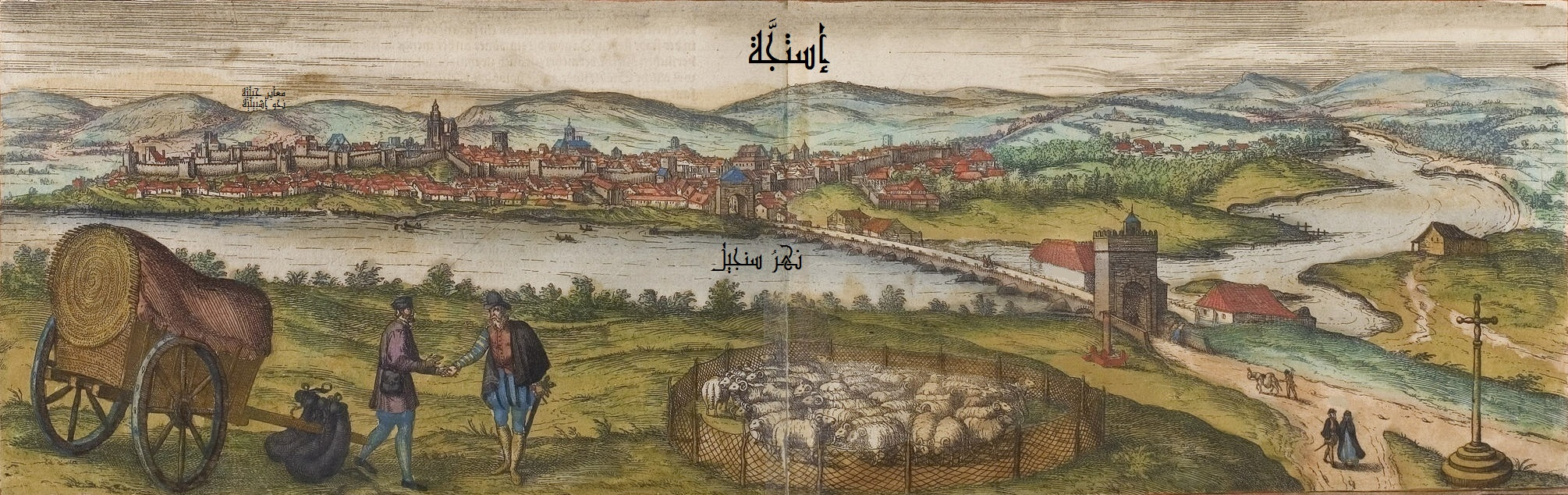
نسخة مُعرَّبة عن مُخططٍ قديم لِمدينة إستجَّة.

كتب طارق بن زياد إلى مُوسى بن نُصير بِالقيروان يُبشِّره بِالنصر، ويُخبره بِأنَّ الطريق بات مفتوحًا أمامهُ لِلوًلوج إلى قلب البلاد. فأرسل مُوسى بن نُصير بِدوره تقريرًا مُفصلًا إلى الخليفة الوليد بن عبد الملك في دمشق يصف فيه الانتصار الكبير، الذي أكسب الإسلام أرضًا جديدة، وقال: «لَم يَكُن هَذَا فَتحًا كَغيرِهِ مِنَ الفُتُوحِ يَا أَمِيرَ المُؤمِنِين، فَإِنَّ الوَاقِعَةَ كَانَت أَشبَه بِاجتماعِ الحَشرِ يَومَ القِيَامَة»، فاستبشر الوليد خيرًا بِهذا النصر، وسمح لِلقادة المُسلمين بِمواصلة الطريق، وفي نفس الوقت تناهى إلى أسماع المُسلمين في المغرب والشَّام ومصر بانتصار طارق بن زياد، فتطوَّعوا من كُل جهة لِلحاق به والمُساهمة معهُ في فتح الأندلُس. ازدادت قُوَّة المُسلمين بعد معركة وادي لكة وارتفعت معنويَّاتهم بعد ذلك الانتصار، ومن جهةٍ أُخرى أصاب القوط الارتباك والذُعر، الأمر الذي أتاح لِطارق بن زياد أن يستغل هذا الوضع كي لا يُتيح لِلجيش القوطي فُرصة لِإعادة التنظيم والتجمُّع، ويدعم سيطرته على جنوبي الأندلُس، فبدأ ما يُمكن تسميته بـ«حرب المُدن».
فتح المُسلمون مدينة شذونة بعد انتهاء المعركة، ثُمَّ توجهوا نحو مدينة إستجَّة الواقعة على الطريق المُؤدي إلى قُرطُبة، حيثُ احتشدت فيها فُلُول القوط الهاربة في مُحاولةٍ لِمنع المُسلمين من دُخولها، وفتح طارق بن زياد في طريقه مدينة مورور في منطقة إشبيلية، ولمَّا وصل إليها ضرب الحِصار عليها. ونظرًا لِمناعتها اضطرَّ إلى طلب المُساعدة من يُليان الذي كان آنذاك في الجزيرة الخضراء، فجاء سريعًا واشترك معهُ في الحصار. وجرت مُناوشات شديدة بين المُسلمين وحامية المدينة كثُر فيها القتل والجراح، وبعد مُرور عدَّة أشهر من الحصار أدرك حاكم المدينة صُعوبة الاستمرار في المُقاومة فاستسلم، ودخل المُسلمون المدينة وفرضوا الجزية على سُكَّانها بعد تأمينهم على حياتهم ودينهم وكنائسهم وأديرتهم، وهربت فُلول القوط إلى مُدنٍ أُخرى. وانضمَّ إلى طارق بن زياد في إستجَّة، جمعٌ غفيرٌ من الساخطين على النظام الملكي القوطي، ممَّن فضَّلوا التحالف مع المُنتصر على ذُل العُبوديَّة. وقدَّم لهُ اليهود العون العسكري كأدلَّاء أرشدوه إلى أيسر الطُرق والمسالك عبر أراضي الأندلُس الشاسعة، بِالإضافة إلى الخدمات المدنيَّة، مُستبشرين بِزوال حُكم القوط ونجاتهم من اضطهادات رجال الحُكم البائد، فكان هذا الدور نابعًا من موقفهم من النظام القوطي الذي أضرَّ كثيرًا بِمصالحهم التجاريَّة والمصرفيَّة، ومع ذلك، فقد بولغ بِالدور الذي ساهم فيه هؤلاء في الفتح لا سيَّما من قِبل بعض المُؤرخين الإسپان، بِهدف مُحاولة التلميح بِأنَّ المُسلمين لم يتمكَّنوا من فتح البلاد لولا مُساعدة اليهود.

### فتح قُرطُبة

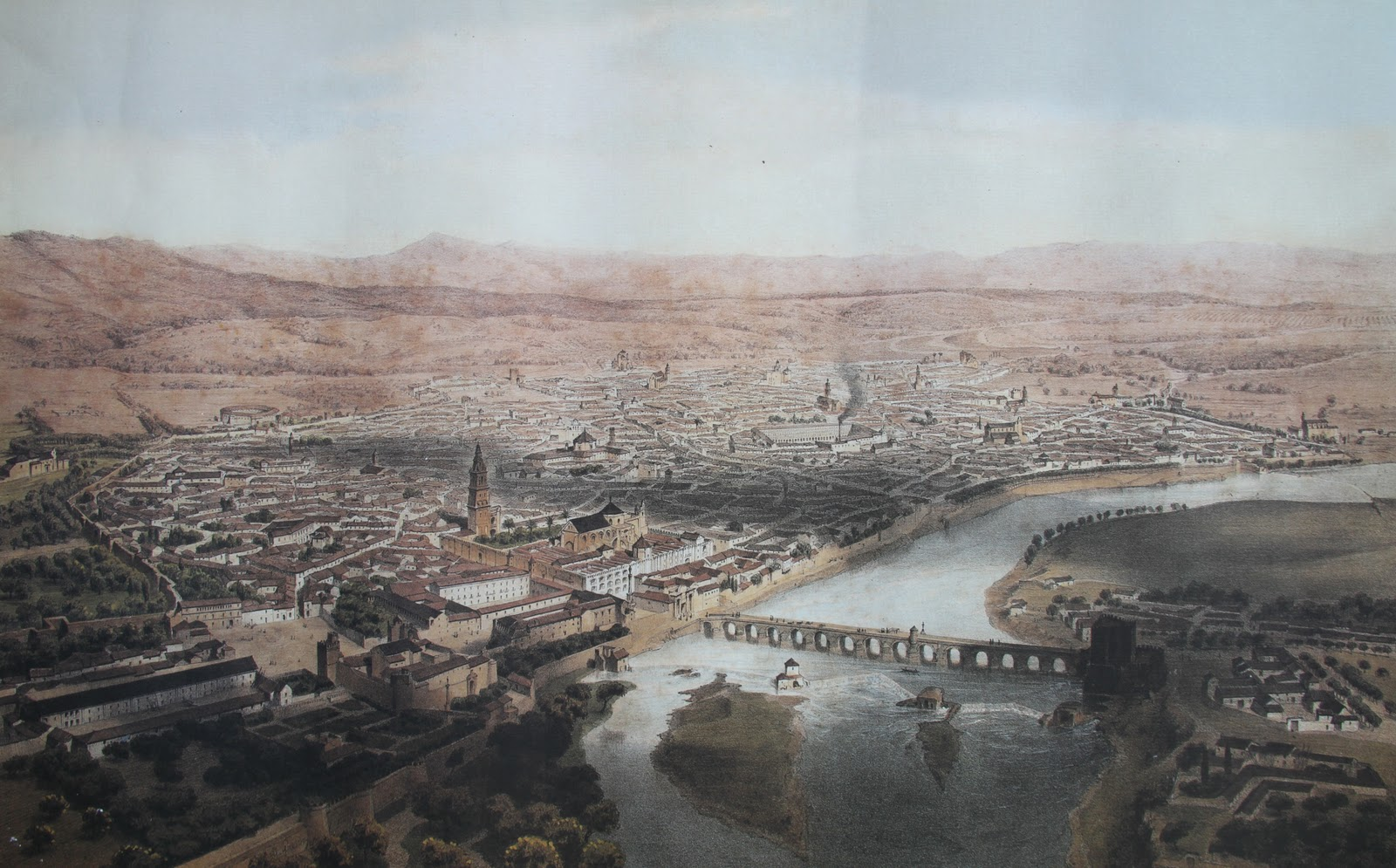
رسمٌ يُظهر مدينة قُرطُبة بِشكلٍ شاملٍ.

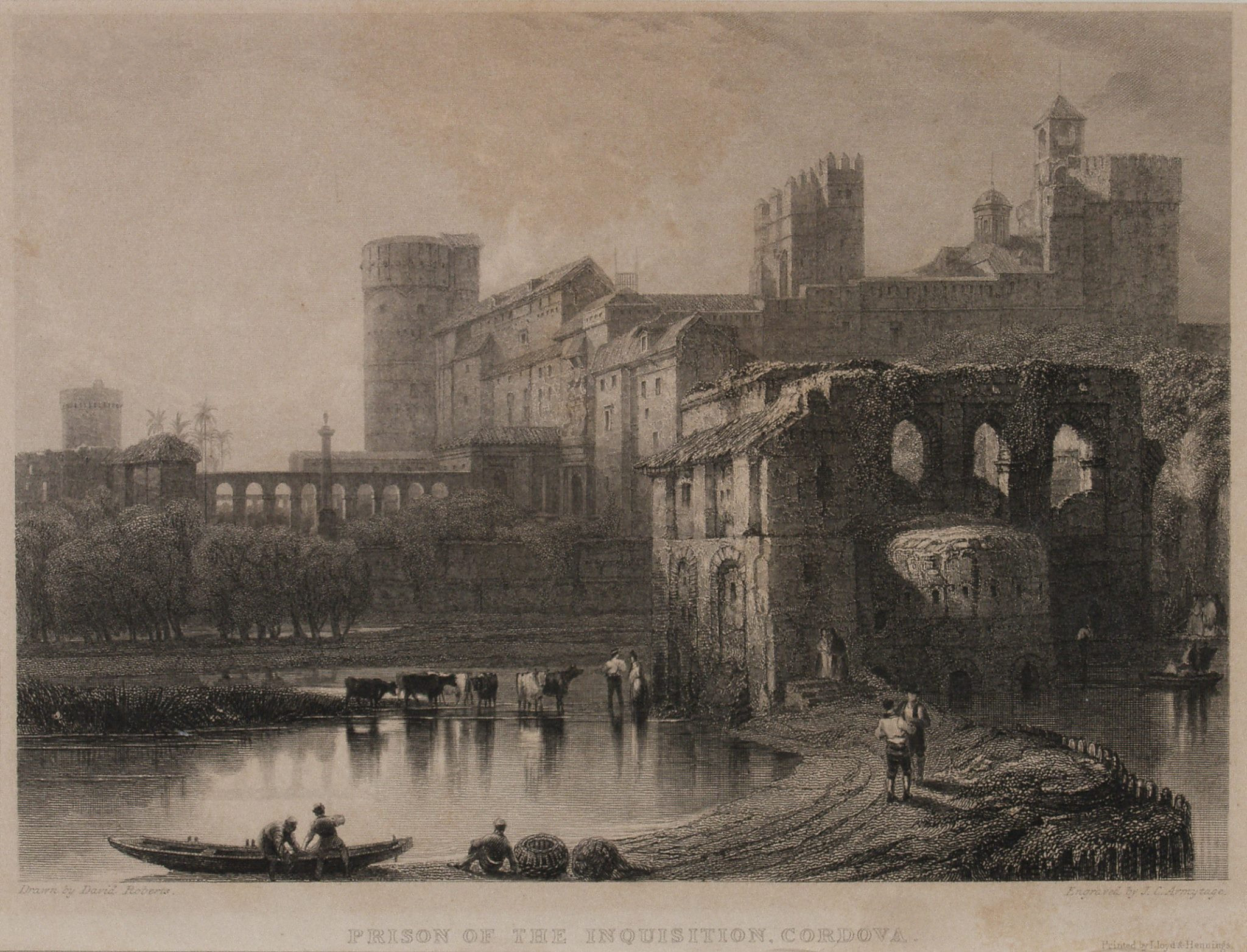
جانب من أسوارُ قُرطُبة.

أضحى الطريق مفتوحًا أمام طارق بن زياد لِلزحف إلى قُرطُبة، غير أنَّهُ عدل عن خطَّته وقرَّر التوجُّه نحو طُليطلة عاصمة القوط بِسبب ما استجدَّ فيها من أحداث، حيثُ برز التنافُس بين الجماعتين المُتنافرتين: جماعة لُذريق وجماعة آل غيطشة، ذلك أنَّ الهيئات الحاكمة بدأت تُعيد تنظيم صُفوفها لِلتصدي لِلمُسلمين بعد أن تناهت إلى أسماعها الشائعات بِأنَّ لُذريق لم يُقتل، وفي الوقت نفسه، راح أنصار آل غيطشة يعقدون الاجتماعات، بِدورهم، في طُليطلة ويتشاورون فيما بينهم لِإعلان أحدهم ملكًا مكان لُذريق المهزوم، وبذل أخيلا جُهدًا كبيرًا في مُحاولةٍ لِإقناع مجلس المدينة بالاعتراف به ملكًا وسط الذُعر الذي ساد الجميع عقب الهزيمة. لِذا كان على طارق بن زياد أن يزحف بسُرعة إلى عاصمة القوط قبل أن يتمكَّن أي طرف من الطرفين المُتنازعين من السيطرة عليها، ممَّا قد يُصعِّب على المُسلمين مُواجهة الموقف، والمعروف أنَّ آل غيطشة ظلُّوا واهمين بِأنَّ المُسلمين لم يدخُلوا الأندلُس لِيستقرُّوا فيها، بل لِمُساعدتهم على استعادة الحُكم مُقابل الحُصُول على الغنائم. وبِفعل أهميَّة قُرطُبة في إحكام السيطرة على جنوبي الأندلُس، استجاب طارق بن زياد إلى نصيحة يُليان الذي قال له: «قَد فَتَحتَ الأَندَلُس، فَخُذ مِن أَصحَابِيَ أَدِلَّاء، فَفَرِّق مَعَهُم جُيُوشك وَسِر مَعَهُم إلى مَدِينَةِ طُلَيطِلَة»، ففصل فرقةً عسكريَّةً تُقدَّر بِسبعُمائة فارس، بِقيادة مُغيث الرومي، مولى عبد الملك بن مروان، وأرسلهُم إلى قُرطُبة لِفتحها. عسكر مُغيث الرومي في قرية شقندة على بُعد ثلاثة أميال من قُرطُبة، وأرسل الجواسيس لِلوُقوف على أوضاعها، فعلم بِأنَّ النُبلاء غادروا المدينة ولم يبق فيها سوى الضُعفاء وحامية عسكريَّة تُقدَّر بِأربعمائة مُقاتل بِقيادة حاكم المدينة، فزحف إليها وضرب حصارًا عليها واقتحمها، وفرَّت حاميتها إلى كنيسة تقع في غربيّ المدينة وتحصَّنت فيها، فضرب مُغيث الرومي الحصار عليها، وضيَّق على من فيها وقطع الماء عنهم، واستمرَّ الحصار مُدَّة ثلاثة أشهر تضايق المُحاصرون خلالها واضطرُّوا إلى إخلائها والاحتماء بِجبل قُرطُبة. وما أن خرج الحاكم من الكنيسة حتَّى شاهده مُغيث الرومي، فطارده وقبض عليه، فلمَّا شاهد أفراد الحامية ما حلَّ بِقائدهم استسلموا، فقتلهم مُغيث الرومي، وأبقى على حياة القائد لِيُسلِّمه إلى الخليفة. أمَّا مصير السُكَّان الذين احتموا بِالكنيسة، فتقول إحدى الروايات أنَّ مُغيث الرومي أمَّنهم على حياتهم ومُمتلكاتهم ودينهم، وفي روايةً أُخرى أنَّهُ دعاهم إلى الإسلام أو الجزية فرفضوا، عندئذٍ أضرم النار في الكنيسة فاحترقوا، وسُمِّيت هذه الكنيسة بِـ«كنيسة الحرقى» أو «كنيسة الأسرى»، واستمرَّ المسيحيُّون في الأندلُس يُعظمونها لِصبر من كان فيها على دينهم من شدَّة البلاء.

### تقسيم الجيش الإسلامي
قسَّم طارق بن زياد الجيش الإسلامي أربعة أقسام: بعث قسمًا منهُ بِقيادة مُغيث الرومي إلى قُرطُبة كما أُسلف، وبعث قسمًا آخر إلى مالقة، ثُمَّ بعث قسمًا ثالثًا إلى إلبيرة وأمرهُ بِأن يُتابع طريقه بعد ذلك إلى مرسية. ثُمَّ سار هو بِبقيَّة الجيش في اتجاه طُليطلة. وكان قد جعل في كُلٍ من هذه الأقسام أدلَّاء من أصحاب يُليان. أمَّا الجيش الذي توجَّه إلى قُرطُبة فقد فتحها كما أُسلف، وأمَّا الجيش الذي توجَّه إلى مالقة، على الشاطئ الجنوبي من الأندلُس، فقد فتحها وجميع أعمالها فتحًا يسيرًا هيِّنًا، بعد أن هربت حاميتها من القوط والفرنجة إلى جبال رية واعتصموا بها. ولم يجد المُسلمين في مالقة يهودًا. وأمَّا الجيش الذاهب إلى إلبيرة فاتجه أولًا جنوبًا في شرق حتَّى فتح أُرشُذونة ثُمَّ عطف شرقًا نحو غرناطة مدينة كورة إلبيرة ففتحها فتحًا هيِّنًا، لِأنَّ كثيرًا من أهلها كانوا يهودًا، وقد استعان المُسلمين بهم على ضبط المدينة وإدارتها ومُساندة الحامية الإسلاميَّة فيها.
وكان في الجيش الذي فتح غرناطة المُجاهد المشهور حنش بن عبد الله الصنعاني، فأسَّس فيها مسجدًا. ثُمَّ سار الجيش نفسه الذي كان قد سار إلى غرناطة إلى مرسية، في الجانب الشرقي الجنوبي من الأندلُس. وكان في مرسية نبيلٌ قوطيّ عرفهُ المُسلمين باسم «تُدمير بن عبدوس» (ويُلفظ في لُغته الأُم «ثيوديمير» أو «تيودمير») يعيشُ شبه مُستقل في تلك المنطقة مُنذ أيَّام لُذريق، الذي قيل بأنَّهُ استخلفهُ على الأندلُس قُبيل اندلاع معركة وادي لكة وقال لهُ: «قَد وَقَعَ بِأَرضِنَا قَومٌ لَا نَدرِي مِن أَهلِ الأَرضِ هُم أَم مِن السَّمَاء». واختار تُدمير هذا أن يُقاوم المُسلمين فانهزم أمامهم هزيمة مُنكرة في قرطاجنة، وهي ثغر مدينة مرسية، حتَّى كاد جيشه أن يفنى. عندئذٍ انسحب تُدمير بِمن بقي معه إلى مدينة أوريولة، وعمد إلى الحيلة، فأمر النساء فنشرن شُعورهُنَّ ثُمَّ أعطاهُنَّ القصب وأوقفهُنَّ على سور المدينة وأوقف معهُنَّ بقيَّة الرجال لِيُوهم المُسلمين بِأنَّ في المدينة حُماةً كثيرين، كما ذهب بنفسه إلى المُسلمين مُتنكرًا على هيئة رسولٍ مُفاوض، فاستأمن على نفسه وما يملك من بلاد، فأمَّنهُ المُسلمين على ذلك كُلِّه، وعقد عبدُ العزيز بن مُوسى بن نُصير بينه وبين تُدمير مُعاهدة، جاء فيها:

كتابٌ من عبدُ العزيز بن مُوسى بن نُصير لِتُدمير بن عبدوس أنَّهُ نزل على الصُلح، وأنَّ لهُ عهد الله وذمَّة نبيِّه ﷺ ألَّا يُقدَّم لهُ ولا لِأحدٍ من أصحابه ولا يُؤخَّر، ولا يُنزع من مُلكه، وأنَّهُم لا يُقتلون ولا يُسبون ولا يُفرَّق بينهم وبين أولادهم ولا نسائهم، ولا يُكرهوا على دينهم ولا تُحرق كنائسهم ولا يُنزع من كنائسهم ما يُعبد. وذلك ما أدَّى الذي اشترطنا عليه. وأنَّهُ صالح على سبع مدائن: أوريولة وبلتنة ولقنت ومولُه وبلَّانة ولورقة وألُه، لا يُؤوي لنا آبقًا ولا يُؤوي لنا عدُوًّا ولا يُخيفُ لنا آمنًا ولا يكتُمُ خبر عدوٍّ علمه. وصالح على أنَّ عليه وعلى كُل واحدٍ من أصحابه دينارًا كُلَّ سنة وأربعة أمداد قمح وأربعة أمداد شعير وأربعة أقساط طِلاء وأربعة أقساطٍ خل وقِسطيّ عسل وقسطيّ زيت. وعلى العبد نصف ذلك. وكُتب في رجب في سنة 94 من الهجرة.
فلمَّا تسلَّم تُدمير كتاب الصُلح هذا من عبد العزيز بن مُوسى أدخل المُسلمين إلى أوريولة فرأوا ما فيها من ضعف الحامية وأدركوا خدعة تُدمير وعلموا أنَّهُ كان بإمكانهم دُخُول المدينة عنوة. وقد أسفوا لِما حدث، ولكنَّهم وفوا لِتُدمير بما كانوا قد شرطوا له على أنفُسهم في كتاب الصُلح.

### فتح طُليطلة

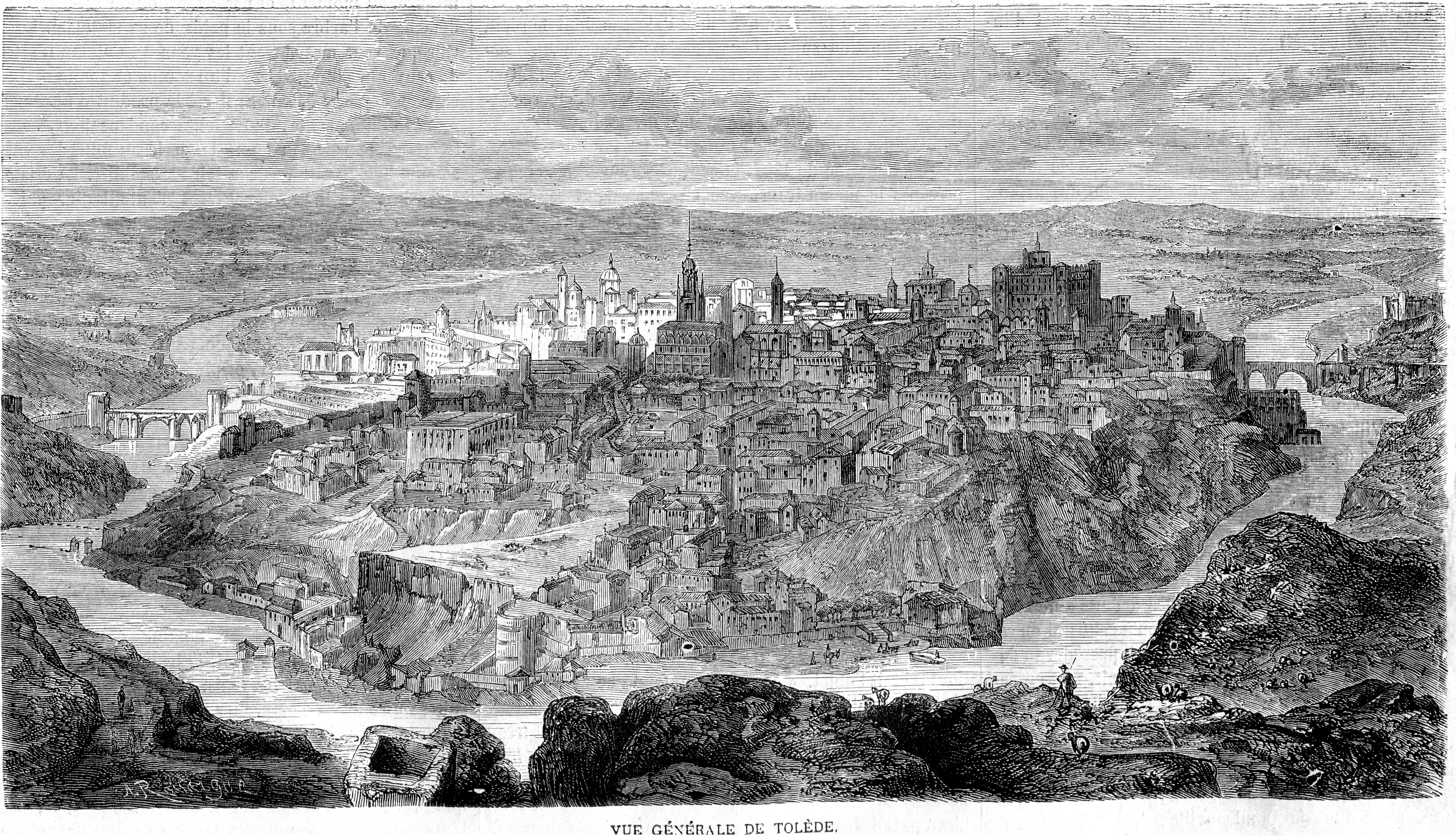
رسمٌ قديم لِمدينة طُليطلة، عاصمة القوط القديمة.

عبر طارق بن زياد نهر الوادي الكبير عند منجيبار وتقدَّم نحو الشمال عبر الطريق الروماني القديم المُسمِّى «طريق حنبعل» (نسبةً إلى القائد القرطاجي حنبعل أو هنيبعل الذي مرَّ عبره أثناء حملته على روما خِلال الحُروب البونيقيَّة)، فألقى نفسهُ أمام العاصمة القوطيَّة. كانت المدينة خالية ممن يحميها أو يُدافع عنها، فقد فرَّت منها حاميتها مع كبار رجال الدولة، عندما علموا بِتقدُّم المسلمين باتجاه مدينتهم في جوٍ من الارتباك من واقع عدم قُدرتهم على الصُمُود والمُقاومة، فهرب حاكمها إلى مدينةٍ خلف الجبل يُقالُ لها «ماية»، وكذلك كان أُسقفها «سندريد» قد تركها أيضًا ولحق بِروما، كما غادرها مُعظم السُكَّان باستثناء اليهود، فدخلها طارق بن زياد من دون قتال. وبعد أن تعرَّف على أوضاعها، ترك فيها حامية عسكريَّة وغادرها باتجاه الشمال لِتعقُّب فُلُول الهاربين. فسلك وادي الحجارة واجتاز الجبل عبر ممر فج، فألقى نفسه أمام قريةٍ تقع خلف الجبل على مقرُبةٍ من قلعة هنارس، أطلق المُسلمون عليها اسم «المائدة»، لِأنَّهُم عثروا فيها على كنزٍ ثمينٍ هو عبارة عن أواني ذهبيَّة مُرصَّعة بِالجواهر والأحجار الكريمة تُشبه أواني الموائد التي يستعملها المُلوك عادةً، فنسبوها إلى النبي سُليمان بن داود. بعد ذلك تابع المُسلمون توغُّلهم في منطقة وادي الحجارة، وفتحوا قلعة هنارس، ثُمَّ عاد طارق بن زياد بِجيشه إلى طُليطلة لِيقضي فيها فصل الشتاء، ولِيدرُس خطَّة المرحلة التالية من الفتح على ضوء ما يستجد من تعليمات والي إفريقية. ومع ذلك فهُناك روايات تُشير إلى أنَّهُ استمرَّ في زحفه حتَّى وصل إلى مدينة أماية في منطقة بُرغُش في إقليم كنتبرية في أقصى شمال شبه الجزيرة الأيبيريَّة، وتابع تقدُّمه إلى مدينة أسترقة في إقليم أشتوريس، حيثُ استقرَّ بها حتَّى وافاه مُوسى بن نُصير فيما بعد، ويذهب بعض المُؤرِّخين المُحدثين أنَّهُ استرسل في التقدُّم حتَّى أشرف على مدينة خيخون المُطلَّة على خليج غسقونية. والواقع أنَّهُ من الصعب على طارق بن زياد أن يصل إلى تلك المناطق النائية عبر أراضٍ جبليَّة، وبِخاصَّةٍ أنَّ جيشه قد أجهده المسير الطويل والشاق وهو مُثقل بِالغنائم، وقد أضحى فصل الشتاء على الأبواب، كما أنَّهُ لم يكن قد ثبَّت أقدامه في الأراضي المفتوحة. ولا شكَّ بِأنَّهُ أدرك أنَّ ابتعاده عن طُليطلة رُبَّما يُشجِّعُ أعداءه على إعادة تنظيم صُفوفهم واسترداد ما خسروه، يُضافُ إلى ذلك، أنَّهُ لم يكن هدفه آنذاك تعقُّب الفارّين بعد أن حصروا أنفُسهم في إقليم أشتوريس بِقدر ما كان هدفه تصفية مراكز المُقاومة في المناطق المفتوحة، وتثبيت أقدامه فيها خشية عودتهم إلى تهديد العاصمة، لِذلك كانت إقامته في طُليطلة ضروريَّة لِتحقيق هذا الهدف. وهكذا، ففي أقل من سنة فتح المُسلمون جنوبي أيبيريا ووسطها وثبَّتوا أقدامهم في أرض الأندلُس، وقضوا على المملكة القوطيَّة المُتداعية.

### عُبُور موسى بن نُصير

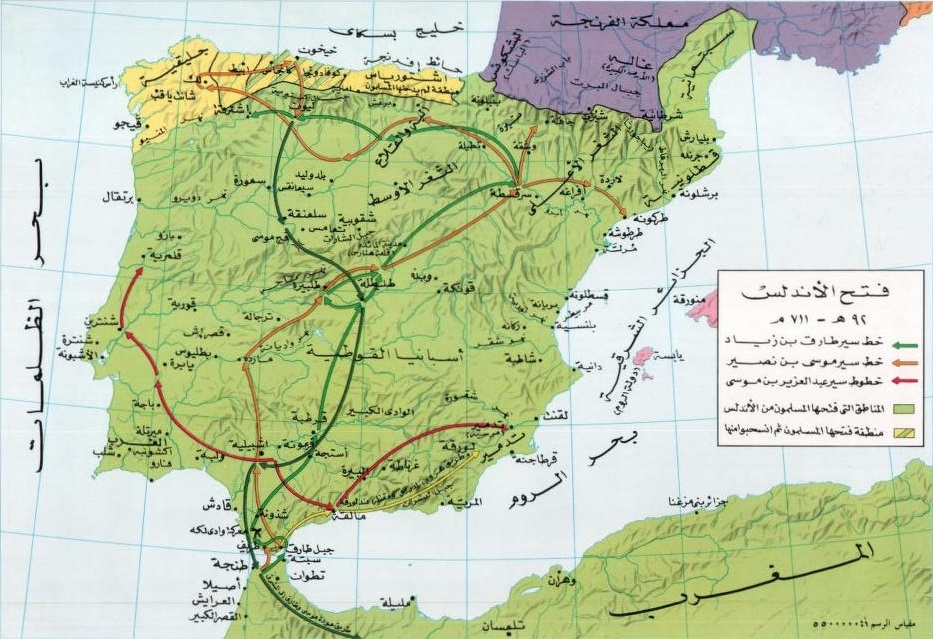
خريطة تُصوِّرُ عُبُور مُوسى بن نُصير وجيشه إلى الأندلُس ومسير حملته وحملة طارق بن زياد عبر شبه الجزيرة الأيبيريَّة.

كان رد الفعل لِنجاح طارق بن زياد كبيرًا في شمالي أفريقيا، فقد توجَّه البربر إلى الأندلُس بعد سماعهم بانتصارات المُسلمين هُناك، وبدأوا بالاستقرار في المناطق السهليَّة من البلاد لا سيَّما تلك التي هجرها سُكَّانها الذين هربوا إلى القلاع والحُصُون. وكان مُوسى بن نُصير يُتابعُ تحرُّكات طارق بن زياد العسكريَّة خُطوةً خُطوة، ويبدو أنَّهُ أدرك خُطورة الانتشار الواسع لِلقُوَّات الإسلاميَّة بدون تغطية عسكريَّة كافية، الأمر الذي يُسهِّل على العدو مُهاجمتها، من دون أن تتمكَّن من اتخاذ وسائل الدفاع المُناسبة عن نفسها، فتضيع ثمرات النصر، ذلك أنَّ خُطوط مُواصلاتها، بين طُليطلة والجزيرة الخضراء والمغرب، أضحت غير آمنة، لِأنَّ المعاقل الكُبرى المُبعثرة على امتداد تلك الخُطوط لم تخضع لِلمُسلمين، وما زالت جماعاتٌ من القوط تحكم المُدن الواقعة وراء خُطوط مواصلاتهم، وتنتظر الوقت المُناسب للانقضاض عليهم. كما يبدو أنَّهُ رأى أنَّ قائده استنفذ طاقاته القتاليَّة بعد الجُهد الكبير الذي بذله، وبِخاصَّةً أنَّ عدد جُنُوده لم يكن كافيًا لِفتح تلك البلاد الواسعة والدفاع عن المُنجزات المُكتسبة، ولا بُدَّ من دعمه بِمددٍ عسكريٍّ فضَّل أن يترأسه بنفسه.
استخلف مُوسى بن نُصير ابنه عبد الله على القيروان ثُمَّ غادرها على رأس جيشٍ يُقدَّر بِثمانية عشر ألف مُقاتل - وقيل في عشرة آلاف - مُعظمهم من القبائل العربيَّة اليمنيَّة والقيسيَّة والشَّاميَّة، وضمَّ أعدادًا كثيرةً من رجال قُريش البارزين الذين كانوا في مناصب القيادة في القيروان، إضافةً إلى الإداريين ورجال الدين وبقيَّة القادة المشهورين، أمثال: مُحمَّد بن أوس الأنصاري وحبيب بن أبي عُبيدة الفهري وعيَّاش بن أخيل وعبدُ الجبَّار بن أبي سلمى الزهري، واصطحب معهُ عددًا من أولاده. ونهض مُوسى بن نُصير من القيروان في شهر رجب من سنة 93هـ المُوافق فيه شهر نيسان (أبريل) 712م، فعبر مضيق جبل طارق وعسكر في الجزيرة الخضراء في رمضان 93هـ المُوافق فيه حُزيران (يونيو) 712م لِعدَّة أيَّام حيثُ وزَّع المُهمَّات العسكريَّة على قادته.

### فتح قرمونة

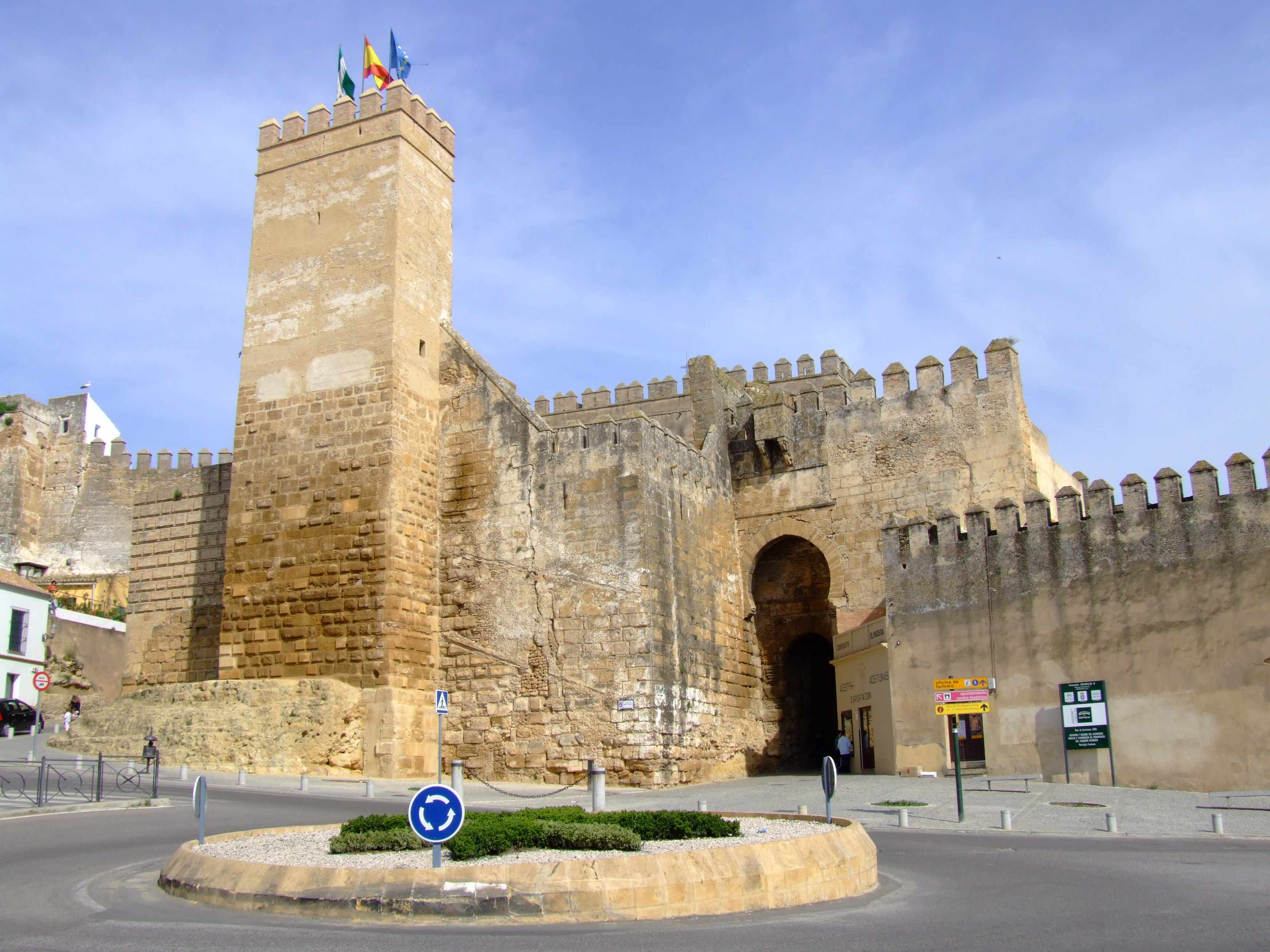
باب إشبيلية بِحصن قرمونة.

عقد مُوسى بن نُصير اجتماعًا مع يُليان الذي اتخذ الجزيرة الخضراء مقرًا له، ناقش فيه التطوُّرات المُستجدَّة، وجرى تقييم حملة طارق. ولعلَّ يُليان زوَّده بِالمعلومات اللازمة عن المعاقل الهامَّة في المناطق التي ما زالت خارج نطاق السيطرة الإسلاميَّة وبِخاصَّةً مدينة إشبيلية، بِالإضافة إلى أفضل الطُرُق التي سيسلُكها، وتقرَّر اعتماد الطريق الغربي المُؤدي إلى إشبيلية، وهو غير الطريق الذي سلكه طارق بن زياد، وذلك بِهدف غزو غربي الأندلُس، وإحكام السيطرة على المنطقة، وبِخاصَّةً أنها كانت مأوى مُعظم الفُلول الهاربة من الجيش القوطي. وقبل أن يُغادر مُوسى بن نُصير الجزيرة الخضراء، أمر بوضع حجر الأساس لِبناء مسجدٍ هُناك تخليدًا لِذكرى حملته هذه، سُمي بِمسجد الرايات. تقدَّمت القُوَّات الإسلاميَّة على الطريق المُؤدي إلى إشبيلية فأعادت إخضاع شذونة بعد أن خرج أهلها عن طاعة المُسلمين، فحاصرهم مُوسى بن نُصير حتَّى أذعنوا من جديد، كما فُتحت قلعة رعوان، ثُمَّ سار المُسلمون إلى مدينة قرمونة المشهورة بِحصانتها، لِذا استخدم مُوسى بن نُصير الحيلة في فتحها، فأرسل بعض الجُند على هيئة المُنهزمين ومعهم السلاح، فأظهروا لِحاميتها أنهم أصدقاء جاؤوا فرارًا من المُسلمين، فسمح لهم أفراد الحامية بِالدُخول. وما أن حلَّ الليل حتَّى هاجم هؤلاء الحُرَّاس، وفتحوا أبواب المدينة لِلجيش الإسلامي الذي دخلها وسيطر عليها. أمَّن فتح قرمونة إقامة خطٍ عسكريٍّ يربط الجزيرة الخضراء بِكُلٍ من شذونة وقرمونة وإستجَّة وقُرطُبة، مُدعَّمًا بِمراكز عسكريَّة، بِالإضافة إلى سيطرة المُسلمين على المراكز الدفاعيَّة الأماميَّة لِإشبيلية.

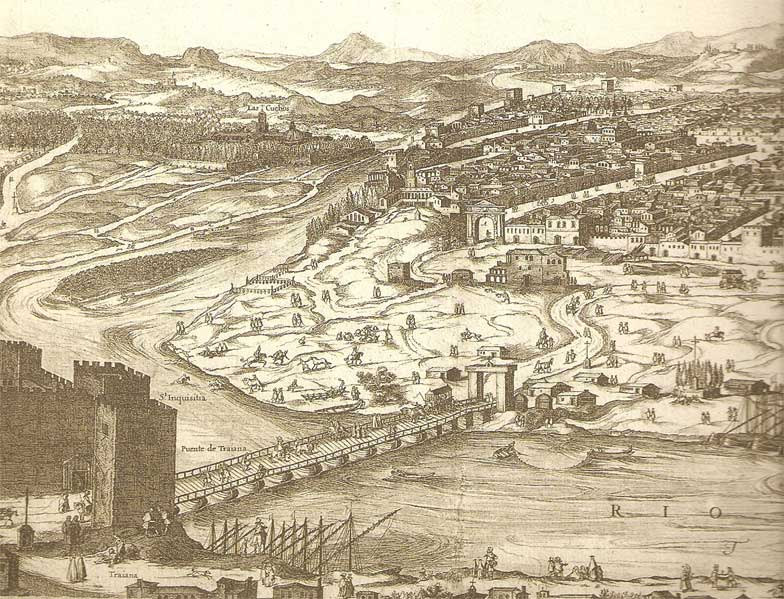
رسمٌ لِإشبيلية قديمًا.

### فتح إشبيلية
تقدَّمت القُوَّات الإسلاميَّة بعد ذلك إلى إشبيلية التي تُعدُّ من أكبر مُدن القوط بعد طُليطلة، ومصدر الخطر المُباشر على القُوَّات الإسلاميَّة التي كانت تحت قيادة طارق بن زياد في الداخل، ونُقطة التقاء الطُرق الهامَّة في جنوبي الأندلُس، لا سيَّما تلك التي تربط الجزيرة الخضراء بِداخل البلاد، وضربوا عليها حصارًا مُركَّزًا استمرَّ بضعة أشهر، دافع خلالها القوط عن مدينتهم بِضراوة، ممَّا يدُل على خُطُورة مركز القوط بها واستعدادهم لِمُقاومة المُسلمين، ولم تسقط المدينة إلَّا بعد أن تلقَّى مُوسى بن نُصير مُساعداتٍ من الداخل، حيثُ قام اليهود في المدينة بِدورهم المُتفق عليه لِمصلحة المُسلمين، كما أدَّى أُسقفها «أوپاس» دورًا في ذلك، وفرَّت حاميتها إلى مدينة باجة المُجاورة وانضمَّت إلى جُمُوع القوط بها. أمَّن فتح إشبيلية، المركز المُسيطر عسكريًّا على جنوبي الأندلُس، وحرم القوط من قطع خُطوط مُواصلات المُسلمين، وشكَّلت المدينة، بِفعل أهميَّة موقعها، إحدى القواعد الدفاعيَّة الكُبرى لِلمُسلمين في الأندلُس.

### حصار ماردة وفتحها

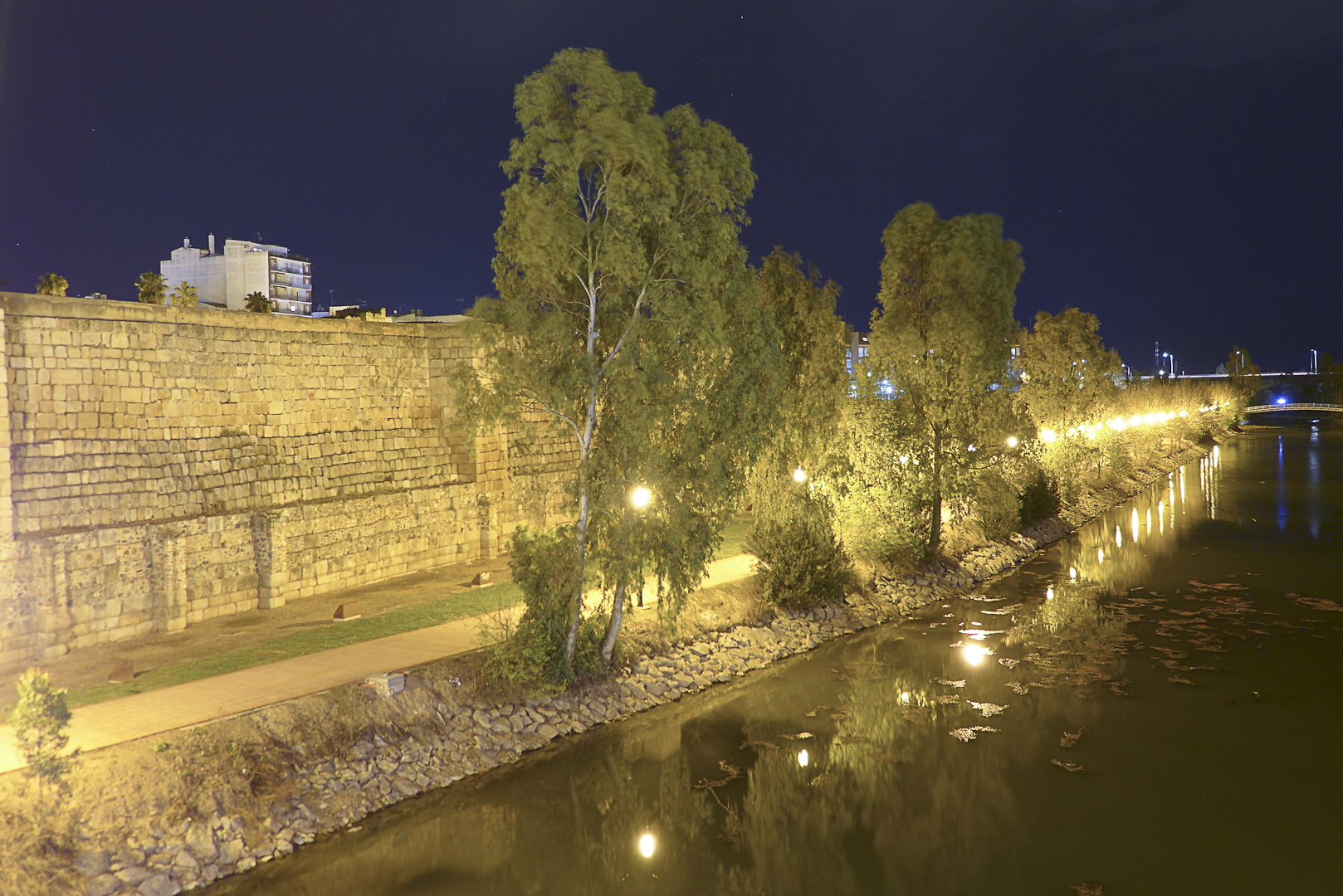
أسوار ماردة المنيعة، التي صمدت بِوجه المُسلمين شهورًا طويلة.

واصل المُسلمون تقدُّمهم حتَّى ماردة الواقعة في شمال غربيّ الأندلُس في منطقةٍ وعرة المسالك. وكانت ماردة هذه آخر العواصم القديمة الأربع لِلقُوط بعد طُليطلة وإشبيلية وقُرطُبة، وكانت حصينةً جدًا، إذ أحاط بها سورٌ منيع، واحتشدت فيها بقايا القوط وأنصار الملك السابق لُذريق، فمضى إليها مُوسى بن نُصير فقاتلهُ أهلها قتالًا شديدًا على نحو ميلٍ منها أو أكثر قليلًا. وكان أهلُ ماردة يخرُجون لِقتال المُسلمين نهارًا ثُمَّ يلجأون إلى المدينة ليلًا. وفي ذات ليلة أكمن مُوسى الرجال والخيل في حُفر كانت عبارة عن مقالع يقطعُ منها أهل ماردة الحجارة. فلمَّا خرج الأهالي في اليوم التالي على عادتهم لِقتال المُسلمين أثار عليهم مُوسى الكمائن من الرجال والخيل حتَّى أوقع بهم هزيمةً مُنكرة، فانسحبوا نهائيًّا إلى المدينة وجعلوا يُقاتلون المُسلمين من وراء سورها. ضرب المُسلمون الحصار على المدينة بضعة أشهر - قيل أنَّهُ أطول حصارٍ عرفهُ المُسلمون في الأندلُس - ثُمَّ أمر مُوسى بن نُصير بِصُنع دبَّابة، فدبَّ المُسلمون تحتها حتَّى وصلوا إلى أحد أبراج المدينة، وبينما كانوا ينقبون السور اصطدموا بِصخرةٍ صمَّاء طال نقبهم إيَّاها حتَّى تنبَّه أهل ماردة فهاجموهم فهلك جميع المُسلمين الذين كانوا تحت الدبَّابة. وشدَّد مُوسى الحصار على المدينة حتَّى يئس أهلها من الصُمُود في وجه المُسلمين فهرب نفرٌ منهم خفيةً إلى جُليقية في الشمال الشرقي من شبه الجزيرة الأيبيريَّة، ومال الذين آثروا البقاء في مدينتهم إلى طلب الصُلح، فأرسلوا وفدًا إلى مُوسى بن نُصير لِلتفاوض بِشأن الاستسلام، وأسفرت المُفاوضات عن عقد مُعاهدة بين الجانبين جاء فيها: ضمان المُسلمين سلامة جميع الأهالي سواء الذين يُفضلون البقاء في ماردة أو مُغادرتها إلى مكانٍ آخر، وضمان الحُريَّة الدينيَّة لِلسُكَّان وعدم إرغامهم على اعتناق الإسلام والحفاظ على كنائسهم من أن تُهدم، وتسليم الأهالي جميع مُمتلكات وأموال الذين قُتلوا في الحرب إلى المُسلمين، بِالإضافة إلى تلك الخاصَّة بِالهاربين من القوط إلى جُليقية، والأموال والحُليّ التي كانت الكنائس - ذلك لأنَّ القوط كانوا يجعلون من الكنائس قلاعًا يُحاربون المُسلمين من وراء جُدرانها - فقبل أهلُ ماردة بِذلك ووُقِّع على الاتفاق. وفي يوم 1 شوَّال 94هـ المُوافق فيه 30 حُزيران (يونيو) 713م، فتح السُكَّانُ أبواب مدينتهم إلى المُسلمين، فدخلوها ونشروا راية السلام. وبعد سُقُوط المدينة، نظَّم مُوسى بن نُصير حاميتها العسكريَّة من العرب والبربر من دون اللُجوء إلى جاليتها اليهوديَّة الكبيرة، ولعلَّ هذا مُؤشِّر على أهميَّة المدينة من جهة، وبداية السيطرة الإسلاميَّة المُركَّزة على مرافق البلاد من جهةٍ أُخرى.

### انتفاضة إشبيلية
ظلَّت فُلُول القوط المهزومة، التي التجأت إلى المُدن المُجاورة، خارج نطاق السيطرة الإسلاميَّة، فأخذت تُراقب تحرُّكات المُسلمين وتنتظر الفُرصة المُناسبة لِلانقضاض على الحاميات الإسلاميَّة في المُدن المفتوحة لاستردادها، وبدأت بِإشبيلية، فهاجمتها وقتلت مُعظم أفراد حاميتها البالغ عددهم نحو ثمانين رجلًا، في حين غادر الباقون المدينة ولحقوا بِمُوسى في ماردة. كانت هذه الحركة أوَّل رد فعل قوطي ضدَّ السيادة الإسلاميَّة، وعنوانًا على شدَّة مُقاومة القوط، والخطر الذي كان سيتعرَّض لهُ طارق بن زياد لولا مجيء مُوسى بن نُصير لِإنقاذ الموقف. وما أن انتهى مُوسى بن نُصير من فتح ماردة حتَّى أرسل ابنه عبد العزيز على رأس قُوَّةٍ عسكريَّةٍ إلى إشبيلية لِقمع التمرُّد. نجح عبد العزيز في القضاء على الثورة وأعاد الأُمور إلى نصابها، وحتَّى يُطهِّر المنطقة المُجاورة من المُقاومة القوطيَّة، هاجم لبلة وباجة وأكشونبة الواقعة على شاطئ البحر، فدخلها وقضى على كُل أثر لِلمُقاومة فيها، واحتاط لِلأمر، فترك فيها حامية عسكريَّة تحسُّبًا فيما لو كرَّر القوط مُحاولتهم، فاستقامت أُمُور هذه النواحي الغربيَّة واستقرَّت لِلمُسلمين، وعاد عبدُ العزيز إلى إشبيلية حيثُ تركه والده فيها لِيقضي على ما قد يظهر في نواحيها من مُقاومة. لفتت شدَّة مُقاومة القوط انتباه مُوسى بن نُصير، وحتَّى يدعم مُنجزات المُسلمين، رأى ضرورة وضع المُدن المفتوحة في أيدي قادة من المُسلمين بِدون الاعتماد على السُكَّان المحليين أو غيرهم من الجماعات التي انضمَّت إليه أثناء زحفه، فعيَّن عبد الجبَّار بن أبي سلمى الزهري، قائد ميسرة جيشه، واليًا على باجة.

### اللقاء بين موسى بن نُصير وطارق بن زياد
مكث مُوسى بن نُصير في ماردة مُدَّة شهر أراح فيها جُنده قبل أن يستأنف السير إلى طُليطلة، واستدعى طارق بن زياد لِيُقابله في الطريق، وفي روايةٍ أُخرى أنَّ طارقًا علم بِقُدُوم مُوسى إلى طُليطلة فخرج لاستقباله. خرج طارق بن زياد من طُليطلة وانحدر منها في حوض نهر تاجة حتَّى لقي سيِّدُه في مكانٍ يُدعى «المعرض» بين نهري تاجة والتيتار، وهو كورة من كُور مدينة طلبيرة على بُعد سبعين ميلًا إلى الغرب من طُليطلة. وعقد الرجُلان مجلسًا عسكريًّا قوَّما فيه الموقف العسكري العام، وناقشا خطَّة المرحلة التالية من الفتح. ويكاد يجمع المُؤرخون العرب والمُسلمون على أنَّ لقاء مُوسى بِطارق لم يكُن وديًّا لِأسبابٍ مُختلفة، على أنَّ مراجع أُخرى تُشير إلى اعتراف مُوسى بن نُصير بِمكانة طارق بن زياد وفضله في فتح الأندلُس، بحيث خاطبه قائلًا: «لَن يُجَازِيكَ الوَلِيدُ بنُ عَبدِ المَلِكِ عَلَى بِلَائِكَ بِأَكثَرَ مِن أَن يُبِيحَكَ الأَندَلُسِ، فَاستَبِحهُ هَنِيًّا مَرِيًّا»، فقال لهُ طارق: «أَيُّهَا الأَمِير، وَاللهِ لَا أَرجِعُ عَن قَصدِيَ هَذَا مَا لَم أَنتَهِيَ إِلَى البَحرِ المُحِيطِ أَخُوضُ فِيهِ بِفَرَسي»، - يعني أنَّهُ لن يتوقَّف عن الغزو والجهاد قبل أن يبلغ بحر الشمال أي المُحيط الأطلسي - من ناحية شمال شبه الجزيرة الأيبيريَّة، فيضُم كُل تلك البلاد لِديار الإسلام.

### فتح شمال أيبيريا

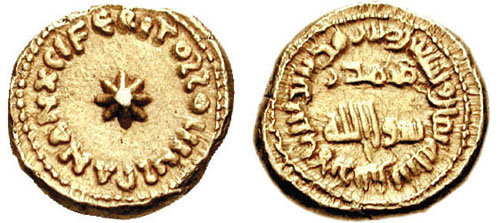
دينارٌ أُمويٌّ ضُرب في زمن الفتح الإسلامي للأندلُس.

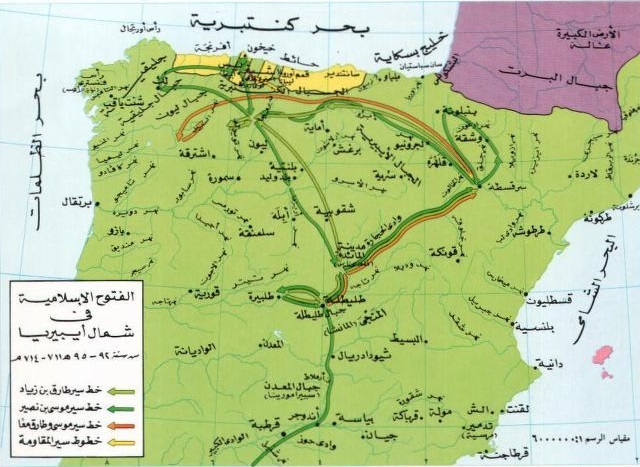
مسار حملات وفُتوحات مُوسى بن نُصير وطارق بن زياد في الشمال الأيبيري.

عاد مُوسى وطارق إلى طُليطلة وقضيا فيها شتاء سنة 95هـ المُوافقة لِسنتيّ 713-714م، وأرسل موسى الخبر بِالفتح وبِالغنائم إلى الخليفة الوليد بن عبد الملك في دمشق مع علي بن رباح اللخمي ومُغيث الرومي. وفي طُليطلة سكَّ مُوسى بن نُصير الدراهم والدنانير الأندلُسيَّة الأولى، مضروبة بِاللُغة العربيَّة والألفاظ الإسلاميَّة، فجعل على إحدى وجهيها: «بسم الله. لا إله إلَّا الله وحده لا إله غيره»، وعلى الوجه الآخر: «هذا الدرهم ضُرب في الأندلُس سنة...». ولمَّا حلَّ الربيع من السنة سالِفة الذِكر، باشر مُوسى بن نُصير وطارق بن زياد تنفيذ خطَّتهما القاضية بِالسيطرة على الأقاليم الأيبيريَّة الشماليَّة المُمتدَّة من سرقسطة، في إقليم أرغون شرقًا، حتَّى ساحل جُليقية، على المُحيط الأطلسي غربًا، بِهدف إقامة حاجز دفاعي يُؤمِّن مُنجزات المُسلمين في جنوب ووسط البلاد، ولا يتم ذلك إلَّا بِالقضاء على الجماعات القوطيَّة اللاجئة إلى تلك الأقاليم، وبخاصَّة أنَّ المُسلمين كانوا يعلمون أنها المأوى الوحيد الذي التجأ إليه مُعظم الفارّين، لِذا كان مُوسى شديد الحرص على اقتحام تلك المنطقة وفتحها. كانت مدينة سرقسطة أوَّل هدفٍ لِلحملة، فاقتربت منها القُوَّات الإسلاميَّة، على حين غفلة من أهلها، ففوجئ هؤلاء بالمُسلمين يُعسكرون أمام مدينتهم، ودبَّ الذُعر بينهم، وبعث إليهم مُوسى بن نُصير من أمَّنهم وأعطاهم عهده، فطاب نُفوسهم، وفتحوا أبواب مدينتهم لِلمُسلمين. وجالت القُوَّات الإسلاميَّة في نواحي إقليم سرقسطة، مثل وشقة ولاردة وطرَّكونة وبرشلونة، وأقام مُوسى مُدَّةً في المدينة نظَّم خلالها أوضاعها الإداريَّة، وأنشأ فيها مسجدًا خطَّهُ التابعيّ حنش بن عبد الله الصنعاني، مُهندس المساجد في الغرب الإسلامي. وبِسيطرة المُسلمين على إقليم سرقسطة طُويت صفحة التاريخ القوطي في الأندلُس، ولم يبق أمامهم سوى فتح إقليم جُليقية المُمتد إلى الغرب من سرقسطة حتَّى المُحيط الأطلسي، وهو الإقليم الذي اشتمل على أشتوريس في الوسط وكنتبرية في الشرق. وفي الوقت الذي كان فيه مُوسى بن نُصير يتأهَّب لِلزحف نحو ذلك الإقليم، عاد إليه مُغيث الرومي قادمًا من دمشق، وحمل معهُ أمرًا من الخليفة إلى كُلٍ من مُوسى وطارق بِالتوقُّف فورًا عن الفُتُوح والمُثُول بين يديه، ويبدو أنَّ الخليفة شعر أنَّهُما تجاوزا حدَّ التوسُّع المُتفق عليه. رأى مُوسى بن نُصير أنَّ هذا الاستدعاء جاء في وقتٍ غير مُناسب، لِأنَّ تعقُّب القوط لم ينتهِ، وكان حريصًا على فتح جُليقية والقضاء نهائيًّا على المُقاومة القوطيَّة، كما أنَّ مُغادرة المنطقة كانت تعني المُغامرة بِمُستقبل المُسلمين في الأندلُس كُلَّها؛ لِذلك تباطأ في الاستجابة لِأوامر الخليفة، وتواطأ مع مبعوثه لِيُمهله أيَّامًا حتَّى ينتهي من تنفيذ خطَّته والدُخُول إلى إقليم جُليقية، مُقابل أن يكون شريكه في أجر فتحها، ويهبه موضعًا في مدينة قُرطُبة بِجميع أرضه، فوافقهُ مُغيث ورافقهُ في حملته على هذا الإقليم. الواقع أنَّ هذا الاتفاق مع مبعوث الخليفة دفع بِمُوسى أن ينشط في حملته هذه، ويُسرع من دون أن يُضيِّع وقتًا في حصار المُدن أو التحايُل على من يُعصي من سُكَّانها كما كان الشأن من قبل، ما طبع حملته بِطابع الشدَّة والقسوة والعُنف المقرون بِالتدمير، وهو ما أشارت إليه الروايات الإسلاميَّة، الأمر الذي أدخل الجزع والفزع في قُلُوب السُكَّان، وهُم الذين لم يكونوا أصلًا بِحاجةٍ إلى من يزيدهم ذُعرًا ورُعبًا، فتسارع أعيانهم وكبارهم إلى الطاعة وطلب الأمان والصُلح.

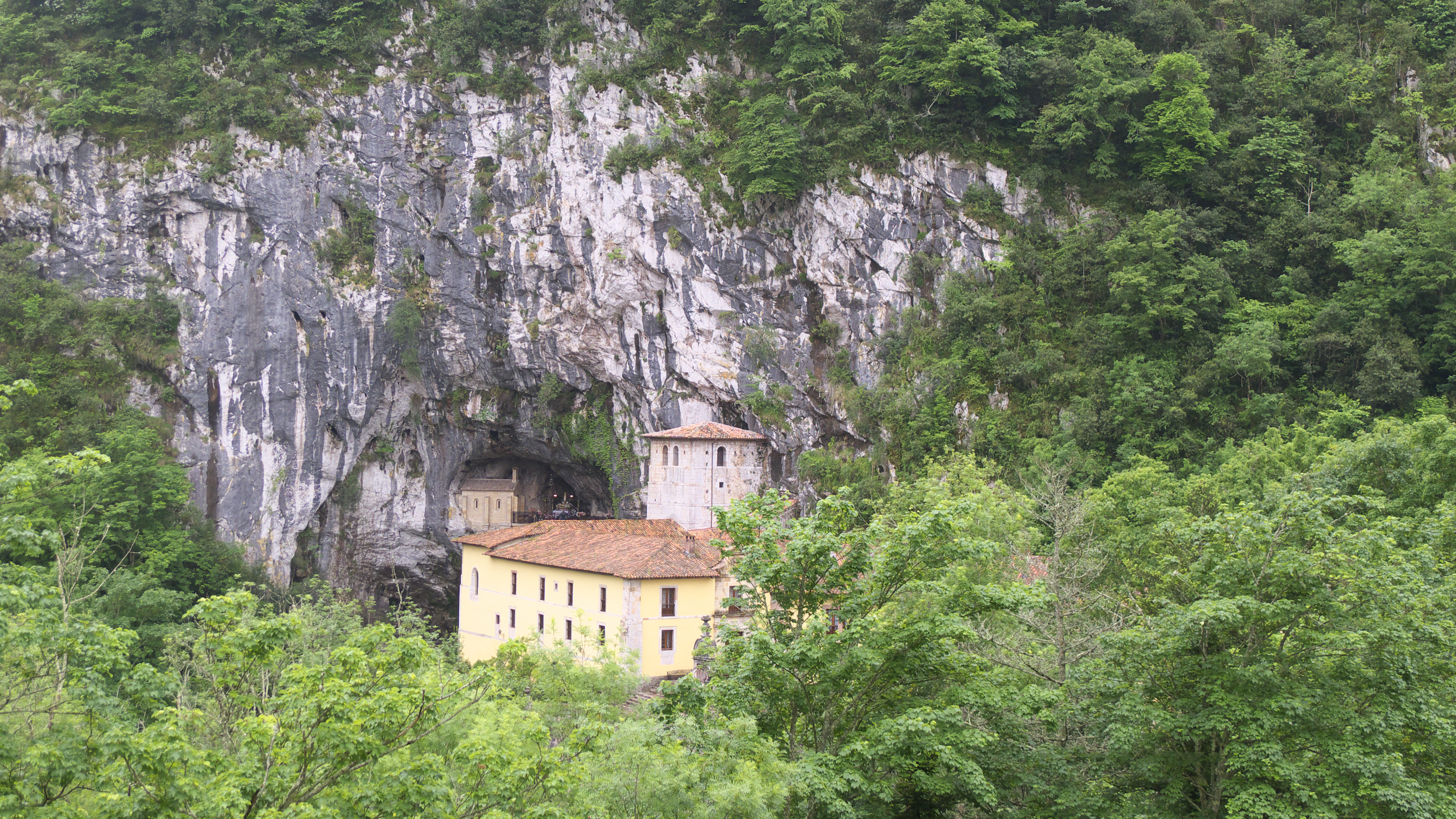
صخرة بُلاي وكهفها الذي احتمى فيه ما تبقَّى من زُعماء القوط.

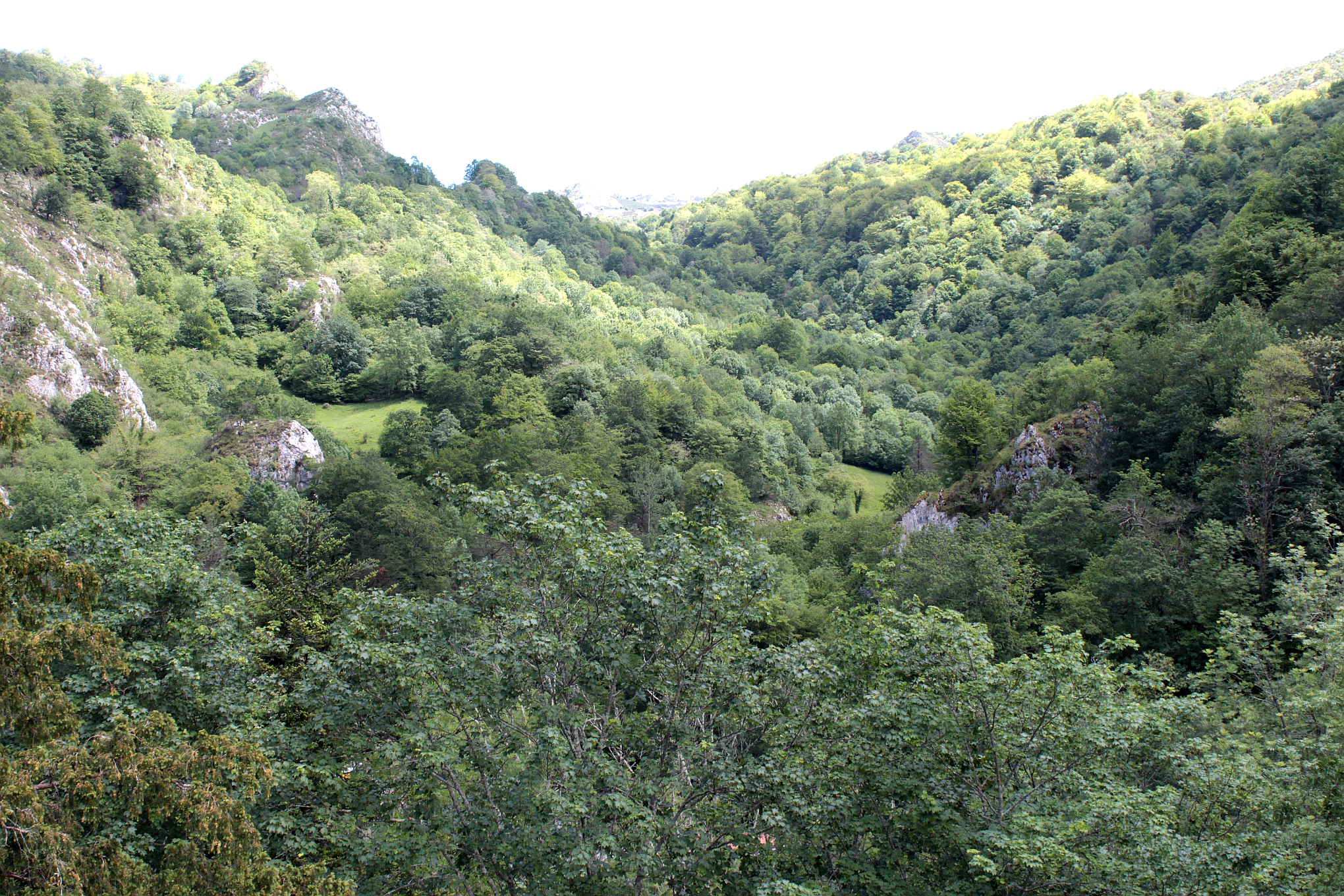
وادي صخرة بُلاي المنيع.

غادر مُوسى بن نُصير مدينة سرقسطة مُتوجهًا إلى إقليم جُليقية لِفتحه، واصطحب معهُ طارق بن زياد. وسلك المُسلمون طريقًا يمتد من الضفَّة الجنوبيَّة - اليُمنى - لِنهر إبرة والسُفُوح الجنوبيَّة لِجبال كنتبرية، ويمُر بِالعديد من المُدن مثل هارد وبرڤييسكا وأمالية وليون، وينتهي عند مدينة أستورقة. وسار طارق بن زياد على رأس قسمٍ من الجيش كطليعة، فتقدَّم باتجاه مدينة أماية وفتحها ثُمَّ فتح مدينة بارد، ودخل القسم الجنوبي من إقليم أشتوريس وفتح مدينته الرئيسيَّة أستورقة، ثُمَّ اقتفى مُوسى أثره لِيُؤمِّن ما فتحهُ حتَّى وافاه في مدينة أستورقة، حسب الخطَّة الموضوعة سابقًا، إذ أشارت الروايات الإسلاميَّة إلى نبأ تلاقيهما فيها، ومنها سارا سويًّا لِإتمام فتح أشتوريس وجُليقية، فاخترقا جبال كنتبرية من إحدى ممرَّاتها ودخلا شمالي أشتوريس، وسارا بِمُحاذاة مجرى نهر نالون واقتحما المنطقة، ثُمَّ تقدَّما نحو الشمال حتَّى أدركا حصن لوغو، الواقع شمالي مدينة أوبيط، وفتحاه، وفرَّت حاميته إلى مكانٍ جبليٍّ بِأقصى شمالي أشتوريس هو صخرة بُلاي، الواقع في جبل أوسبة الوعر في سلسلة جبال كنتبرية، وفي أعلى هذه الصخرة توجد مغارة أو كهف «كوڤا دونگا». أقام مُوسى بن نُصير عدَّة أيَّامٍ في حصن لوغو، قبل أن يستأنف حملته لِفتح ما تبقَّى من الشمال الأيبيري في أقصر وقتٍ مُمكن، بِفعل أنَّهُ كان عليه أن يستجيب لِنداء الخليفة. لِذلك استقرَّ الرأي على أن يُرسل سريَّة لِتعقُّب الفارِّين إلى صخرة بُلاي في شرقيّ أشتوريس، ثُمَّ تُواصل التوغُّل في هذا الإقليم وإلى ما يليه شرقًا في المنطقة الشماليَّة لِجبال كنتبرية، ثُمَّ تنحدر إلى الثغر الأعلى لِتوطيد أقدام المُسلمين والقضاء على أي أثرٍ لِلمُقاومة هُناك، وعيَّن طارق بن زياد على قيادتها، أمَّا هو فكان عليه اقتحام إقليم جُليقية الواقع إلى الغرب من أشتوريس. تقدَّم طارق بن زياد إلى صخرة بُلاي في أقصى شمال أشتوريس وجال هُناك ففتح بلادها ولاذ الأهالي بالصُلح والسلم وبذل الجزية، إلَّا أنَّهُ لم يتمكَّن من فتح الصخرة، غير أنَّهُ فتح مدينة خيخون الأشتوريسيَّة الواقعة على ساحل بحر كنتبرية على المُحيط الأطلسي، ومن هُناك واصل تقدُّمه شرقًا في بلاد البشكنش حتَّى أدرك الثغر الأعلى ثانيةً، ولم يفتح إقليم كنتبرية المُمتد إلى الشرق من إقليم أشتوريس مُباشرةً بِفعل أنَّهُ كان في عجلةٍ من أمره لِيلحق بِمُوسى بن نُصير. وفي تلك الأثناء اقتحم مُوسى بن نُصير جُليقية وأدرك فيها مدينةً تُعرفُ أيضًا باسم «لوغو» وفتحها. وأتاه، وهو فيها، رسولٌ ثانٍ من الخليفة الوليد بن عبد الملك يأمره بِالتوقُّف فورًا عن الفُتُوح والعودة إلى دمشق، بِدون أن يُتيح لهُ فُرصة فتح ما تبقَّى من إقليم جُليقية، وبخاصَّةً قسمه الجنوبي المحصور بين نهريّ مينو شمالًا ودويرة جنوبًا.

### عودة قادة الفتح إلى دمشق

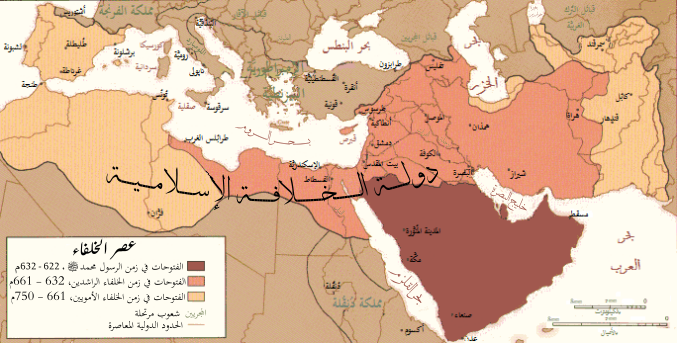
حُدود الدولة الأُمويَّة التقريبيَّة بعد تمام فُتُوحات الأندلُس وآسيا الوُسطى.

استجاب مُوسى بن نُصير لِطلب الخليفة، فغادر مسرح العمليَّات في الشمال، بعد أن وضع فيها حامياتٍ عسكريَّة، وانصرف عائدًا إلى الجنوب، فدخل طُليطلة حيثُ أجرى فيها بعض الترتيبات الإداريَّة ثُمَّ غادرها إلى قُرطُبة فإشبيلية، التي اتخذها عاصمة ولاية الأندلُس التليدة، وعيَّن ابنه عبد العزيز واليًا عليها طيلة مُدَّة غيابه، وأمرهُ بِمُتابعة الجهاد لِتوطيد الفتح، وترك معهُ جيشًا ونفرًا من أنجاد المُسلمين ووُجوههم منهم حبيب بن أبي عُبيدة الفهري حفيد عقبة بن نافع. ترك مُوسى بن نُصير الأندلُس في أواخر سنة 95هـ المُوافقة لِسنة 714م، واتجه إلى إفريقية ومعهُ طارق بن زياد ومُغيث الرومي والغنائم والسبي، فوصل إلى قصر الماء على بُعد ميلٍ من القيروان في 10 ذو الحجَّة 95هـ المُوافق فيه 25 آب (أغسطس) 714م، ثُمَّ استخلف ابنه مروان على طنجة وابنه عبد الله على القيروان وسار إلى المشرق في أوَّل سنة 96هـ المُوافق فيه شهر أيلول (سپتمبر) سنة 714م في حاشيةٍ عظيمةٍ وسبيٍ غفير وغنائم كثيرة، فوصل إلى الفسطاط يوم الخميس في 25 ربيع الأوَّل المُوافق فيه 9 كانون الأوَّل (ديسمبر)، وتابع سيره حتَّى وصل طبريَّة بِفلسطين حيثُ وافاه رسولٌ من وليّ العهد سُليمان بن عبد الملك يطلب إليه أن يتريَّث في المسير حتَّى يكون قُدومه وسُليمان خليفة، لأنَّ الخليفة الوليد وقع في مرض الموت وأصبح أجله قاب قوسين أو أدنى، فلو دخل قادة الفتح دمشق وسُليمانُ خليفة، ستؤول إليه الغنائم وشرف الفتح، لكنَّ موسى بن نُصير رفض ذلك وتابع سيره حتَّى دخل دمشق واجتمع بِالوليد في مرضه وقدَّم لهُ تقريرًا مُفصلًا عن إنجازاته بِالإضافة إلى الأخماس والغنائم، وأقام عندهُ حتَّى تُوفي الوليد في شهر جُمادى الآخرة سنة 96هـ المُوافق فيه شهر شُباط (فبراير) سنة 715م. وما أن خلفه أخوه سُليمان حتَّى قرَّر مُحاسبة موسى بن نُصير عن ما اعتبرهُ إساءةً له عندما رُفض طلبه في طبريَّة. فاتهمهُ باختلاس الأموال، وقضى عليه بِردِّها، وجرَّدهُ من ألقابه، ووضعهُ في الإقامة الجبريَّة، ومال إلى التخلُّص منه لولا تدخُّل عُمر بن عبدُ العزيز وتشفُّعه لِمُوسى بن نُصير وسائر القادة، وكذلك فعل عدَّة مُقربين من الخليفة مُذكرين إيَّاه بالتضحيات التي قدَّمها هؤلاء إلى الإسلام والمُسلمين، فتراجع الخليفة عن قراره وعفا عن مُوسى بن نُصير وضمَّهُ إلى مُستشاريه، واصطحبهُ معهُ إلى الحج في سنة 97هـ المُوافقة لِسنة 716م، وتُوفي في المدينة المُنوَّرة وقيل في وادي القُرى. أمَّا طارق بن زياد فقد انقطعت أخباره إثر وصوله إلى الشَّام، واضطربت أقوال المُؤرخين في نهايته، غير أنَّ الرَّاجح أنَّهُ لم يُولَّ عملًا بعد ذلك، ويبدو أنَّهُ آثر أن يعيش بعيدًا عن الأضواء، ويُمضي أيَّامه في العبادة والزُهد بعيدًا عن مسرح الشُهرة وضجيج السياسة.

### فُتوحات عبدُ العزيز بن مُوسى

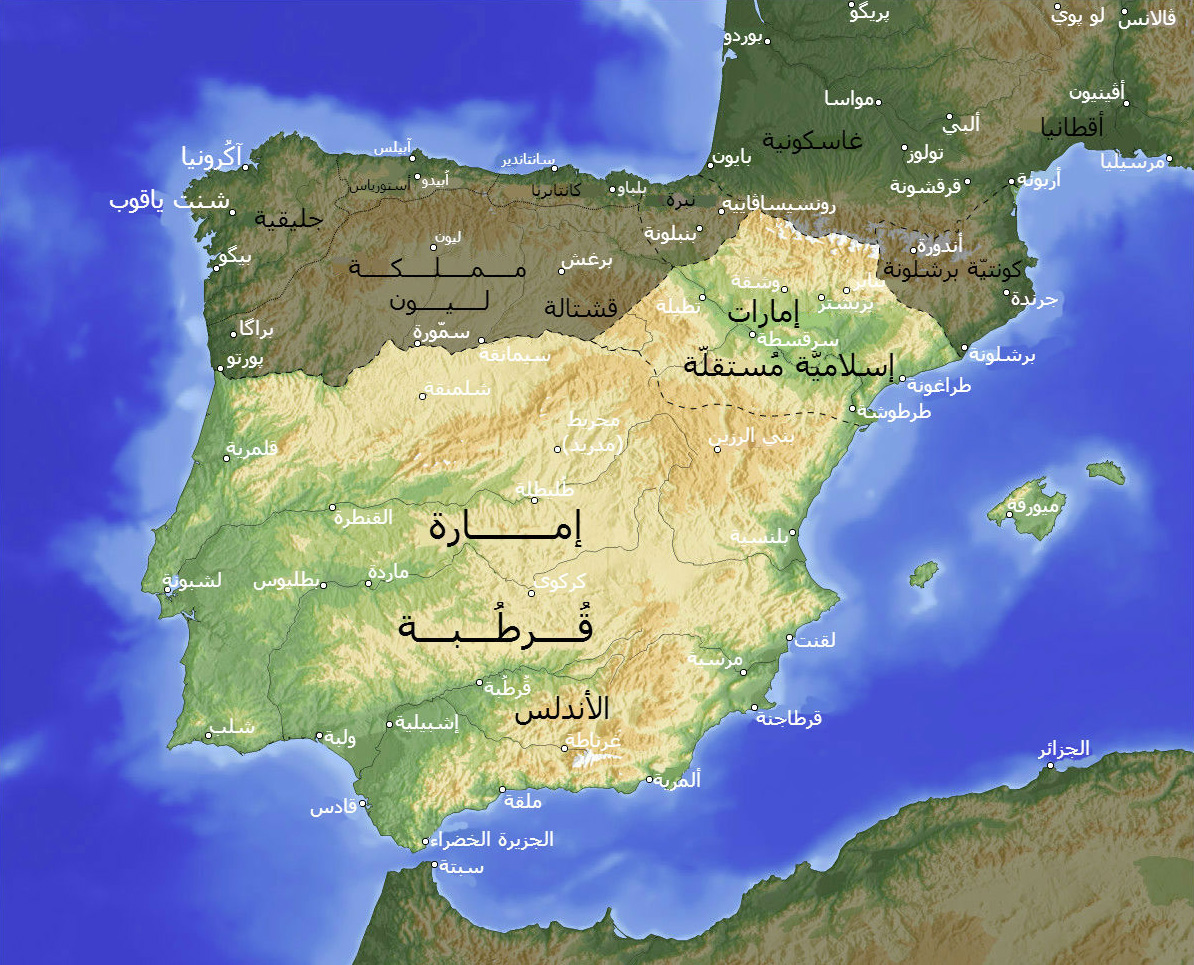
حُدود البلاد الأندلُسيَّة التي استقرَّ الأمرُ فيها لِلمُسلمين.

لم يمكث عبد العزيز بن مُوسى طويلًا في إشبيلية، إذ أنَّ مُقتضيات الفُتُوح أجبرته على الخُرُوج لِفتح أقاليم غربيّ الأندلُس والمناطق الواقعة في شرقيّ البلاد وشمالها. فخرج على رأس جيشٍ يُرافقه دليلٌ من رجال يُليان باتجاه الأقاليم الغربيَّة، ففتح يابرة الواقعة بِالقُرب من لشبونة، وشنترين الواقعة على نهر تاجة، وقُلمريَّة قُرب ساحل المُحيط الأطلسي، وأستورقة المُجاورة لِجُليقية، وتوقَّف عند حُدود هذه المُقاطعة الجبليَّة لِينعطف نحو الجنوب حيثُ لا زالت بعض المواقع الهامَّة خارج نطاق السيطرة الإسلاميَّة، ففتح مُدن ريَّة ومالقة وغيرها من القُرى التابعة لها، وسيطر على كامل مُقاطعة ريَّة، وفرَّ مُعظم المُدافعين القوط والإفرنج إلى الجبال للاحتماء بها. وأخضح إلبيرة، وترك فيها حاميةً عسكريَّةً مُشتركةً من المُسلمين واليهود الذين كانوا مُتواجدين فيها، ثُمَّ توجَّه نحو مرسية في الشرق ووطَّد الحُكم الإسلامي فيها وأخضعها رسميًّا لِلإدارة الأُمويَّة. ثُمَّ عمل عبد العزيز بوصيَّة أبيه، فأرسل الغزوات إلى طرَّكونة وجرونة على الشاطئ الشمالي الشرقي، وإلى بنبلونة في الشمال الشرقي، وإلى أربونة على خليج ليون من ساحل إفرنجية الجنوبي. وبِذلك استُكملت عمليَّاتُ الفُتُوح في عهد عبدُ العزيز بن موسى، ولم يبقَ خارج نطاق السيطرة الإسلاميَّة سوى بضعة جُيُوب، وطُويت صفحة العهد القوطي نهائيًّا في البلاد، وافتُتحت صفحة العهد الإسلامي فيها، على أنَّهُ يُلاحظ أنَّ قسمًا كبيرًا من المناطق الأيبيريَّة الشماليَّة لم يستمر خاضعًا لِلمُسلمين لِفترةٍ طويلة بِسبب عجز المُسلمين عن إخضاع المناطق المنيعة التي تمركز فيها بعض القوط والإفرنج الهاربين، فأصبحت نقاط انطلاق الهجمات لِلإستيلاء على ما جاورهم من بلادٍ دخلت في حظيرة دولة الإسلام.

## الأندلُس في ظل الحُكم الإسلامي
يتفق المُؤرخون والباحثون أنَّ الفتح الإسلامي لِلأندلُس كان خيرًا على تلك البلاد، إذ انتشلها من الفوضى والتنازُع السياسي وأحدث فيها ثورة اجتماعيَّة، وقضى على مساوئ العهد القوطي التي كانت البلاد ترزح تحتها مُنذ عدَّة قُرون. أمَّا نتائج هذا الفتح فمن أهمِّها:

### الأثر السُكَّاني

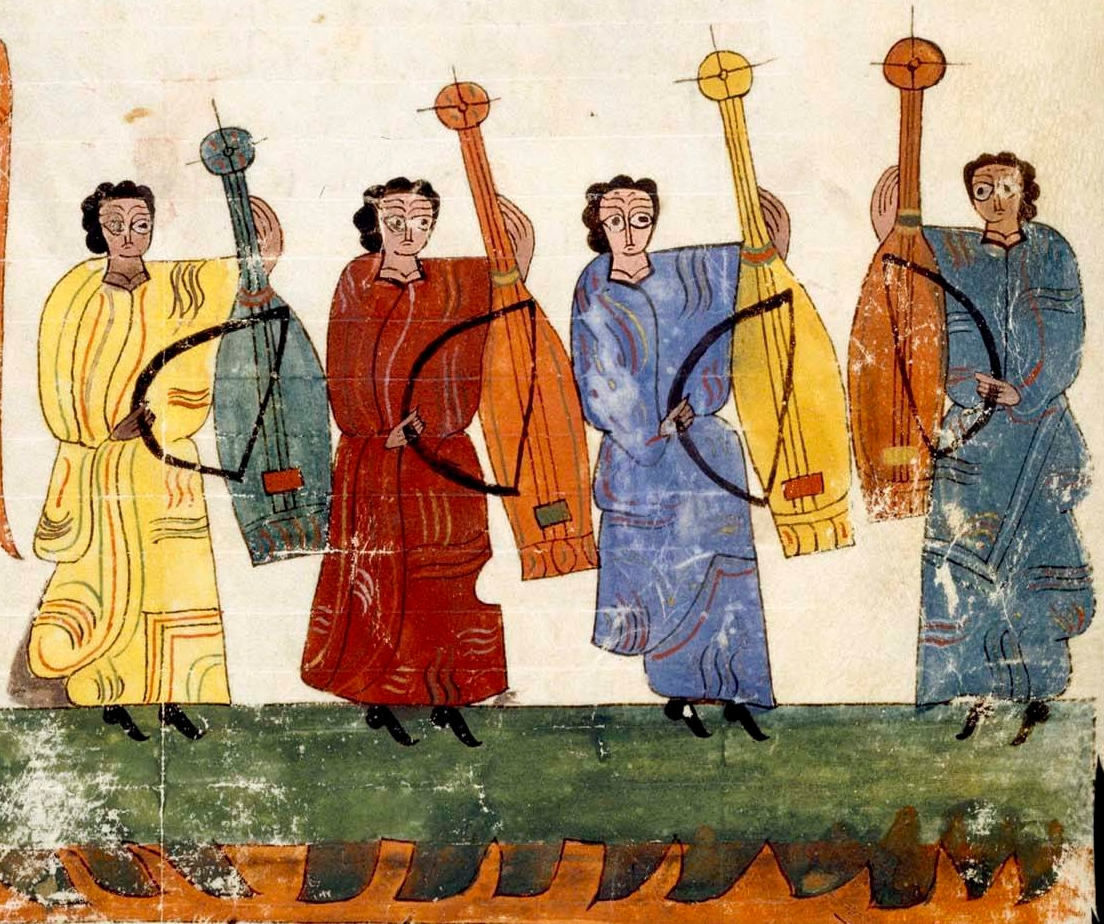
مُنمنمة تُظهرُ بعض المُستعربين، وهُم الأيبيريين الذين بقوا على المسيحيَّة وتثقَّفوا بِالثقافة الإسلاميَّة وتحدثوا بِاللُغة العربيَّة.

غيَّر الفتح الإسلامي أوضاع الأيبيريين بِشكلٍ عام، إذ بعد زوال الحُكم القوطي تجمَّع زُعماء القوط في منطقة جُليقية في الشمال الغربي، وأبقى المُسلمون على الذين ساعدوهم. فأُعيد يُليان إلى حُكم سبتة، ورُدَّت إلى أولاد غيطشة أموالهم ومُمتلكاتهم وضياعهم، كما سُمح لِبعض النُبلاء والإقطاعيين، في بعض المناطق، بالاحتفاظ بِأراضيهم، أمَّا الأراضي التي تركها أصحابها بِفعل الفرار أو القتل في المعارك، فقد صادرها المُسلمون وجرى توزيعها عليهم. وقد ترك هذا الأمر بِدوره بعض النتائج الكبيرة من الناحية الاجتماعيَّة حيثُ أدَّت مُصادرة مُمتلكات كثيرٌ من النُبلاء، بِالإضافة إلى مُمتلكات الكنيسة، إلى زيادة عدد صغار المُزارعين زيادةً ملحوظة.
استقرَّ المُسلمون من عربٍ وبربرٍ في الأندلُس في مناطق مُختلفة إلى جانب القوط أو في تجمُّعاتٍ مُنفصلة بِسبب العصبيَّات القبليَّة التي كانت قائمة، ممَّا حوَّل المُجتمع الأيبيري الإسلامي إلى مُجتمعٍ فُسيفسائيٍّ من الناحية السُكَّانيَّة. وكان العربُ الذين استقرُّوا في الأندلُس ينتمون إلى عصبيَّتان مُتخاصمتان: القيسيَّة واليمنيَّة، كما كانوا ينقسمون إلى قسمين من حيثُ تاريخ نُزولهم في الأندلُس، فعُرف القُدماء منهم الذين جاؤوا في موجات الفُتُوح الأولى مع طارق بن زياد ومُوسى بن نُصير بِـ«البلديين» أو «أهل البلد»، وكان منهم أيضًا «الشَّاميُّون» الذين جاؤوا مع بلج بن بشر القُشيري، وعُرفوا بِهذا الاسم لأنهم كانوا يسكنون أجناد الشَّام قبل مجيئهم إلى الأندلُس، مثل حِمص ودمشق والأُردُن وفلسطين. وقد نزل العرب في الأندلُس في الأكثر على الشواطئ الشرقيَّة والشرقيَّة الجنوبيَّة، وهي الشواطئ الدافئة التي تُشبه في مُناخها البلاد التي جاؤوا منها، على أنَّ جماعاتٍ منهم نزلت في غربيّ الأندلُس وفي شماليها. وكان البربر المُستقرين في الأندلُس أيضًا ينتمون إلى فرعين كبيرين: البُترُ والبرانس، وكان بين ذينك الفرعين من العصبيَّة مثل ما كان بين القيسيَّة واليمنيَّة، ونزل البربر في المناطق الجبليَّة من الأندلُس، في الوسط والغرب لِشبه تلك المناطق بِالبلاد التي جاؤوا منها في جبال الأطلس.
هذا وبقي الأهالي الأصليين لِلبلاد، وهم القوط، مُنتشرين في مُختلف المُدن والمناطق، واستمرَّ بعض الرومان والفرنجة يسكنون البلاد أيضًا، وهؤلاء سمَّاهم المُسلمون جميعًا بـ«النصارى» ما داموا قد اختاروا البقاء على المسيحيَّة، ولم يُفرقوا بين عرقيَّاتهم، وكذلك سمُّوهم «المُعاهدين» كونهم تعاهدوا والمُسلمين على الصُلح والسلام زمن الفتح. ونتج عن التعدُد العرقي في الأندلُس بُعيد الفتح الإسلامي أن كثُر اختلاط الأنساب، فتزوَّج بعض العرب بِالبربر وتزوَّج بعض البربر بِالعرب، كما تزاوج المُسلمون والقوط والفرنجة، وعُرف أبناء الزيجات المُختلطة هذه باسم «المُولَّدون»، كما أُطلقت تلك التسمية على أبناء القوط والفرنجة والرومان الذين اعتنقوا الإسلام. وكان الغالب أن يتزوَّج العربي امرأةً بربريَّة أو مولدة أو مسيحيَّة أيضًا، وكذلك الحال بِالنسبة لِلبربري، ولم يكن من المألوف أن تتزوَّج العربيَّة مولدًا، ذلك لأنَّ عدد العرب، وبالتالي عدد العربيَّات، كان في الأندلُس قليلًا مُقارنةً بِعدد البربر والقوط الذين أسلموا. وكان المُولَّدون يتخذون عادةً أسماء عربيَّة ويتلقبون بِالألقاب الشرقيَّة، ثُمَّ أنَّهم سُرعان ما اتخذوا اللُغة العربيَّة والعادات العربيَّة والزي العربي تميُّزًا لِأنفُسهم من الذين لم يدخلوا في الإسلام.

### الأثر الديني

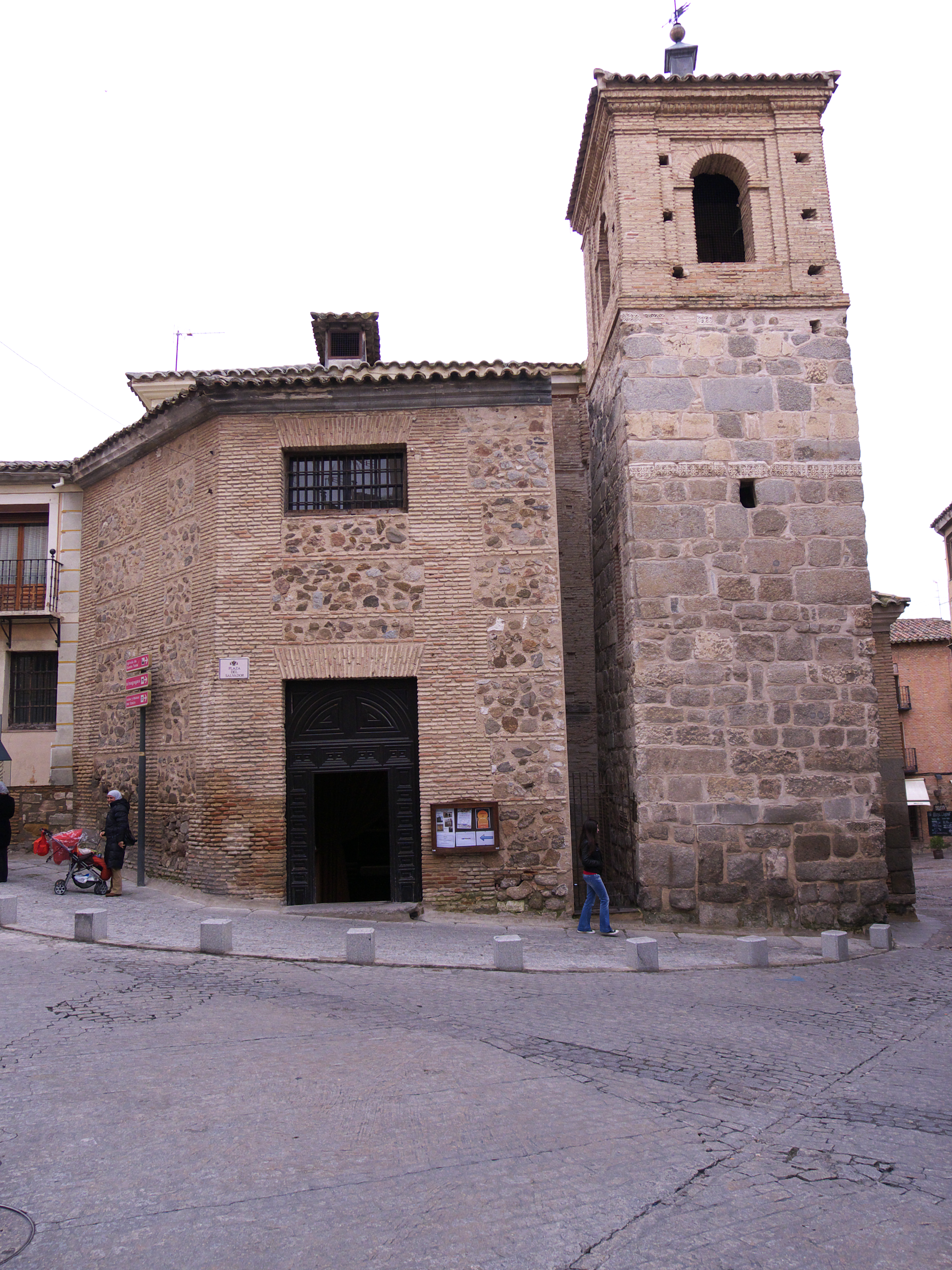
إحدى المساجد الأولى التي بناها المُسلمون في طُليطلة، ويظهر فيها التأثُر الواضح بِالعمارة القوطيَّة الكنسيَّة التي كانت سائدة في الأندلُس قبل الفتح الإسلامي.

منح المُسلمون سُكَّان البلاد الحُريَّة الدينيَّة، وعيَّنوا لهم قُضاةً منهم وحُكَّامًا محليين، يقضون في النزاعات فيما بينهم ويجبون الضرائب منهم. وأحسن المُسلمون مُعاملة أهل البلاد الذين تعرَّضوا لِلاضطهاد في العهد القوطي، فسُمح لِلمُزارعين أن يُمارسوا حياتهم الزراعيَّة على حسابهم على أن يُؤدوا الخِراج. وسارع الكثير من رقيق الأرض والعبيد إلى اعتناق الإسلام كما دان به عددٌ كبيرٌ من أهالي الطبقات الدُنيا. وسمح المُسلمون لِليهود، الذين ساندوهم، بِمُزاولة التجارة وأمَّنوهم على أنفُسهم وأموالهم وأولادهم، ومنحوهم حُريَّة التملُّك واختصَّ كثيرٌ منهم في العُلُوم والآداب والطب والفلسفة، وتبوؤوا مراكز سياسيَّة وإداريَّة حسَّاسة، فكانوا أكثر الطوائف استفادةً من الفتح. وجعل المُسلمون لِنصارى الأندلُس تنظيمٌ دينيٌّ يُشرف عليه رجال الدين منهم: فكان لهم ثلاث أبرشيَّات في طُليطلة وإشبيلية وماردة، كما كان لهم ثماني عشرة أُسقُفيَّة، أمَّا الأديرة فكانت كثيرةً جدًا إذ كان منها حول قُرطُبة وحدها أكثر من خمسة عشر ديرًا.
وبنى المُسلمون المساجد في كُل مكانٍ نزلوا فيه، غير أنَّهُم في بعض الأحيان كانوا يجعلون من الكنائس مساجد في الأمكنة التي دخل جميع أهلها من القوط والإفرنج في الإسلام، أو كانوا يقسمون الكنائس بين الذين دخلوا في الإسلام وبين الذين اختاروا أن يبقوا على المسيحيَّة من أهل البلد الواحد. وقد هدم المُسلمون عددًا من الكنائس التي كان أهلها يتخذون منها حُصونًا يُحاربون من ورائها، كما سمحوا أحيانًا ببناء كنائس جديدة. ومع مُرور الوقت أصبح الإسلام أكثر الديانات انتشارًا في الأندلُس بِسبب إقبال القوط وغيرهم على اعتناقه، وكان أهلُ الأندلُس في زمن الفتح والوُلاة على مذهب السلف وأهل الحديث، أي أنَّهُم كانوا يُقلِّدون الصحابة من غير تقيُّد بِمذهبٍ فقهيٍّ مخصوص لأنَّ المذاهب الفقهيَّة لم تكن قد وُجدت بعد، على الرُغم من أنَّ المُؤرِّخ أحمد بن مُحمَّد المُقري قال بِأنَّ أهل الأندلُس كانوا على مذهب الأوزاعي وأهل الشَّام مُنذ الفتح الإسلامي لِلبلاد، لكن من المُتفق عليه بين المُؤرخين المُحدثين بِأنَّ هذا خطأٌ وقع فيه المُقري، لأنَّ الإمام عبد الرحمٰن الأوزاعي وُلد سنة 88هـ المُوافقة لِسنة 707م، أي قبل فتح الأندلُس بِأربع سنوات. وغلب التديُّن والتقوى على النُفُوس في الأندلُس، وكانت روح الجهاد متمكنة في الأهالي، وبِالأخص على القوط الذين دخلوا في الإسلام، على أنَّهُ كان ثمَّة جماعات من القوط لم يدخلوا في الإسلام إلَّا جرًّا لِمنفعة، ثُمَّ أنَّ نفرًا من هؤلاء كانوا يسكنون في جُليقية فارتدوا عن الإسلام لمَّا غزتهم الممالك المسيحيَّة في الشمال.

### الأثر الإداري والسياسي
بعد تمام فتح الأندلُس جُعلت ولاية من ولايات الدولة الأُمويَّة، وأصبح عبدُ العزيز بن مُوسى بن نُصير أوَّل والٍ عليها، فكانت تلك فاتحة العهد الذي عُرف باسم «عصر الوُلاة» في الأندلُس، تمييزًا لهُ عن عهد الإمارة ثُمَّ الخِلافة التي قامت في البلاد لاحقًا. ولم يُعرف في عصر الوُلاة «حُكومة» بِالمعنى الحديث ولا بِالمعنى الذي كان معروفًا في الدولة الأُمويَّة في ذلك الحين، أو في أيَّام عُمر بن الخطَّاب من قبل: تنظيمًا لِلجيش ولِلمال ولِسجلَّات الدولة والدواوين على الأقل، بل كانت الحُكومة المحليَّة القائمة في الأندلُس حُكومة عسكريَّة استبداديَّة لِأسباب مُختلفة، منها بُعد الولاية عن عاصمة الخِلافة دمشق، ولأنَّ الكثير من نواحي الأندلُس كان عبارة عن ثُغورٍ بحاجةٍ دائمةٍ إلى المُرابطة والاستعداد لِلحرب، ولِقلَّة المُسلمين فيها بدايةً، فكان الوالي هو الحاكم والقائد والقاضي. وكان الوالي يُعيِّنُ عُمَّالًا على المُدن المُختلفة مسؤولين تجاهه وحده، أمَّا إذا غادر العاصمة لِشأنٍ من شُؤونه فإنَّهُ كان يُعيِّنُ «خليفةً» له فيها. ثُمَّ إنَّ هؤلاء العُمَّال كانوا في الأكثر أقارب لِلوالي أو أصدقاء له أو من أهل عصبيته. ترك المُسلمون لِلنصارى في الأندلُس حُريَّة سياسيَّة واسعة، فتركوا لهم القضاء فيما بينهم وشيئًا من الإدارة المحليَّة المُستقلَّة الخاصَّة بهم، ولا ريب في أنَّ حياة النصارى الدينيَّة واستمرار الأبرشيَّات والأُسقفيَّات في قواعد الأندلُس المُهمَّة مع وُجود لُغة لهم لا يعرفها المُسلمون ولا يعرفون مثلها قد سهَّل لهم إنشاء مثل هذه الحُكومة. وجُعل لِلنصارى قضاءٌ خاصٌ بهم يحكمون فيه بِموجب القانون القوطي، وكان قاضيهم يُسمَّى «قاضي النصارى» و«قاضي العجم»، وكان الحاكم بأمرهم يُسمَّى «القمص». وكذلك جُعل لِليهود تنظيمٌ قضائيٌّ وإداريٌّ على غرار ما كان لِلمسيحيين.

### تأسيس مملكة أشتوريس

حُدود مملكة أشتوريس سنة 814.

كان أحد النُبلاء ذوي الأصل القوطي المُنسحبين إلى شمال أيبيريا، المدعو «بُلاي پلاجيوس»، أوَّل من جمع فلَّ النصارى بِالأندلُس، ووضع أُسس أوَّل مملكة مسيحيَّة أيبيريَّة شماليَّة هي مملكة أشتوريس، بعد أن فشل المُسلمون بِضم أقاصي شمال شبه الجزيرة الأيبيريَّة إلى ديار الإسلام، وسُميت الصخرة التي احتمى فيها بقايا القوط سالِفة الذِكر باسمه. ومن تلك المنطقة أخذت حركات التمرُّد والهُجوم ضدَّ الحاميات الإسلاميَّة المُقيمة في أشتوريس تُنظَّم وتُرسل بشكلٍ دوريّ. ولمَّا تُوفي بُلاي خلفه ابنه «فاڤيلا» الذي لم يكن على مُستوى والده في الهمَّة والنشاط، فكان عابثًا يتحاشى القيام بِأي عملٍ عسكريٍّ، وقضى نحبه في إحدى رحلات الصيد حيثُ هاجمه دُبٌ ومزَّقه، ولم يترك وريثًا، فخلفه ألفونسو الأوَّل ابن الدوق بُطرُس المُلقَّب بِالكاثوليكي، وهو من أصلٍ قوطيٍّ. تمكَّن ألفونسو الأوَّل من توحيد الجبهة المسيحيَّة في شمال أيبيريا ضدَّ المُسلمين، لِيكون بِهذا المُؤسس الحقيقي لِتلك المملكة التي قامت في وقتٍ مُبكرٍ من حُكم المُسلمين، وفي السنوات اللاحقة من فترة حُكمه التي دامت ثمانية عشر عامًا، تمكَّن من استغلال النزاعات العرقيَّة والعصبيَّات القبليَّة التي نشبت بين العرب والبربر في إقليميّ جُليقة وأشتوريس ونجم عنها نُزوح العرب إلى المناطق الجنوبيَّة من البلاد، ومن ثُمَّ حُلول القحط الذي جعل البربر يضطَّرون إلى النُزوح عن تلك الأنحاء، لِيقوم بِتهجير ما تبقَّى من المُسلمين في شمال الأندلُس عبر استخدامه أُسلوب حرب العصابات واستغلاله لِطبيعة الشمال الأيبيري الوعرة لِإسقاط المُسلمين في شركٍ تلو الآخر والقضاء عليهم. واعتبر الكثير من المُؤرخين، وبِالأخص الغربيين، أنَّ ذلك شكَّل بداية حُروب الاسترداد التي أدَّت في نهاية المطاف إلى سُقُوط الأندلُس.

## أُمورٌ خِلافيَّة
- مصير لُذريق: على الرُغم من أنَّ أغلب المصادر العربيَّة والإسلاميَّة تُشير إلى أنَّ لُذريق قُتل في معركة وادي لكة بأن غرق في المُستنقع أثناء هربه، وأنَّ الدليل على ذلك كان العُثُور على فرسه الأبيض وأحد خُفيَّه طافٍ فوق الطين الأسود، أو أنَّهُ قُتل في معركته التالية مع المُسلمين، إلَّا أنَّ عدم العُثُور على جُثته أثار القصص والأساطير المنسوجة حوله طيلة قُرونٍ في الأندلُس وتضاربت الآراء حول مصيره الفعليّ، فظهرت في الممالك المسيحيَّة التي لم تخضع للمُسلمين الملاحم التي ظلَّ الناس يتناقلونها على مدى أجيال، وفحواها أنَّ لُذريق سيعود لِتخليص البلاد من أيدي المُسلمين. على إنَّ إحدى المخطوطات القوطيَّة العائدة إلى القرن التاسع الميلاديّ تقول بأنَّهُ عُثر في قرية «إقطانية» (الكائنة في الپُرتُغال المُعاصرة) على شاهد قبرٍ نُقش عليه عبارة «هُنا يرقُد لُذريق، ملك القوط» (باللاتينية: Hic requiescit Rodericus, rex Gothorum)، فإن صحَّ هذا يُحتمل أن يكون لُذريق قد أمضى أيَّامه الأخيرة مُتخفيًّا إلى أن وافته المنيَّة، أو أنَّ جُنوده سحبوا جُثته من ميدان المعركة ودفنوه بعيدًا.[ْ 30]

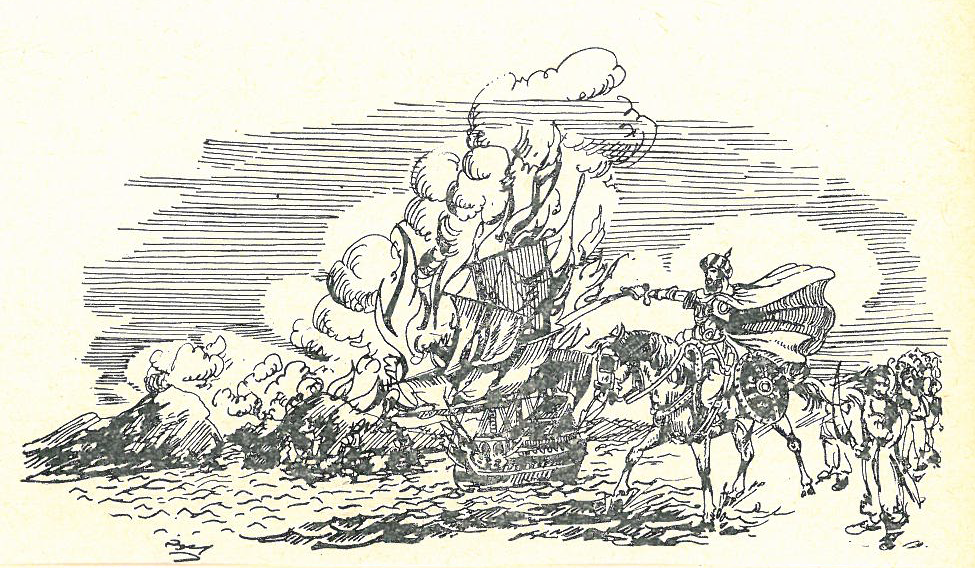
رسمٌ يُصوِّرُ إحراق طارق بن زياد لِسُفن المُسلمين.

- إحراق طارق بن زياد لِلسُفن وخطبته في المُسلمين: من الأُمُور التي كانت محل جدلٍ فيما يرتبط بتاريخ طارق بن زياد، مسألة حرقه لِلسُفُن التي عبر عليها لِلأندلُس لِيقطع طريق العودة على جنوده، ويدفعهم لِلاستبسال في القتال أمام العدُو، وهي رواية محل شك نظرًا لكونها لم تُذكر في الروايات العربيَّة إلَّا في كتاب «نُزهة المُشتاق في اختراق الآفاق» للإدريسي الذي عاش بعد الفتح بنحو خمسة قرون.[132] وكذلك مسألة خطبته التي قالها قبل معركة وادي لكة، إذ هُناك شك في نسبتها إلى طارق، نظرًا لأنها لم ترد في أقدم المصادر العربيَّة التي تناولت فتح الأندلُس وهي كتاب «فُتُوح مصر والمغرب» لابن عبد الحكم أو فُتُوح البُلدان لِلبلاذري، كما لم يذكرها ابن الأثير ولا ابن خلدون، وذكرها المُقري دون أن يذكر عمَّن نقلها.[133]
- عزم مُوسى بن نُصير فتح أوروپَّا: زعم بعض المُؤرخين أنَّ مُوسى بن نُصير كان ينوي بعد فتحه شمالي الأندلُس أن يقطع جبال البرتات إلى بلاد الفرنجة لِيعود والشاطئ الشمالي لِلبحر المُتوسِّط مارًّا بِإيطاليا واليونان وآسيا الصُغرى حتَّى يصل إلى الشَّام.[134][135] ويقول المُؤرخون المُعاصرون أنَّهُ لا ريب في أنَّ عزم مُوسى بن نُصير على مثل هذه المُغامرة، لو صحَّت الرواية، يدُل على جهله بِطبيعة البلاد التي كان عليه أن يمُرَّ بها وبِأحوالها السياسيَّة.[136]
- الخِلاف بين مُوسى بن نُصير وطارق بن زياد: تذكر الكثير من الروايات التاريخيَّة الإسلاميَّة أنَّ خلافًا حصل بين مُوسى بن نُصير وطارق بن زياد أثناء سير عمليَّات الفُتُوح، وتُرجعُ أمر الخِلاف إلى حسدٍ دبَّ في نفس مُوسى بن نُصير على مولاه طارق بِفعل ما حقَّقهُ من نجاح، ويجمع المُؤرخون المُسلمون القُدماء أنَّ مُوسى بن نُصير خرج من القيروان مغيظًا على طارق،[137] وعلى أنَّ توغُّل الأخير بِالفتح في بلادٍ مجهولة قد غمَّه.[84] ويذكُر ابن عبد الحكم (المُتوفى سنة 257هـ المُوافقة لِسنة 871م) أنَّ مُوسى أخذ طارقًا فشدَّ وثاقه وهمَّ بِقتله، ويذكر صاحب كتاب «أخبار مجموعة» أنَّ مُوسى بن نُصير وضع السوط على رأس طارق بن زياد ووبَّخهُ فيما كان من خِلاف رأيه، وأمَّا ابن الأثير فجمع ذلك وتردد في روايته، ثُمَّ قال أنَّ مُوسى حبس طارقًا وفق بعض الآراء ولم يحبسه وفق آراءٍ أُخرى، وأنَّهُ لمَّا قابله ضربه بِالسوط على رأسه ووبَّخهُ بِسبب مُخالفته أوامره.[138] كما قيل بأنَّهُ طالبه بِالأموال والنفائس التي استولى عليها.[101] يرى المُؤرخون العرب والمُسلمون المُعاصرون أنَّ هذه الروايات مُبالغٌ فيها وأنها نظرت إلى مشروع الفتح الضخم من زاويةٍ شخصيَّةٍ ضيِّقةٍ، إذ ممَّا لا شكَّ فيه أنَّ كلا القائدين اهتمَّ بِمصلحة المُسلمين العُليا وسلامة أرواحهم قبل أي شيءٍ آخر، كما أنَّ مُوسى بن نُصير لم يُغمط حق طارق في الفتح أو يُقلل من شأنه، وإنما اعترف لهُ بِمكانته، وكان يكُنُّ لهُ كُل محبَّة وتقدير من واقع مُخاطبته إيَّاه بِأنَّ الخليفة الوليد لا بُد وأنَّهُ سيمنحهُ الأندلُس لِيكون واليًا عليها، كما أنَّهُ لم يُبعده عن مسرح الأحداث، وإنما اشترك معهُ في إتمام الرسالة، وهي فتح ما تبقَّى من أقاليم في الأندلُس ونشر الإسلام في رُبوعها.[139]
- قصَّة اغتصاب ابنة يُليان: الكثير من المصادر الحديثة الغربيَّة عُمومًا والإسپانيَّة خُصوصًا لا تميل إلى الأخذ بِالرواية القائلة أنَّ اغتصاب لُذريق لابنة يُليان قد يدفعهُ لِخيانة مملكة القوط ودفع المُسلمين إلى غزوها، وقد فنَّد الأدب المسيحي الأوروپي المُتأخِّر هذه الرواية مُعتبرًا أنَّهُ بحال كان لُذريق يرتبطُ فعلًا بِصداقة آل غيطشة وينقم على لُذريق بِوصفه مُغتصب السُلطة، فكيف يُعقل أن يُرسل ابنته إلى بلاط عدوُّه؟[ْ 31] يتفق الكثير من المُؤرخين المُسلمين المُعاصرين مع المُؤرخين الغربيين على أنَّ تلك القصة يُحتمل أن تكون مُلفقة، وسندهُم في ذلك أنَّها روايةٌ تُشبه رواية ابنة قيصر الروم مع امرؤ القيس عندما ذهب الأخير إلى الإمبراطور البيزنطي يستنجد به ويطلب منه جيشًا يُحاربُ به بني أسد، فأحبَّ ابنتهُ واتصَّل بها، فغيظ الإمبراطور وأهدى امرؤ القيس حلَّة مسمومة تقرَّح منها جسدهُ ومات.[140] فواضعُ القصتين عربيٌّ مُسلم نظر إلى الموضوع من وجهة نظر البيئة الشرقيَّة البدويَّة العربيَّة الإسلاميَّة، بينما يُوضحُ التاريخ أنَّ الفسق والفُجُور كانا سائدين في بلاد الروم وبلاد القوط إلى درجة أنَّ مثل هذا الحادث - لو حدث فعلًا - لما أمكن أن يُثير في أيَّامه مثل الضجَّة المذكورة ولا أن يهُز وجدان الذين يمسَّهُم حُدوثه مثل هذه الهزَّة. أضف إلى ذلك أنَّ المُسلمين كانوا يبغون الجهاد ونشر الإسلام من البداية، ولا يُعقل أن يكون فتحهم لِلأندلُس نتيجة غضبة لِرجُل، كائنًا من كان ذلك الرجل.[141]
- العُثُور على مائدة سُليمان بن داود: أشارت عدَّة مصادر إسلاميَّة وإفرنجيَّة أنَّ طارق بن زياد عثر في قلعة تبعد مسيرة يومين من طُليطلة تُدعى «قلعة فراس» على مائدةٍ من ذهب مُكلَّلة بِالدُر والياقوت وضُروب الجواهر، وكانت مُطوَّقة بِثلاث أطواق: طوق من ياقوت وطوق من زبرجد وطوق من لؤلؤ، وقيل لهُ - وفق تلك الروايات - أنَّ المائدة وصلت إلى طُليطلة بعد أن غزا الرومان بيت المقدس وحملوا ما كان فيها من مكارم الأنبياء إلى روما، فحمل أساقفة النصارى مائدة النبي سُليمان بن داود إلى مدينة الإسكندريَّة، فلمَّا غزا عمرو بن العاص مصر هربوا بها إلى مدينة طرابُلس، فلمَّا نزل عمرو بن العاص لبده هرب بها الروم إلى قرطاج، ولمَّا دخل المُسلمون إفريقية هربوا بها إلى طُليطلة. فأمر طارق بن زياد بزبرجتها وقلع رجلًا من أرجُلها بما هي مُكلَّلة بِالدُر والياقوت وعمل لها رجلًا غيرها.[142] بِالمُقابل يعتبر المُؤرخون المُعاصرون أنَّ ما عثر عليه طارق بن زياد في الواقع لم يكن سوى مقرأة يُوضع عليها الإنجيل مفتوحًا لِقراءته، أو مذبحًا لِكنيسة طُليطلة حُمل إلى ذلك المكان من قِبل القساوسة الفارين، ثُمَّ اضطرُّوا إلى تركه عند قلعة فراس حين شعروا باقتراب المُسلمين.[143]

### باللُغة العربيَّة
1. ↑  شكيب أرسلان. الحلل السندسية في الأخبار والآثار الأندلسية (ط. 1). دار الكتب العلمية - بيروت. ج. 1. ص. 305. مؤرشف من الأصل في 2023-12-14.
2. ↑  شكيب أرسلان (1350 هـ). الارتسامات اللطاف في خاطر الحاج إلى أقدس مطاف (ط. 1). مطبعة المنار بمصر. ج. 1. ص. 200. مؤرشف من الأصل في 2023-12-14. {{استشهاد بكتاب}}: تحقق من التاريخ في: |تاريخ= (مساعدة)
3. ↑  ابن الشبَّاط، مُحمَّد بن علي المصري التوزري؛ تحقيق: أحمد مُختار العبادي (1967). وصف الأندلُس وصقليَّة، المُجلَّد 14. مدريد - إسپانيا: معهد الدراسات الإسلاميَّة. ص. 102. {{استشهاد بكتاب}}: تحقق من التاريخ في: |سنة= (مساعدة)
4. ↑  المُرَّاكشي، عبدُ الواحد بن عليّ؛ تحقيق: خليل عُمر المنصور (1998). المعجب في تلخيص أخبار المغرب (ط. الأولى). بيروت - لُبنان: دار الكُتُب العلميَّة. ص. 6. {{استشهاد بكتاب}}: تحقق من التاريخ في: |سنة= (مساعدة)
5. ↑  المُقري التلمساني، أبو العبَّاس أحمد بن مُحمَّد؛ تحقيق: مريم قاسم طويل ويُوسُف علي طويل (1995). نفح الطيب من غصن الأندلس الرطيب، الجُزء الأوَّل (ط. الأولى). بيروت - لُبنان: دار الكُتُب العلميَّة. ص. 137 - 138. {{استشهاد بكتاب}}: تحقق من التاريخ في: |سنة= (مساعدة)
6. ↑  العدوي، إبراهيم أحمد (1960). المُسلمون والجرمان، الإسلام في غرب البحر المُتوسِّط (ط. الأولى). القاهرة - مصر: دار المعرفة. ص. 111. {{استشهاد بكتاب}}: تحقق من التاريخ في: |سنة= (مساعدة)
7. ↑  المُقري التلمساني، أبو العبَّاس أحمد بن مُحمَّد؛ تحقيق: مريم قاسم طويل ويُوسُف علي طويل (1995). نفح الطيب من غصن الأندلس الرطيب، الجُزء الثاني (ط. الأولى). بيروت - لُبنان: دار الكُتُب العلميَّة. ص. 129. {{استشهاد بكتاب}}: تحقق من التاريخ في: |سنة= (مساعدة)
8. ↑  طقّوش، مُحمَّد سُهيل (1431هـ - 2010م). تاريخ المُسلمين في الأندلُس: 91 - 897هـ \ 710 - 1492م (ط. الثالثة). بيروت - لُبنان: دار النفائس. ص. 16. ISBN:9789953184128. {{استشهاد بكتاب}}: تحقق من التاريخ في: |سنة= (مساعدة)
9. ↑  طقّوش، مُحمَّد سُهيل (1431هـ - 2010م). تاريخ المُسلمين في الأندلُس: 91 - 897هـ \ 710 - 1492م (ط. الثالثة). بيروت - لُبنان: دار النفائس. ص. 19 - 20. ISBN:9789953184128. {{استشهاد بكتاب}}: تحقق من التاريخ في: |سنة= (مساعدة)
10. ↑  پروڤنسال، إڤاريست ليڤي؛ ترجمة: علي عبدُ الرءوف البمبي وعلي إبراهيم منوفي والسيِّد عبد الظاهر عبد الله (2000). تاريخ أسبانيا الإسلاميَّة من الفتح إلى سُقُوط الخِلافة القُرطُبيَّة (ط. الثالثة). القاهرة - مصر: المجلس الأعلى لِلثقافة. ص. 46. مؤرشف من الأصل في 2016-01-29.
11. ↑  ابن القوطيَّة، أبو بكر مُحمَّد بن عُمر القُرطُبي؛ تحقيق: إبراهيم الإبياري (1410هـ - 1989م). تاريخ افتتاح الأندلُس (ط. الثانية). بيروت - لُبنان: دار الكتاب اللُبناني. ص. 73. مؤرشف من الأصل في 16 أبريل 2016. {{استشهاد بكتاب}}: تحقق من التاريخ في: |سنة= (مساعدة)
12. 1 2 3 4 5  مُؤلِّف مجهول؛ تحقيق: إبراهيم الإبياري (1410هـ - 1989م). أخبار مجموعة في فتح الأندلُس وذكر أُمرائها رحمهم الله والحروب الواقعة بها بينهم (PDF) (ط. الثانية). بيروت - لُبنان: دار الكتاب اللُبناني. ص. 7. مؤرشف من الأصل (PDF) في 9 يناير 2020. {{استشهاد بكتاب}}: تحقق من التاريخ في: |سنة= (مساعدة)
13. ↑  ابن عذاري، أبو العبَّاس أحمد بن مُحمَّد المُرَّاكشي؛ تحقيق: بشَّار عوَّاد معروف ومحمود بشَّار عواد (1434هـ - 2013م). البيان المُغِّرب في أخبار الأندلس والمغرب، الجُزء الثاني (PDF) (ط. الأولى). تُونُس العاصمة - تُونُس: دار الغرب الإسلامي. ص. 3. مؤرشف من الأصل (PDF) في 9 يناير 2020. {{استشهاد بكتاب}}: تحقق من التاريخ في: |سنة= (مساعدة)
14. ↑  طقّوش، مُحمَّد سُهيل (1431هـ - 2010م). تاريخ المُسلمين في الأندلُس: 91 - 897هـ \ 710 - 1492م (ط. الثالثة). بيروت - لُبنان: دار النفائس. ص. 21. ISBN:9789953184128. {{استشهاد بكتاب}}: تحقق من التاريخ في: |سنة= (مساعدة)
15. ↑  اناس (27 كانون الأوَّل (ديسمبر) 2014). "دراسة في فتح الأندلس". أندلُسي. مؤرشف من الأصل في 11 أبريل 2018. اطلع عليه بتاريخ 19 أيلول (سپتمبر) 2016. {{استشهاد ويب}}: تحقق من التاريخ في: |تاريخ الوصول= و|تاريخ= (مساعدة)
16. ↑  طقّوش، مُحمَّد سُهيل (1431هـ - 2010م). تاريخ المُسلمين في الأندلُس: 91 - 897هـ \ 710 - 1492م (ط. الثالثة). بيروت - لُبنان: دار النفائس. ص. 22. ISBN:9789953184128. {{استشهاد بكتاب}}: تحقق من التاريخ في: |سنة= (مساعدة)
17. ↑  طقّوش، مُحمَّد سُهيل (1431هـ - 2010م). تاريخ المُسلمين في الأندلُس: 91 - 897هـ \ 710 - 1492م (ط. الثالثة). بيروت - لُبنان: دار النفائس. ص. 23 - 24. ISBN:9789953184128. {{استشهاد بكتاب}}: تحقق من التاريخ في: |سنة= (مساعدة)
18. ↑  دوزي، رينهارت؛ ترجمة وتحقيق: حسن حبشي (1998). المُسلمون في الأندلُس، الجُزء الأوَّل: المسيحيُّون والمولَّدون (ط. الأولى). القاهرة - مصر: الهيئة المصريَّة العامَّة لِلكتاب. ص. 27 و35 - 36. {{استشهاد بكتاب}}: تحقق من التاريخ في: |سنة= (مساعدة)
19. ↑  دوزي، رينهارت؛ ترجمة وتحقيق: حسن حبشي (1998). المُسلمون في الأندلُس، الجُزء الأوَّل: المسيحيُّون والمولَّدون (ط. الأولى). القاهرة - مصر: الهيئة المصريَّة العامَّة لِلكتاب. ص. 28. {{استشهاد بكتاب}}: تحقق من التاريخ في: |سنة= (مساعدة)
20. ↑  طقّوش، مُحمَّد سُهيل (1431هـ - 2010م). تاريخ المُسلمين في الأندلُس: 91 - 897هـ \ 710 - 1492م (ط. الثالثة). بيروت - لُبنان: دار النفائس. ص. 25. ISBN:9789953184128. {{استشهاد بكتاب}}: تحقق من التاريخ في: |سنة= (مساعدة)
21. ↑  دوزي، رينهارت؛ ترجمة وتحقيق: حسن حبشي (1998). المُسلمون في الأندلُس، الجُزء الأوَّل: المسيحيُّون والمولَّدون (ط. الأولى). القاهرة - مصر: الهيئة المصريَّة العامَّة لِلكتاب. ص. 29 - 30. {{استشهاد بكتاب}}: تحقق من التاريخ في: |سنة= (مساعدة)
22. ↑  الآريوسيَّة، الموسوعة العربيَّة المسيحيَّة، 21 تشرين الثاني (نوڤمبر) 2010. نسخة محفوظة 04 يناير 2017 على موقع واي باك مشين.
23. ↑  شانيدلين، ريموند؛ تحرير: الدكتورة سلمى الخضراء الجيُّوسي (1999). الحضارة العربيَّة الإسلاميَّة في الأندلس، الجُزء الأوَّل (ط. الثانية). بيروت - لُبنان: مركز دراسات الوحدة العربية. ص. 302. {{استشهاد بكتاب}}: تحقق من التاريخ في: |سنة= (مساعدة)
24. ↑  طقُّوش، مُحمَّد سُهيل (1431هـ - 2010م). تاريخ الدولة الأُمويَّة (ط. السابعة). بيروت - لُبنان: دار النفائس. ص. 116. ISBN:9789953183978. {{استشهاد بكتاب}}: تحقق من التاريخ في: |سنة= (مساعدة)
25. ↑  طقّوش، مُحمَّد سُهيل (1431هـ - 2010م). تاريخ المُسلمين في الأندلُس: 91 - 897هـ \ 710 - 1492م (ط. الثالثة). بيروت - لُبنان: دار النفائس. ص. 32. ISBN:9789953184128. {{استشهاد بكتاب}}: تحقق من التاريخ في: |سنة= (مساعدة)
26. ↑  مُحمَّد، نبيلة حسن (1983). مُحاضرات في تاريخ المغرب والأندلُس. بيروت - لُبنان: مكتبة كريديَّة إخوان. ص. 74 - 75. {{استشهاد بكتاب}}: تحقق من التاريخ في: |سنة= (مساعدة)
27. ↑  ابن القوطيَّة، أبو بكر مُحمَّد بن عُمر القُرطُبي؛ تحقيق: إبراهيم الإبياري (1410هـ - 1989م). تاريخ افتتاح الأندلُس (ط. الثانية). بيروت - لُبنان: دار الكتاب اللُبناني. ص. 74. مؤرشف من الأصل في 16 أبريل 2016. {{استشهاد بكتاب}}: تحقق من التاريخ في: |سنة= (مساعدة)
28. 1 2  ابن عذاري، أبو العبَّاس أحمد بن مُحمَّد المُرَّاكشي؛ تحقيق: بشَّار عوَّاد معروف ومحمود بشَّار عواد (1434هـ - 2013م). البيان المُغِّرب في أخبار الأندلس والمغرب، الجُزء الثاني (PDF) (ط. الأولى). تُونُس العاصمة - تُونُس: دار الغرب الإسلامي. ص. 7. مؤرشف من الأصل (PDF) في 9 يناير 2020. {{استشهاد بكتاب}}: تحقق من التاريخ في: |سنة= (مساعدة)
29. ↑  طقّوش، مُحمَّد سُهيل (1431هـ - 2010م). تاريخ المُسلمين في الأندلُس: 91 - 897هـ \ 710 - 1492م (ط. الثالثة). بيروت - لُبنان: دار النفائس. ص. 33. ISBN:9789953184128. {{استشهاد بكتاب}}: تحقق من التاريخ في: |سنة= (مساعدة)
30. ↑  ابن عبد الحكم، أبو القاسم عبدُ الرحمٰن بن عبد الله عبدُ الحكم بن أعيُن القُرشيّ المصريّ؛ تحقيق: مُحمَّد الحُجيري (1416هـ - 1996م). فُتُوح مصر وأخبارها (ط. الأولى). بيروت - لُبنان: دار الفكر. ص. 205. {{استشهاد بكتاب}}: تحقق من التاريخ في: |سنة= (مساعدة)
31. ↑  مُؤلِّف مجهول؛ تحقيق: إبراهيم الإبياري (1410هـ - 1989م). أخبار مجموعة في فتح الأندلُس وذكر أُمرائها رحمهم الله والحروب الواقعة بها بينهم (PDF) (ط. الثانية). بيروت - لُبنان: دار الكتاب اللُبناني. ص. 5. مؤرشف من الأصل (PDF) في 9 يناير 2020. {{استشهاد بكتاب}}: تحقق من التاريخ في: |سنة= (مساعدة)
32. ↑  ابن القوطيَّة، أبو بكر مُحمَّد بن عُمر القُرطُبي؛ تحقيق: إبراهيم الإبياري (1410هـ - 1989م). تاريخ افتتاح الأندلُس (ط. الثانية). بيروت - لُبنان: دار الكتاب اللُبناني. ص. 76 - 77. مؤرشف من الأصل في 16 أبريل 2016. {{استشهاد بكتاب}}: تحقق من التاريخ في: |سنة= (مساعدة)
33. ↑  طقّوش، مُحمَّد سُهيل (1431هـ - 2010م). تاريخ المُسلمين في الأندلُس: 91 - 897هـ \ 710 - 1492م (ط. الثالثة). بيروت - لُبنان: دار النفائس. ص. 33 - 34. ISBN:9789953184128. {{استشهاد بكتاب}}: تحقق من التاريخ في: |سنة= (مساعدة)
34. ↑  پروڤنسال، إڤاريست ليڤي؛ ترجمة: علي عبدُ الرءوف البمبي وعلي إبراهيم منوفي والسيِّد عبد الظاهر عبد الله (2000). تاريخ أسبانيا الإسلاميَّة من الفتح إلى سُقُوط الخِلافة القُرطُبيَّة (ط. الثالثة). القاهرة - مصر: المجلس الأعلى لِلثقافة. ص. 47. مؤرشف من الأصل في 2016-01-29.
35. 1 2 3  ابن الأثير الجزري، عزُّ الدين أبي الحسن عليّ بن أبي الكرم الشيباني؛ تحقيق: أبو الفداء عبدُ الله القاضي (1407هـ - 1987م). الكامل في التاريخ، الجُزء الرابع (ط. الأولى). بيروت - لُبنان: دار الكُتب العلميَّة. ص. 446. {{استشهاد بكتاب}}: تحقق من التاريخ في: |سنة= (مساعدة)
36. 1 2  ابن عذاري، أبو العبَّاس أحمد بن مُحمَّد المُرَّاكشي؛ تحقيق: بشَّار عوَّاد معروف ومحمود بشَّار عواد (1434هـ - 2013م). البيان المُغِّرب في أخبار الأندلس والمغرب، الجُزء الثاني (PDF) (ط. الأولى). تُونُس العاصمة - تُونُس: دار الغرب الإسلامي. ص. 6. مؤرشف من الأصل (PDF) في 9 يناير 2020. {{استشهاد بكتاب}}: تحقق من التاريخ في: |سنة= (مساعدة)
37. ↑  بيضون، إبراهيم (1979). ملامح التيَّارات السياسيَّة في القرن الأوَّل الهجري (ط. الأولى). بيروت - لُبنان: دار النهضة العربيَّة. ص. 296 - 297. {{استشهاد بكتاب}}: تحقق من التاريخ في: |سنة= (مساعدة)
38. ↑  مُؤلِّف مجهول؛ تحقيق: إبراهيم الإبياري (1410هـ - 1989م). أخبار مجموعة في فتح الأندلُس وذكر أُمرائها رحمهم الله والحروب الواقعة بها بينهم (PDF) (ط. الثانية). بيروت - لُبنان: دار الكتاب اللُبناني. ص. 6. مؤرشف من الأصل (PDF) في 9 يناير 2020. {{استشهاد بكتاب}}: تحقق من التاريخ في: |سنة= (مساعدة)
39. ↑  ابن عذاري، أبو العبَّاس أحمد بن مُحمَّد المُرَّاكشي؛ تحقيق: بشَّار عوَّاد معروف ومحمود بشَّار عواد (1434هـ - 2013م). البيان المُغِّرب في أخبار الأندلس والمغرب، الجُزء الثاني (PDF) (ط. الأولى). تُونُس العاصمة - تُونُس: دار الغرب الإسلامي. ص. 5. مؤرشف من الأصل (PDF) في 9 يناير 2020. {{استشهاد بكتاب}}: تحقق من التاريخ في: |سنة= (مساعدة)
40. ↑  ابن الأثير الجزري، عزُّ الدين أبي الحسن عليّ بن أبي الكرم الشيباني؛ تحقيق: أبو الفداء عبدُ الله القاضي (1407هـ - 1987م). الكامل في التاريخ، الجُزء الرابع (ط. الأولى). بيروت - لُبنان: دار الكُتب العلميَّة. ص. 444. {{استشهاد بكتاب}}: تحقق من التاريخ في: |سنة= (مساعدة)
41. ↑  ابن عبد الحكم، أبو القاسم عبدُ الرحمٰن بن عبد الله عبدُ الحكم بن أعيُن القُرشيّ المصريّ؛ تحقيق: مُحمَّد الحُجيري (1416هـ - 1996م). فُتُوح مصر وأخبارها (ط. الأولى). بيروت - لُبنان: دار الفكر. ص. 204. {{استشهاد بكتاب}}: تحقق من التاريخ في: |سنة= (مساعدة)
42. ↑  الحميري، أبو عبد الله محمد بن عبد الله بن عبد المنعم؛ تحقيق: إحسان عبَّاس (1980). الروض المعطار في خبر الأقطار (ط. الثانية). بيروت - لُبنان: مؤسسة ناصر للثقافة. ص. 9. مؤرشف من الأصل في 15 مايو 2019. اطلع عليه بتاريخ أكتوبر 2020. {{استشهاد بكتاب}}: تحقق من التاريخ في: |تاريخ الوصول= و|سنة= (مساعدة)
43. ↑  بيضون، إبراهيم (1986). تاريخ الدولة العربيَّة في إسبانية من الفتح حتَّى سُقُوط الخِلافة (ط. الثالثة). بيروت - لُبنان: دار النهضة العربيَّة. ص. 70 - 71. {{استشهاد بكتاب}}: تحقق من التاريخ في: |سنة= (مساعدة)
44. ↑  طقّوش، مُحمَّد سُهيل (1431هـ - 2010م). تاريخ المُسلمين في الأندلُس: 91 - 897هـ \ 710 - 1492م (ط. الثالثة). بيروت - لُبنان: دار النفائس. ص. 36. ISBN:9789953184128. {{استشهاد بكتاب}}: تحقق من التاريخ في: |سنة= (مساعدة)
45. ↑  مُؤنس، حُسين (1429هـ - 2008م). فجر الأندلس: دراسة في تاريخ الأندلس من الفتح الإسلامي إلى قيام الدولة الأموية 711-756م (ط. الرابعة). القاهرة - مصر: دار الرشاد. ص. 130. مؤرشف من الأصل في 11 يناير 2020. {{استشهاد بكتاب}}: تحقق من التاريخ في: |سنة= (مساعدة)
46. ↑  ابن الأثير الجزري، عزُّ الدين أبي الحسن عليّ بن أبي الكرم الشيباني؛ تحقيق: أبو الفداء عبدُ الله القاضي (1407هـ - 1987م). الكامل في التاريخ، الجُزء الرابع (ط. الأولى). بيروت - لُبنان: دار الكُتب العلميَّة. ص. 445. {{استشهاد بكتاب}}: تحقق من التاريخ في: |سنة= (مساعدة)
47. ↑  فرُّوخ، عُمر (1378هـ - 1959م). العرب والإسلام في الحوض  الغربي من البحر الأبيض المُتوسِّط (ط. الأولى). بيروت - لُبنان: منشورات المكتب التجاري. ص. 84. {{استشهاد بكتاب}}: تحقق من التاريخ في: |سنة= (مساعدة)
48. ↑  البلاذريّ، أحمد بن يحيى بن جابر بن داود (1988م). فُتوح البُلدان، الجزء الأوَّل. بيروت - لُبنان: دار ومكتبة الهلال. ص. 231. {{استشهاد بكتاب}}: تحقق من التاريخ في: |سنة= (مساعدة)
49. ↑  طقّوش، مُحمَّد سُهيل (1431هـ - 2010م). تاريخ المُسلمين في الأندلُس: 91 - 897هـ \ 710 - 1492م (ط. الثالثة). بيروت - لُبنان: دار النفائس. ص. 37. ISBN:9789953184128. {{استشهاد بكتاب}}: تحقق من التاريخ في: |سنة= (مساعدة)
50. ↑  الحميري، أبو عبد الله محمد بن عبد الله بن عبد المنعم؛ تحقيق: إحسان عبَّاس (1980). الروض المعطار في خبر الأقطار (ط. الثانية). بيروت - لُبنان: مؤسسة ناصر للثقافة. ص. 2. مؤرشف من الأصل في 15 مايو 2019. اطلع عليه بتاريخ أكتوبر 2020. {{استشهاد بكتاب}}: تحقق من التاريخ في: |تاريخ الوصول= و|سنة= (مساعدة)
51. 1 2  مُؤلِّف مجهول؛ تحقيق: إبراهيم الإبياري (1410هـ - 1989م). أخبار مجموعة في فتح الأندلُس وذكر أُمرائها رحمهم الله والحروب الواقعة بها بينهم (PDF) (ط. الثانية). بيروت - لُبنان: دار الكتاب اللُبناني. ص. 8. مؤرشف من الأصل (PDF) في 9 يناير 2020. {{استشهاد بكتاب}}: تحقق من التاريخ في: |سنة= (مساعدة)
52. ↑  ابن خلدون، أبو زيد وليُّ الدين عبدُ الرحمٰن بن مُحمَّد الحضرمي الإشبيلي؛ تحقيق: خليل شحادة (1408هـ - 1988م). كتاب العبر وديوان المبتدأ والخبر في تاريخ العرب والبربر ومن عاصرهم من ذوي الشأن الأكبر (الجُزء الرابع) (ط. الثانية). بيروت - لُبنان: دار الفكر. ص. 117. مؤرشف من الأصل في 4 مايو 2019. اطلع عليه بتاريخ 27 كانون الأوَّل (ديسمبر) 2015م. {{استشهاد بكتاب}}: تحقق من التاريخ في: |تاريخ الوصول= و|سنة= (مساعدة)
53. ↑  ابن الشبَّاط، مُحمَّد بن علي المصري التوزري؛ تحقيق: أحمد مُختار العبادي (1967). وصف الأندلُس وصقليَّة، المُجلَّد 14. مدريد - إسپانيا: معهد الدراسات الإسلاميَّة. ص. 106. {{استشهاد بكتاب}}: تحقق من التاريخ في: |سنة= (مساعدة)
54. ↑  ابن القوطيَّة، أبو بكر مُحمَّد بن عُمر القُرطُبي؛ تحقيق: إبراهيم الإبياري (1410هـ - 1989م). تاريخ افتتاح الأندلُس (ط. الثانية). بيروت - لُبنان: دار الكتاب اللُبناني. ص. 76. مؤرشف من الأصل في 16 أبريل 2016. {{استشهاد بكتاب}}: تحقق من التاريخ في: |سنة= (مساعدة)
55. ↑  ابن القوطيَّة، أبو بكر مُحمَّد بن عُمر القُرطُبي؛ تحقيق: إبراهيم الإبياري (1410هـ - 1989م). تاريخ افتتاح الأندلُس (ط. الثانية). بيروت - لُبنان: دار الكتاب اللُبناني. ص. 138 - 139. مؤرشف من الأصل في 16 أبريل 2016. {{استشهاد بكتاب}}: تحقق من التاريخ في: |سنة= (مساعدة)
56. ↑  العدوي، إبراهيم أحمد (1960). المُسلمون والجرمان، الإسلام في غرب البحر المُتوسِّط (ط. الأولى). القاهرة - مصر: دار المعرفة. ص. 86. {{استشهاد بكتاب}}: تحقق من التاريخ في: |سنة= (مساعدة)
57. ↑  مُؤلِّف مجهول؛ تحقيق: إبراهيم الإبياري (1410هـ - 1989م). أخبار مجموعة في فتح الأندلُس وذكر أُمرائها رحمهم الله والحروب الواقعة بها بينهم (PDF) (ط. الثانية). بيروت - لُبنان: دار الكتاب اللُبناني. ص. 7 و9. مؤرشف من الأصل (PDF) في 9 يناير 2020. {{استشهاد بكتاب}}: تحقق من التاريخ في: |سنة= (مساعدة)
58. ↑  الحميري، أبو عبد الله محمد بن عبد الله بن عبد المنعم؛ تحقيق: إحسان عبَّاس (1980). الروض المعطار في خبر الأقطار (ط. الثانية). بيروت - لُبنان: مؤسسة ناصر للثقافة. ص. 169. مؤرشف من الأصل في 15 مايو 2019. اطلع عليه بتاريخ أكتوبر 2020. {{استشهاد بكتاب}}: تحقق من التاريخ في: |تاريخ الوصول= و|سنة= (مساعدة)
59. ↑  پروڤنسال، إڤاريست ليڤي؛ ترجمة: علي عبدُ الرءوف البمبي وعلي إبراهيم منوفي والسيِّد عبد الظاهر عبد الله (2000). تاريخ أسبانيا الإسلاميَّة من الفتح إلى سُقُوط الخِلافة القُرطُبيَّة (ط. الثالثة). القاهرة - مصر: المجلس الأعلى لِلثقافة. ص. 52 - 54. مؤرشف من الأصل في 2016-01-29.
60. ↑  الصوفي، خالد (1980). تاريخ العرب في الأندلُس: الفتح وعصر الوُلاة 92-138هـ، 711-756م (ط. الأولى). بنغازي - ليبيا: منشورات جامعة قاريونس. ص. 110. {{استشهاد بكتاب}}: تحقق من التاريخ في: |سنة= (مساعدة)
61. ↑  ابن عذاري، أبو العبَّاس أحمد بن مُحمَّد المُرَّاكشي؛ تحقيق: بشَّار عوَّاد معروف ومحمود بشَّار عواد (1434هـ - 2013م). البيان المُغِّرب في أخبار الأندلس والمغرب، الجُزء الثاني (PDF) (ط. الأولى). تُونُس العاصمة - تُونُس: دار الغرب الإسلامي. ص. 8. مؤرشف من الأصل (PDF) في 9 يناير 2020. {{استشهاد بكتاب}}: تحقق من التاريخ في: |سنة= (مساعدة)
62. ↑  عبد المنع، عبدُ الفتَّاح (الأحد 10 تمُّوز (يوليو) 2016). "لماذا سقطت الأندلس؟". جريدة اليوم السابع. مؤرشف من الأصل في 15 مارس 2017. اطلع عليه بتاريخ 26 أيلول (سپتمبر) 2016. {{استشهاد ويب}}: تحقق من التاريخ في: |تاريخ الوصول= و|تاريخ= (مساعدة)
63. ↑  المُقري التلمساني، أبو العبَّاس أحمد بن مُحمَّد؛ تحقيق: مريم قاسم طويل ويُوسُف علي طويل (1995). نفح الطيب من غصن الأندلس الرطيب، الجُزء الأوَّل (ط. الأولى). بيروت - لُبنان: دار الكُتُب العلميَّة. ص. 121. {{استشهاد بكتاب}}: تحقق من التاريخ في: |سنة= (مساعدة)
64. 1 2  ابن الشبَّاط، مُحمَّد بن علي المصري التوزري؛ تحقيق: أحمد مُختار العبادي (1967). وصف الأندلُس وصقليَّة، المُجلَّد 14. مدريد - إسپانيا: معهد الدراسات الإسلاميَّة. ص. 107. {{استشهاد بكتاب}}: تحقق من التاريخ في: |سنة= (مساعدة)
65. 1 2 3  ابن القوطيَّة، أبو بكر مُحمَّد بن عُمر القُرطُبي؛ تحقيق: إبراهيم الإبياري (1410هـ - 1989م). تاريخ افتتاح الأندلُس (ط. الثانية). بيروت - لُبنان: دار الكتاب اللُبناني. ص. 77. مؤرشف من الأصل في 16 أبريل 2016. {{استشهاد بكتاب}}: تحقق من التاريخ في: |سنة= (مساعدة)
66. ↑  بيضون، إبراهيم (1986). تاريخ الدولة العربيَّة في إسبانية من الفتح حتَّى سُقُوط الخِلافة (ط. الثالثة). بيروت - لُبنان: دار النهضة العربيَّة. ص. 75. {{استشهاد بكتاب}}: تحقق من التاريخ في: |سنة= (مساعدة)
67. ↑  طقّوش، مُحمَّد سُهيل (1431هـ - 2010م). تاريخ المُسلمين في الأندلُس: 91 - 897هـ \ 710 - 1492م (ط. الثالثة). بيروت - لُبنان: دار النفائس. ص. 43. ISBN:9789953184128. {{استشهاد بكتاب}}: تحقق من التاريخ في: |سنة= (مساعدة)
68. ↑  العدوي، إبراهيم أحمد (1960). المُسلمون والجرمان، الإسلام في غرب البحر المُتوسِّط (ط. الأولى). القاهرة - مصر: دار المعرفة. ص. 131 - 132. {{استشهاد بكتاب}}: تحقق من التاريخ في: |سنة= (مساعدة)
69. ↑  ابن عذاري، أبو العبَّاس أحمد بن مُحمَّد المُرَّاكشي؛ تحقيق: بشَّار عوَّاد معروف ومحمود بشَّار عواد (1434هـ - 2013م). البيان المُغِّرب في أخبار الأندلس والمغرب، الجُزء الثاني (PDF) (ط. الأولى). تُونُس العاصمة - تُونُس: دار الغرب الإسلامي. ص. 12. مؤرشف من الأصل (PDF) في 9 يناير 2020. {{استشهاد بكتاب}}: تحقق من التاريخ في: |سنة= (مساعدة)
70. ↑  مُؤلِّف مجهول؛ تحقيق: إبراهيم الإبياري (1410هـ - 1989م). أخبار مجموعة في فتح الأندلُس وذكر أُمرائها رحمهم الله والحروب الواقعة بها بينهم (PDF) (ط. الثانية). بيروت - لُبنان: دار الكتاب اللُبناني. ص. 10 - 12. مؤرشف من الأصل (PDF) في 9 يناير 2020. {{استشهاد بكتاب}}: تحقق من التاريخ في: |سنة= (مساعدة)
71. ↑  ابن عذاري، أبو العبَّاس أحمد بن مُحمَّد المُرَّاكشي؛ تحقيق: بشَّار عوَّاد معروف ومحمود بشَّار عواد (1434هـ - 2013م). البيان المُغِّرب في أخبار الأندلس والمغرب، الجُزء الثاني (PDF) (ط. الأولى). تُونُس العاصمة - تُونُس: دار الغرب الإسلامي. ص. 9 - 10. مؤرشف من الأصل (PDF) في 9 يناير 2020. {{استشهاد بكتاب}}: تحقق من التاريخ في: |سنة= (مساعدة)
72. ↑  ابن عذاري، أبو العبَّاس أحمد بن مُحمَّد المُرَّاكشي؛ تحقيق: بشَّار عوَّاد معروف ومحمود بشَّار عواد (1434هـ - 2013م). البيان المُغِّرب في أخبار الأندلس والمغرب، الجُزء الثاني (PDF) (ط. الأولى). تُونُس العاصمة - تُونُس: دار الغرب الإسلامي. ص. 11. مؤرشف من الأصل (PDF) في 9 يناير 2020. {{استشهاد بكتاب}}: تحقق من التاريخ في: |سنة= (مساعدة)
73. ↑  مُؤلِّف مجهول؛ تحقيق: إبراهيم الإبياري (1410هـ - 1989م). أخبار مجموعة في فتح الأندلُس وذكر أُمرائها رحمهم الله والحروب الواقعة بها بينهم (PDF) (ط. الثانية). بيروت - لُبنان: دار الكتاب اللُبناني. ص. 12. مؤرشف من الأصل (PDF) في 9 يناير 2020. {{استشهاد بكتاب}}: تحقق من التاريخ في: |سنة= (مساعدة)
74. ↑  مُؤلِّف مجهول؛ تحقيق: إبراهيم الإبياري (1410هـ - 1989م). أخبار مجموعة في فتح الأندلُس وذكر أُمرائها رحمهم الله والحروب الواقعة بها بينهم (PDF) (ط. الثانية). بيروت - لُبنان: دار الكتاب اللُبناني. ص. 60. مؤرشف من الأصل (PDF) في 9 يناير 2020. {{استشهاد بكتاب}}: تحقق من التاريخ في: |سنة= (مساعدة)
75. ↑  ابن قُتيبة الدينوري، أبو مُحمَّد عبدُ الله بن عبدُ المجيد بن مُسلم؛ تحقيق: مُحمَّد محمود الرافعي (1322هـ - 1904م). الإمامة والسياسة، الجُزء الأوَّل (ط. الأولى). القاهرة - مصر: مطبعة النيل. ص. 136. {{استشهاد بكتاب}}: تحقق من التاريخ في: |سنة= (مساعدة)
76. ↑  الحميري، أبو عبد الله محمد بن عبد الله بن عبد المنعم؛ تحقيق: إحسان عبَّاس (1980). الروض المعطار في خبر الأقطار (ط. الثانية). بيروت - لُبنان: مؤسسة ناصر للثقافة. ص. 62 - 63. مؤرشف من الأصل في 15 مايو 2019. اطلع عليه بتاريخ أكتوبر 2020. {{استشهاد بكتاب}}: تحقق من التاريخ في: |تاريخ الوصول= و|سنة= (مساعدة)
77. ↑  الحميري، أبو عبد الله محمد بن عبد الله بن عبد المنعم؛ تحقيق: إحسان عبَّاس (1980). الروض المعطار في خبر الأقطار (ط. الثانية). بيروت - لُبنان: مؤسسة ناصر للثقافة. ص. 152. مؤرشف من الأصل في 15 مايو 2019. اطلع عليه بتاريخ أكتوبر 2020. {{استشهاد بكتاب}}: تحقق من التاريخ في: |تاريخ الوصول= و|سنة= (مساعدة)
78. ↑  فرُّوخ، عُمر (1378هـ - 1959م). العرب والإسلام في الحوض  الغربي من البحر الأبيض المُتوسِّط (ط. الأولى). بيروت - لُبنان: منشورات المكتب التجاري. ص. 91. {{استشهاد بكتاب}}: تحقق من التاريخ في: |سنة= (مساعدة)
79. ↑  مُؤلِّف مجهول؛ تحقيق: إبراهيم الإبياري (1410هـ - 1989م). أخبار مجموعة في فتح الأندلُس وذكر أُمرائها رحمهم الله والحروب الواقعة بها بينهم (PDF) (ط. الثانية). بيروت - لُبنان: دار الكتاب اللُبناني. ص. 14 - 15. مؤرشف من الأصل (PDF) في 9 يناير 2020. {{استشهاد بكتاب}}: تحقق من التاريخ في: |سنة= (مساعدة)
80. ↑  عنَّان، مُحمَّد عبدُ الله (1417هـ - 1997م). دولة الإسلام في الأندلس، الجُزء الأوَّل (PDF) (ط. الرابعة). بيروت - لُبنان: مكتبة الخانجي. ص. 51. مؤرشف من الأصل (PDF) في 11 يناير 2020. {{استشهاد بكتاب}}: تحقق من التاريخ في: |سنة= (مساعدة)
81. ↑  رمضان، عبدُ المُحسن طٰه (2001). الحُرُوب الصليبيَّة في الأندلُس (ط. الأولى). القاهرة - مصر: مكتبة الأنجلو المصرية. ص. 163 - 164. {{استشهاد بكتاب}}: تحقق من التاريخ في: |سنة= (مساعدة)
82. ↑  العدوي، إبراهيم أحمد (1960). المُسلمون والجرمان، الإسلام في غرب البحر المُتوسِّط (ط. الأولى). القاهرة - مصر: دار المعرفة. ص. 136. {{استشهاد بكتاب}}: تحقق من التاريخ في: |سنة= (مساعدة)
83. ↑  طقّوش، مُحمَّد سُهيل (1431هـ - 2010م). تاريخ المُسلمين في الأندلُس: 91 - 897هـ \ 710 - 1492م (ط. الثالثة). بيروت - لُبنان: دار النفائس. ص. 46. ISBN:9789953184128. {{استشهاد بكتاب}}: تحقق من التاريخ في: |سنة= (مساعدة)
84. 1 2 3  مُؤلِّف مجهول؛ تحقيق: إبراهيم الإبياري (1410هـ - 1989م). أخبار مجموعة في فتح الأندلُس وذكر أُمرائها رحمهم الله والحروب الواقعة بها بينهم (PDF) (ط. الثانية). بيروت - لُبنان: دار الكتاب اللُبناني. ص. 15. مؤرشف من الأصل (PDF) في 9 يناير 2020. {{استشهاد بكتاب}}: تحقق من التاريخ في: |سنة= (مساعدة)
85. ↑  ابن عبد الحكم، أبو القاسم عبدُ الرحمٰن بن عبد الله عبدُ الحكم بن أعيُن القُرشيّ المصريّ؛ تحقيق: مُحمَّد الحُجيري (1416هـ - 1996م). فُتُوح مصر وأخبارها (ط. الأولى). بيروت - لُبنان: دار الفكر. ص. 348. {{استشهاد بكتاب}}: تحقق من التاريخ في: |سنة= (مساعدة)
86. ↑  الطبري، أبو جعفر مُحمَّد بن جُرير؛ تحقيق مُحمَّد أبو الفضل إبراهيم (1387هـ - 1967م). تاريخ الرُسل والمُلوك، الجُزء الثاني (ط. الثانية). القاهرة - مصر: دار المعارف. ص. 53. {{استشهاد بكتاب}}: تحقق من التاريخ في: |سنة= (مساعدة)
87. ↑  طقّوش، مُحمَّد سُهيل (1431هـ - 2010م). تاريخ المُسلمين في الأندلُس: 91 - 897هـ \ 710 - 1492م (ط. الثالثة). بيروت - لُبنان: دار النفائس. ص. 47 - 48. ISBN:9789953184128. {{استشهاد بكتاب}}: تحقق من التاريخ في: |سنة= (مساعدة)
88. ↑  ابن عذاري، أبو العبَّاس أحمد بن مُحمَّد المُرَّاكشي؛ تحقيق: بشَّار عوَّاد معروف ومحمود بشَّار عواد (1434هـ - 2013م). البيان المُغِّرب في أخبار الأندلس والمغرب، الجُزء الثاني (PDF) (ط. الأولى). تُونُس العاصمة - تُونُس: دار الغرب الإسلامي. ص. 13 - 14. مؤرشف من الأصل (PDF) في 9 يناير 2020. {{استشهاد بكتاب}}: تحقق من التاريخ في: |سنة= (مساعدة)
89. ↑  الحميري، أبو عبد الله محمد بن عبد الله بن عبد المنعم؛ تحقيق: إحسان عبَّاس (1980). الروض المعطار في خبر الأقطار (ط. الثانية). بيروت - لُبنان: مؤسسة ناصر للثقافة. ص. 6 و20. مؤرشف من الأصل في 15 مايو 2019. اطلع عليه بتاريخ أكتوبر 2020. {{استشهاد بكتاب}}: تحقق من التاريخ في: |تاريخ الوصول= و|سنة= (مساعدة)
90. 1 2  فرُّوخ، عُمر (1378هـ - 1959م). العرب والإسلام في الحوض  الغربي من البحر الأبيض المُتوسِّط (ط. الأولى). بيروت - لُبنان: منشورات المكتب التجاري. ص. 94. {{استشهاد بكتاب}}: تحقق من التاريخ في: |سنة= (مساعدة)
91. ↑  المُقري التلمساني، أبو العبَّاس أحمد بن مُحمَّد؛ تحقيق: مريم قاسم طويل ويُوسُف علي طويل (1995). نفح الطيب من غصن الأندلس الرطيب، الجُزء الأوَّل (ط. الأولى). بيروت - لُبنان: دار الكُتُب العلميَّة. ص. 260. {{استشهاد بكتاب}}: تحقق من التاريخ في: |سنة= (مساعدة)
92. 1 2  ابن عذاري، أبو العبَّاس أحمد بن مُحمَّد المُرَّاكشي؛ تحقيق: بشَّار عوَّاد معروف ومحمود بشَّار عواد (1434هـ - 2013م). البيان المُغِّرب في أخبار الأندلس والمغرب، الجُزء الثاني (PDF) (ط. الأولى). تُونُس العاصمة - تُونُس: دار الغرب الإسلامي. ص. 15. مؤرشف من الأصل (PDF) في 9 يناير 2020. {{استشهاد بكتاب}}: تحقق من التاريخ في: |سنة= (مساعدة)
93. ↑  بيضون، إبراهيم (1979). ملامح التيَّارات السياسيَّة في القرن الأوَّل الهجري (ط. الأولى). بيروت - لُبنان: دار النهضة العربيَّة. ص. 80 - 81. {{استشهاد بكتاب}}: تحقق من التاريخ في: |سنة= (مساعدة)
94. 1 2 3  مُؤلِّف مجهول؛ تحقيق: إبراهيم الإبياري (1410هـ - 1989م). أخبار مجموعة في فتح الأندلُس وذكر أُمرائها رحمهم الله والحروب الواقعة بها بينهم (PDF) (ط. الثانية). بيروت - لُبنان: دار الكتاب اللُبناني. ص. 18. مؤرشف من الأصل (PDF) في 9 يناير 2020. {{استشهاد بكتاب}}: تحقق من التاريخ في: |سنة= (مساعدة)
95. ↑  طقّوش، مُحمَّد سُهيل (1431هـ - 2010م). تاريخ المُسلمين في الأندلُس: 91 - 897هـ \ 710 - 1492م (ط. الثالثة). بيروت - لُبنان: دار النفائس. ص. 50. ISBN:9789953184128. {{استشهاد بكتاب}}: تحقق من التاريخ في: |سنة= (مساعدة)
96. ↑  العدوي، إبراهيم أحمد (1960). المُسلمون والجرمان، الإسلام في غرب البحر المُتوسِّط (ط. الأولى). القاهرة - مصر: دار المعرفة. ص. 141. {{استشهاد بكتاب}}: تحقق من التاريخ في: |سنة= (مساعدة)
97. ↑  ابن الأثير الجزري، عزُّ الدين أبي الحسن عليّ بن أبي الكرم الشيباني؛ تحقيق: أبو الفداء عبدُ الله القاضي (1407هـ - 1987م). الكامل في التاريخ، الجُزء الرابع (ط. الأولى). بيروت - لُبنان: دار الكُتب العلميَّة. ص. 448. {{استشهاد بكتاب}}: تحقق من التاريخ في: |سنة= (مساعدة)
98. ↑  المُقري التلمساني، أبو العبَّاس أحمد بن مُحمَّد؛ تحقيق: مريم قاسم طويل ويُوسُف علي طويل (1995). نفح الطيب من غصن الأندلس الرطيب، الجُزء الأوَّل (ط. الأولى). بيروت - لُبنان: دار الكُتُب العلميَّة. ص. 234. {{استشهاد بكتاب}}: تحقق من التاريخ في: |سنة= (مساعدة)
99. ↑  فرُّوخ، عُمر (1378هـ - 1959م). العرب والإسلام في الحوض  الغربي من البحر الأبيض المُتوسِّط (ط. الأولى). بيروت - لُبنان: منشورات المكتب التجاري. ص. 98. {{استشهاد بكتاب}}: تحقق من التاريخ في: |سنة= (مساعدة)
100. ↑  رمضان، عبدُ المُحسن طٰه (2001). الحُرُوب الصليبيَّة في الأندلُس (ط. الأولى). القاهرة - مصر: مكتبة الأنجلو المصرية. ص. 177. {{استشهاد بكتاب}}: تحقق من التاريخ في: |سنة= (مساعدة)
101. 1 2 3 4  ابن عذاري، أبو العبَّاس أحمد بن مُحمَّد المُرَّاكشي؛ تحقيق: بشَّار عوَّاد معروف ومحمود بشَّار عواد (1434هـ - 2013م). البيان المُغِّرب في أخبار الأندلس والمغرب، الجُزء الثاني (PDF) (ط. الأولى). تُونُس العاصمة - تُونُس: دار الغرب الإسلامي. ص. 16. مؤرشف من الأصل (PDF) في 9 يناير 2020. {{استشهاد بكتاب}}: تحقق من التاريخ في: |سنة= (مساعدة)
102. ↑  الحميدي، أبو عبد الله مُحمَّد بن فتُّوح بن عبد الله؛ تحقيق: بشَّار عوَّاد معروف - مُحمَّد بشَّار عوَّاد (1429هـ - 2008م). جذوة المقتبس في تاريخ علماء الأندلس (PDF) (ط. الأولى). تُونُس العاصمة - تُونُس: دار الغرب الإسلامي. ص. 178 - 179. مؤرشف من الأصل (PDF) في 11 مايو 2020. {{استشهاد بكتاب}}: تحقق من التاريخ في: |سنة= (مساعدة)
103. ↑  ابن الفرضي، أبو الوليد عبدُ الله بن مُحمَّد؛ تحقيق: بشَّار عوَّاد معروف (1429هـ - 2008م). تاريخ عُلماء الأندلُس (PDF) (ط. الأولى). تُونُس العاصمة - تُونُس: دار الغرب الإسلامي. ص. 111. مؤرشف من الأصل (PDF) في 11 يناير 2020. {{استشهاد بكتاب}}: تحقق من التاريخ في: |سنة= (مساعدة)
104. ↑  طقّوش، مُحمَّد سُهيل (1431هـ - 2010م). تاريخ المُسلمين في الأندلُس: 91 - 897هـ \ 710 - 1492م (ط. الثالثة). بيروت - لُبنان: دار النفائس. ص. 52. ISBN:9789953184128. {{استشهاد بكتاب}}: تحقق من التاريخ في: |سنة= (مساعدة)
105. 1 2 3 4  المُقري التلمساني، أبو العبَّاس أحمد بن مُحمَّد؛ تحقيق: مريم قاسم طويل ويُوسُف علي طويل (1995). نفح الطيب من غصن الأندلس الرطيب، الجُزء الأوَّل (ط. الأولى). بيروت - لُبنان: دار الكُتُب العلميَّة. ص. 265. {{استشهاد بكتاب}}: تحقق من التاريخ في: |سنة= (مساعدة)
106. ↑  رمضان، عبدُ المُحسن طٰه (2001). الحُرُوب الصليبيَّة في الأندلُس (ط. الأولى). القاهرة - مصر: مكتبة الأنجلو المصرية. ص. 174. {{استشهاد بكتاب}}: تحقق من التاريخ في: |سنة= (مساعدة)
107. ↑  رمضان، عبدُ المُحسن طٰه (2001). الحُرُوب الصليبيَّة في الأندلُس (ط. الأولى). القاهرة - مصر: مكتبة الأنجلو المصرية. ص. 176. {{استشهاد بكتاب}}: تحقق من التاريخ في: |سنة= (مساعدة)
108. ↑  ابن القوطيَّة، أبو بكر مُحمَّد بن عُمر القُرطُبي؛ تحقيق: إبراهيم الإبياري (1410هـ - 1989م). تاريخ افتتاح الأندلُس (ط. الثانية). بيروت - لُبنان: دار الكتاب اللُبناني. ص. 78. مؤرشف من الأصل في 16 أبريل 2016. {{استشهاد بكتاب}}: تحقق من التاريخ في: |سنة= (مساعدة)
109. ↑  رمضان، عبدُ المُحسن طٰه (2001). الحُرُوب الصليبيَّة في الأندلُس (ط. الأولى). القاهرة - مصر: مكتبة الأنجلو المصرية. ص. 178. {{استشهاد بكتاب}}: تحقق من التاريخ في: |سنة= (مساعدة)
110. ↑  طقّوش، مُحمَّد سُهيل (1431هـ - 2010م). تاريخ المُسلمين في الأندلُس: 91 - 897هـ \ 710 - 1492م (ط. الثالثة). بيروت - لُبنان: دار النفائس. ص. 55 - 56. ISBN:9789953184128. {{استشهاد بكتاب}}: تحقق من التاريخ في: |سنة= (مساعدة)
111. ↑  مُؤلِّف مجهول؛ تحقيق: إبراهيم الإبياري (1410هـ - 1989م). أخبار مجموعة في فتح الأندلُس وذكر أُمرائها رحمهم الله والحروب الواقعة بها بينهم (PDF) (ط. الثانية). بيروت - لُبنان: دار الكتاب اللُبناني. ص. 19. مؤرشف من الأصل (PDF) في 9 يناير 2020. {{استشهاد بكتاب}}: تحقق من التاريخ في: |سنة= (مساعدة)
112. ↑  الطبري، أبو جعفر مُحمَّد بن جُرير؛ تحقيق مُحمَّد أبو الفضل إبراهيم (1387هـ - 1967م). تاريخ الرُسل والمُلوك، الجُزء الثاني (ط. الثانية). القاهرة - مصر: دار المعارف. ص. 211. {{استشهاد بكتاب}}: تحقق من التاريخ في: |سنة= (مساعدة)
113. ↑  ابن خلدون، أبو زيد وليُّ الدين عبدُ الرحمٰن بن مُحمَّد الحضرمي الإشبيلي؛ تحقيق: خليل شحادة (1408هـ - 1988م). كتاب العبر وديوان المبتدأ والخبر في تاريخ العرب والبربر ومن عاصرهم من ذوي الشأن الأكبر (الجُزء الرابع) (ط. الثانية). بيروت - لُبنان: دار الفكر. ص. 118. مؤرشف من الأصل في 4 مايو 2019. اطلع عليه بتاريخ 27 كانون الأوَّل (ديسمبر) 2015م. {{استشهاد بكتاب}}: تحقق من التاريخ في: |تاريخ الوصول= و|سنة= (مساعدة)
114. ↑  ابن كثير، أبو الفداء إسماعيل بن عُمر القُرشي البصري الدمشقي؛ تحقيق عبدُ الله بن عبد المُحسن التُركي (1418 هـ - 1997م). البداية والنهاية، الجزء التاسع (ط. الأولى). القاهرة - مصر: دار هجر للطباعة والنشر والتوزيع والإعلان. ص. 174. {{استشهاد بكتاب}}: تحقق من التاريخ في: |سنة= (مساعدة)
115. ↑  الزركلي، خير الدين (2002). قاموس الأعلام، الجزء السابع. دار العلم للملايين. ص. 217. {{استشهاد بكتاب}}: تحقق من التاريخ في: |سنة= (مساعدة)
116. ↑  عويس، عبد الحليم (25 آب (أغسطس) 2010). "طارق بن زياد فاتح الأندلس". قصة الإسلام. مؤرشف من الأصل في 18 كانون الأوَّل (ديسمبر) 2022. اطلع عليه بتاريخ 18 كانون الأوَّل (ديسمبر) 2022. {{استشهاد ويب}}: تحقق من التاريخ في: |تاريخ الوصول=، |تاريخ=، و|تاريخ أرشيف= (مساعدة)
117. ↑  پروڤنسال، إڤاريست ليڤي؛ ترجمة: علي عبدُ الرءوف البمبي وعلي إبراهيم منوفي والسيِّد عبد الظاهر عبد الله (2000). تاريخ أسبانيا الإسلاميَّة من الفتح إلى سُقُوط الخِلافة القُرطُبيَّة (ط. الثالثة). القاهرة - مصر: المجلس الأعلى لِلثقافة. ص. 56 - 57. مؤرشف من الأصل في 2016-01-29.
118. ↑  فرُّوخ، عُمر (1378هـ - 1959م). العرب والإسلام في الحوض  الغربي من البحر الأبيض المُتوسِّط (ط. الأولى). بيروت - لُبنان: منشورات المكتب التجاري. ص. 103. {{استشهاد بكتاب}}: تحقق من التاريخ في: |سنة= (مساعدة)
119. 1 2 3  طقّوش، مُحمَّد سُهيل (1431هـ - 2010م). تاريخ المُسلمين في الأندلُس: 91 - 897هـ \ 710 - 1492م (ط. الثالثة). بيروت - لُبنان: دار النفائس. ص. 58 - 59. ISBN:9789953184128. {{استشهاد بكتاب}}: تحقق من التاريخ في: |سنة= (مساعدة)
120. ↑  ابن عذاري، أبو العبَّاس أحمد بن مُحمَّد المُرَّاكشي؛ تحقيق: بشَّار عوَّاد معروف ومحمود بشَّار عواد (1434هـ - 2013م). البيان المُغِّرب في أخبار الأندلس والمغرب، الجُزء الثاني (PDF) (ط. الأولى). تُونُس العاصمة - تُونُس: دار الغرب الإسلامي. ص. 30. مؤرشف من الأصل (PDF) في 9 يناير 2020. {{استشهاد بكتاب}}: تحقق من التاريخ في: |سنة= (مساعدة)
121. ↑  مُؤلِّف مجهول؛ تحقيق: إبراهيم الإبياري (1410هـ - 1989م). أخبار مجموعة في فتح الأندلُس وذكر أُمرائها رحمهم الله والحروب الواقعة بها بينهم (PDF) (ط. الثانية). بيروت - لُبنان: دار الكتاب اللُبناني. ص. 38. مؤرشف من الأصل (PDF) في 9 يناير 2020. {{استشهاد بكتاب}}: تحقق من التاريخ في: |سنة= (مساعدة)
122. 1 2 3 4  فرُّوخ، عُمر (1378هـ - 1959م). العرب والإسلام في الحوض  الغربي من البحر الأبيض المُتوسِّط (ط. الأولى). بيروت - لُبنان: منشورات المكتب التجاري. ص. 181. {{استشهاد بكتاب}}: تحقق من التاريخ في: |سنة= (مساعدة)
123. ↑  فرُّوخ، عُمر (1378هـ - 1959م). العرب والإسلام في الحوض  الغربي من البحر الأبيض المُتوسِّط (ط. الأولى). بيروت - لُبنان: منشورات المكتب التجاري. ص. 185 - 186. {{استشهاد بكتاب}}: تحقق من التاريخ في: |سنة= (مساعدة)
124. ↑  المُقري التلمساني، أبو العبَّاس أحمد بن مُحمَّد؛ تحقيق: مريم قاسم طويل ويُوسُف علي طويل (1995). نفح الطيب من غصن الأندلس الرطيب، الجُزء الثاني (ط. الأولى). بيروت - لُبنان: دار الكُتُب العلميَّة. ص. 185. {{استشهاد بكتاب}}: تحقق من التاريخ في: |سنة= (مساعدة)
125. ↑  فرُّوخ، عُمر (1378هـ - 1959م). العرب والإسلام في الحوض  الغربي من البحر الأبيض المُتوسِّط (ط. الأولى). بيروت - لُبنان: منشورات المكتب التجاري. ص. 184. {{استشهاد بكتاب}}: تحقق من التاريخ في: |سنة= (مساعدة)
126. ↑  ابن عذاري، أبو العبَّاس أحمد بن مُحمَّد المُرَّاكشي؛ تحقيق: بشَّار عوَّاد معروف ومحمود بشَّار عواد (1434هـ - 2013م). البيان المُغِّرب في أخبار الأندلس والمغرب، الجُزء الثاني (PDF) (ط. الأولى). تُونُس العاصمة - تُونُس: دار الغرب الإسلامي. ص. 21 - 23. مؤرشف من الأصل (PDF) في 9 يناير 2020. {{استشهاد بكتاب}}: تحقق من التاريخ في: |سنة= (مساعدة)
127. ↑  مُؤلِّف مجهول؛ تحقيق: إبراهيم الإبياري (1410هـ - 1989م). أخبار مجموعة في فتح الأندلُس وذكر أُمرائها رحمهم الله والحروب الواقعة بها بينهم (PDF) (ط. الثانية). بيروت - لُبنان: دار الكتاب اللُبناني. ص. 62. مؤرشف من الأصل (PDF) في 9 يناير 2020. {{استشهاد بكتاب}}: تحقق من التاريخ في: |سنة= (مساعدة)
128. ↑  فرُّوخ، عُمر (1378هـ - 1959م). العرب والإسلام في الحوض  الغربي من البحر الأبيض المُتوسِّط (ط. الأولى). بيروت - لُبنان: منشورات المكتب التجاري. ص. 183 - 184. {{استشهاد بكتاب}}: تحقق من التاريخ في: |سنة= (مساعدة)
129. ↑  المُقري التلمساني، أبو العبَّاس أحمد بن مُحمَّد؛ تحقيق: مريم قاسم طويل ويُوسُف علي طويل (1995). نفح الطيب من غصن الأندلس الرطيب، الجُزء السادس (ط. الأولى). بيروت - لُبنان: دار الكُتُب العلميَّة. ص. 119. {{استشهاد بكتاب}}: تحقق من التاريخ في: |سنة= (مساعدة)
130. ↑  طقّوش، مُحمَّد سُهيل (1431هـ - 2010م). تاريخ المُسلمين في الأندلُس: 91 - 897هـ \ 710 - 1492م (ط. الثالثة). بيروت - لُبنان: دار النفائس. ص. 109. ISBN:9789953184128. {{استشهاد بكتاب}}: تحقق من التاريخ في: |سنة= (مساعدة)
131. ↑  مُؤلِّف مجهول؛ تحقيق: إبراهيم الإبياري (1410هـ - 1989م). أخبار مجموعة في فتح الأندلُس وذكر أُمرائها رحمهم الله والحروب الواقعة بها بينهم (PDF) (ط. الثانية). بيروت - لُبنان: دار الكتاب اللُبناني. ص. 45 و61 - 62. مؤرشف من الأصل (PDF) في 9 يناير 2020. {{استشهاد بكتاب}}: تحقق من التاريخ في: |سنة= (مساعدة)
132. ↑  عنان، محمد عبد الله (1997). دولة الإسلام في الأندلس، الجزء الأول. مكتبة الخانجي، القاهرة. ص. 48. (ردمك 9775050824)
133. ↑  عنان، محمد عبد الله (1997). دولة الإسلام في الأندلس، الجزء الأول. مكتبة الخانجي، القاهرة. ص. 47-48. (ردمك 9775050824)
134. ↑  ابن الأثير الجزري، عزُّ الدين أبي الحسن عليّ بن أبي الكرم الشيباني؛ تحقيق: أبو الفداء عبدُ الله القاضي (1407هـ - 1987م). الكامل في التاريخ، الجُزء الرابع (ط. الأولى). بيروت - لُبنان: دار الكُتب العلميَّة. ص. 376. {{استشهاد بكتاب}}: تحقق من التاريخ في: |سنة= (مساعدة)
135. ↑  ابن خلدون، أبو زيد وليُّ الدين عبدُ الرحمٰن بن مُحمَّد الحضرمي الإشبيلي؛ تحقيق: خليل شحادة (1408هـ - 1988م). كتاب العبر وديوان المبتدأ والخبر في تاريخ العرب والبربر ومن عاصرهم من ذوي الشأن الأكبر (الجُزء الرابع) (ط. الثانية). بيروت - لُبنان: دار الفكر. ص. 117 -118. مؤرشف من الأصل في 4 مايو 2019. اطلع عليه بتاريخ 27 كانون الأوَّل (ديسمبر) 2015م. {{استشهاد بكتاب}}: تحقق من التاريخ في: |تاريخ الوصول= و|سنة= (مساعدة)
136. ↑  فرُّوخ، عُمر (1378هـ - 1959م). العرب والإسلام في الحوض  الغربي من البحر الأبيض المُتوسِّط (ط. الأولى). بيروت - لُبنان: منشورات المكتب التجاري. ص. 99. {{استشهاد بكتاب}}: تحقق من التاريخ في: |سنة= (مساعدة)
137. ↑  ابن عبد الحكم، أبو القاسم عبدُ الرحمٰن بن عبد الله عبدُ الحكم بن أعيُن القُرشيّ المصريّ؛ تحقيق: مُحمَّد الحُجيري (1416هـ - 1996م). فُتُوح مصر وأخبارها (ط. الأولى). بيروت - لُبنان: دار الفكر. ص. 207. {{استشهاد بكتاب}}: تحقق من التاريخ في: |سنة= (مساعدة)
138. ↑  فرُّوخ، عُمر (1378هـ - 1959م). العرب والإسلام في الحوض  الغربي من البحر الأبيض المُتوسِّط (ط. الأولى). بيروت - لُبنان: منشورات المكتب التجاري. ص. 97. {{استشهاد بكتاب}}: تحقق من التاريخ في: |سنة= (مساعدة)
139. ↑  طقّوش، مُحمَّد سُهيل (1431هـ - 2010م). تاريخ المُسلمين في الأندلُس: 91 - 897هـ \ 710 - 1492م (ط. الثالثة). بيروت - لُبنان: دار النفائس. ص. 51. ISBN:9789953184128. {{استشهاد بكتاب}}: تحقق من التاريخ في: |سنة= (مساعدة)
140. ↑  أبو الفرج الأصفهاني، علي بن الحُسين بن مُحمَّد بن أحمد بن الهيثم المرواني الأُموي القرشي (1415هـ). كتاب الأغاني، الجُزء التاسع (ط. الأولى). بيروت - لُبنان: دار إحياء التراث العربي. ص. 78، 99 - 100. {{استشهاد بكتاب}}: تحقق من التاريخ في: |سنة= (مساعدة)
141. ↑  فرُّوخ، عُمر (1378هـ - 1959م). العرب والإسلام في الحوض  الغربي من البحر الأبيض المُتوسِّط (ط. الأولى). بيروت - لُبنان: منشورات المكتب التجاري. ص. 80. {{استشهاد بكتاب}}: تحقق من التاريخ في: |سنة= (مساعدة)
142. ↑  ابن الأثير الجزري، عزُّ الدين أبي الحسن عليّ بن أبي الكرم الشيباني؛ تحقيق: أبو الفداء عبدُ الله القاضي (1407هـ - 1987م). الكامل في التاريخ، الجُزء الرابع (ط. الأولى). بيروت - لُبنان: دار الكُتب العلميَّة. ص. 123. {{استشهاد بكتاب}}: تحقق من التاريخ في: |سنة= (مساعدة)
143. ↑  طقّوش، مُحمَّد سُهيل (1431هـ - 2010م). تاريخ المُسلمين في الأندلُس: 91 - 897هـ \ 710 - 1492م (ط. الثالثة). بيروت - لُبنان: دار النفائس. ص. 45. ISBN:9789953184128. {{استشهاد بكتاب}}: تحقق من التاريخ في: |سنة= (مساعدة)

### بِلُغاتٍ أجنبيَّة
1. ↑  "Maroc et Espagne: une histoire commune publié par Fundación El Legado Andalusí". Books google. مؤرشف من الأصل في 03 أغسطس 2016. اطلع عليه بتاريخ 26 أيَّار (مايو) 2010. {{استشهاد ويب}}: تحقق من التاريخ في: |تاريخ الوصول= (مساعدة)
2. ↑  Cameron، Ward؛ Perkins and Whitby. The Cambridge Ancient HIstory - Volume XIV. Late Antiquity: Empire and Successors, A.D. 425–600. ص. 48..
3. ↑  Edward Gibbon (1788). The History of the Decline and Fall of the Roman Empire, Volume V. W. Strahan and T. Cadell. ج. V. ص. 473. مؤرشف من الأصل في 2020-02-29. {{استشهاد بكتاب}}: |archive-date= / |archive-url= timestamp mismatch (مساعدة)
4. ↑  Collins, Roger. Visigothic Spain, 409–711. Blackwell Publishing, 2004. p. 131
5. ↑  Ballesteros، Antonio (1926). Historia de España y su influencia en la historia universal. Barcelona: P. Salvat. ج. I. ص. 40. مؤرشف من الأصل في 2020-01-12.
6. ↑  Thompson, E. A.. The Goths in Spain. Oxford: Clarendon Press, 1969. p 311-312
7. ↑  Thompson, E. A.. The Goths in Spain. Oxford: Clarendon Press, 1969. p 308-310
8. ↑  Katz, Solomon. Monographs of the Mediaeval Academy of America No. 12: The Jews in the Visigothic and Frankish Kingdoms of Spain and Gaul, Cambridge, Massachusetts: The Mediaeval Society of America, 1937. pp 3-5
9. ↑  Thompson, E. A.. The Goths in Spain. Oxford: Clarendon Press, 1969. p 316
10. ↑  Katz, Solomon. Monographs of the Mediaeval Academy of America No. 12: The Jews in the Visigothic and Frankish Kingdoms of Spain and Gaul, Cambridge, Massachusetts: The Mediaeval Society of America, 1937. pp 11
11. ↑  Edward Gibbon (1788). The History of the Decline and Fall of the Roman Empire, Volume V. W. Strahan and T. Cadell. ج. V. ص. 473- 474. مؤرشف من الأصل في 2020-02-29.
12. ↑  Thompson, E. A.. The Goths in Spain. Oxford: Clarendon Press, 1969. p 236
13. ↑  Thompson, E. A.. The Goths in Spain. Oxford: Clarendon Press, 1969. p 237
14. ↑  Sayas Abengochea، Juan José؛ Abad Varela، Manuel (2013). Historia Antigua de la Península Ibérica: Época Tardoimperial y Visigoda. Editorial UNED. ج. II. ص. 408. ISBN:9788436265347. مؤرشف من الأصل في 2019-01-19.
15. ↑  "Roman Revolutions and the Rise of Frankish Feudalism and Doctrine". /www.romanity.org. مؤرشف من الأصل في 21 أكتوبر 2018. اطلع عليه بتاريخ 14 نيسان (أبريل) 2016. {{استشهاد ويب}}: تحقق من التاريخ في: |تاريخ الوصول= (مساعدة)
16. ↑  Collins, Roger (1989). The Arab Conquest of Spain 710-797. Oxford, UK / Cambridge, USA: Blackwell. ص. 25-26, 28, 31. ISBN:0-631-19405-3.
17. ↑  Collins, Roger (1983). Early Medieval Spain. New York: St. Martin's Press. ص. 151. ISBN:0-312-22464-8. مؤرشف من الأصل في 2022-03-21.
18. ↑  Collins, Roger (1989). The Arab Conquest of Spain 710-797. Oxford, UK / Cambridge, USA: Blackwell. ص. 97. ISBN:0-631-19405-3.
19. ↑  Saavedra، Eduardo (1892). Estudio sobre la invasión de los árabes en España. Madrid: El Progreso Editorial. ص. 65. مؤرشف من الأصل في 2016-10-15.
20. ↑  Saavedra، Eduardo (1892). Estudio sobre la invasión de los árabes en España. Madrid: El Progreso Editorial. ص. 99 - 101. مؤرشف من الأصل في 2016-10-15.
21. ↑  Amador de los Ríos، José (1875). textsHistoria social, politica y religiosa de los Judíos de España y Portugal. Madrid: Fortanet. ص. 107. مؤرشف من الأصل في 2016-03-03.
22. ↑  Thompson، E. A. (1969). The Goths in Spain. Oxford: Clarendon Press. ص. 250. ISBN:0-19-814271-4. مؤرشف من الأصل في 2022-09-02.
23. ↑  Collins، Roger [بالإنجليزية] (1989). The Arab Conquest of Spain, 710–797. Oxford: Oxford University Press. ص. 39–41. ISBN:0-631-15923-1.
24. ↑  Saavedra، Eduardo (1892). Estudio sobre la invasión de los árabes en España. Madrid: El Progreso Editorial. ص. 80 -81. مؤرشف من الأصل في 2016-10-15.
25. ↑  Saavedra، Eduardo (1892). Estudio sobre la invasión de los árabes en España. Madrid: El Progreso Editorial. ص. 126 - 127. مؤرشف من الأصل في 2016-10-15.
26. ↑  de Las Cagigas، Isidore (1947–49). Los Mozárabes. Madrid. ص. 56.{{استشهاد بكتاب}}:  صيانة الاستشهاد: تنسيق التاريخ (link) صيانة الاستشهاد: مكان بدون ناشر (link)
27. ↑  de Las Cagigas، Isidore (1947–49). Los Mozárabes. Madrid. ص. 58.{{استشهاد بكتاب}}:  صيانة الاستشهاد: تنسيق التاريخ (link) صيانة الاستشهاد: مكان بدون ناشر (link)
28. ↑  de Las Cagigas، Isidore (1947–49). Los Mozárabes. Madrid. ص. 93.{{استشهاد بكتاب}}:  صيانة الاستشهاد: تنسيق التاريخ (link) صيانة الاستشهاد: مكان بدون ناشر (link)
29. ↑  de Las Cagigas، Isidore (1947–49). Los Mozárabes. Madrid. ص. 59.{{استشهاد بكتاب}}:  صيانة الاستشهاد: تنسيق التاريخ (link) صيانة الاستشهاد: مكان بدون ناشر (link)
30. ↑  Thompson، E. A. (1969). The Goths in Spain. Oxford: Clarendon Press. ص. 250. ISBN:0-19-814271-4.
31. ↑  Saavedra، Eduardo (1892). Estudio sobre la invasión de los árabes en España. Madrid: El Progreso Editorial. ص. 59-61. مؤرشف من الأصل في 2016-10-15.

## وصلات خارجيَّة
- الأندلُس: فتحٌ أم احتلال؟
- انتشار الإسلام في الأندلُس: جُغرافيَّة المكان.. والفُتُوحات الإسلاميَّة. بِقلم د. عبد الرحمٰن علي الحجِّي.
- هل حقًا فكَّر المُسلمون في إجلاء النصارى من الأندلُس؟ بِقلم أحمد الظرافي.